# Втрати силових структур внаслідок російського вторгнення в Україну (17 липня — 31 липня 2022)
У статті наведено список втрат українських військовослужбовців у російсько-українській війні, починаючи з 17 липня 2022 року по 31 липня 2022 року (включно).

## Список загиблих з 17 по 31 липня 2022 року
| №                                               | Світлина Емблема | Прізвище, ім'я, по-батькові                     | Про особу | Дата смерті                | Обставини смерті |
| ----------------------------------------------- | ---------------- | ----------------------------------------------- | --- | -------------------------- | --- |
| 17 липня                                        |                  |                                                 | |                            | |
| 7775                                            |                  | Гуламов Абдулкарім Курбаналійович («Кремень»)   | 26 липня 1987, м. Обухів Київська область. Військовослужбовець ЗС України (підрозділ — не уточнено). Учасник АТО/ООС. Раніше проходив військову службу в 73 МЦСпО і Командуванні ССпО. Після початку російського вторгнення в Україну був призваний до ЗС України за мобілізацією. | 17 липня 2022              | Загинув ввечері в результаті наїзду автомобілю на міну в с. Зарічне Херсонської області. Нагороджений орденом «За мужність» III ступеня (25 травня 2023, посмертно). |
| 7776                                            |                  | Томаш Себастьян Валєнтек («Маверік»)            | 18 листопада 1985, Польща. Січовик 49-го стрілецького батальйону «Карпатська Січ». Дитячий фельдшер, ветеран Косова та Афганістану. Боєць змішаних бойових мистецтв. Виграв Другий чемпіонат ММА, організований у місті Гливиці. Спочатку проходив службу в Інтернаціональному легіоні територіальної оборони України, потім приєднався до «Карпатської Січі». | 17 липня 2022              | Загинув в результаті артилерійського обстрілу під час евакуації загиблого побратима з поля бою в Ізюмському районі у Харківській області. |
| 7777                                            |                  | Маркес Рамос Крістіан Каміло («Колумбія»)       | 18 липня 1990, Колумбія. Січовик 49-го стрілецького батальйону «Карпатська Січ». 2007 року закінчив коледж INCADE в місті Богота, Колумбія. 2009 року долучився до національної поліції Колумбії. З квітня 2022 року долучився до українських військ у боротьбі з російськими окупантами. | 17 липня 2022              | Загинув у ближньому бою з російськими окупантами в Ізюмському районі у Харківській області. |
| 7778                                            |                  | Погорільчук Олександр Сергійович                | 14 січня 1996, с. Голики Шепетівський район Хмельницька область. Старший солдат, старший бойовий медик десантно-штурмового батальйону 80 ОДШБр. Навчався у Варварівській загальноосвітній школі, яку закінчив в 2011 році. 2015 року закінчив Шепетівське медичне училище за спеціальністю «Лікувальна справа» та здобув кваліфікацію фельдшера. З 2015 року працював у виправній колонії м. Ізяслава. У 2019 році вступив на військову службу за контрактом до ЗС України. Учасник АТО/ООС. В 2021 року став срібним призером у конкурсі на найкращого фахівця з тактичної медицини Збройних Сил України-2021. Двічі, у 2021 та 2022 році, був відзначений відзнаками Головнокомандувача Збройних Сил України — нагрудним знаком «За взірцевість у військовій службі» III ступеня. 2021 року був нагороджений відзнакою Командувача об'єднаних сил «За звитягу та вірність». 26 лютого 2022 року його брат Віталій загинув на війні. Після загибелі рідного брата, міг відмовитися від подальшої військової служби, але продовжив боротьбу з російськими окупантами. Залишилися мати, яка втратила на війні двох своїх синів та наречена.                                       | 17 липня 2022              | Загинув у бою з російськими окупантами в Донецькій області. Нагороджений орденом «За мужність» II ступеня (посмертно). |
| 7779                                            |                  | Ульяницький Володимир Олександрович             | 27 років, Миколаївська область. Молодший лейтенант, командир взводу ЗС України (підрозділ — не уточнено). Тренер з плавання. Вихованець СК «Зоря», призер чемпіонатів Миколаївської області з плавання, учасник чемпіонатів України в складі збірної Миколаївської області. Залишилися батьки. | 17 липня 2022              | Загинув від обстрілу ворожим танком в Донецькій області. |
| 7780                                            |                  | Войтович Анатолій Петрович                      | 11.8.1965, 56 років, с.Олександрівка, Вінницька область. Навчався в місцевій школі. В 1980—1983 навчався у Барському ДПТУ №8. Пішов воювати ще у 2014-му, захищав Україну на Сході. Захищав Україну на Миколаївському напрямку. Головний сержант. В травні 2022 від ворожого обстрілу загинув його рідний брат Олег Войтович | 17 липня 2022              | Загинув в Миколаєві під час ракетного обстрілу. Прощання відбулося 22 липня 2022 в місті Жмеринка. |
| 7881                                            |                  | Киселиця Олександр Іванович («Іванович»)        | 8 вересня 1984, м. Чернівці. Навчався у початковій школі в Чернівцях, а потім у Костинці. Вступив до будівельного училища. Працював за спеціальністю. На другий день повномасштабної війни Олександр приєднався до ЗСУ, щоб захистити свою сім'ю та рідну країну. Воював у лавах 87 ОАеМБ 80-ї окремої десантно-штурмової бригади ЗСУ. Обіймав посаду стрільця-санітара. | 17 липня 2022              | Загинув під час виконання бойового завдання поблизу села Верхньокам'янське на Донеччині. Похований на Алеї Слави у Чернівцях. Нагороджений орденом «За мужність» III ступеня (посмертно). |
| 7882                                            |                  | Шлей Василь Сергійович («Вєтєр»)                | 4 червня 1992, Хотин Чернівецька область. Капітан, начальник відділення бойової підготовки підрозділу у складі 80 ОДШБр. Після 8 класів місцевої школи вступив до Кам‘янець-Подільського ліцею з посиленою військово-фізичною підготовкою. У 2013 році закінчив Кам‘янець-Подільський державний аграрно-технічний університет. У квітні 2014 року Василь вирішив стати на захист рідної держави. Після укладення контракту, спочатку був заступником командира роти з морально-психологічного забезпечення, пізніше виконував обов‘язки командира роти. За 8 років служби неодноразово був відзначений нагородами, зокрема, медаллю «За військову службу Україні» (2015) та орденом Богдана Хмельницького III ступеня у 2019 році. | 17 липня 2022              | Загинув під час виконання бойового завдання поблизу села Верхньокам'янське на Донеччині. Похований на Алеї Слави у Чернівцях. Нагороджений орденом «Богдана Хмельницького» II ступеня (посмертно). |
| 7883                                            |                  | Козак Микола Андрійович                         | 52 роки, с. Білий Рукав на Вінниччині. Здобув фах фізика-інформатика у Вінницькому педагогічному інституті. Згодом закінчив Київський торгово-економічний інститут за спеціальністю «Облік та аудит». Працював на різних роботах: у школі — вчителем і заступником директора, у відділенні банку — програмістом, у міській раді — заступником міського голови, також був інженером з охорони праці на Дністровській ГЕС-1. Жив у місті Новодністровськ Чернівецької області. Під час повномасштабної війни чоловік захищав Україну в лавах 80-ї окремої десантно-штурмової бригади ЗСУ. Був головним сержантом — командиром 1 гранатометного відділення гранатометного взводу роти вогневої підтримки. | 17 липня 2022              | Загинув поблизу села Верхньокам'янське Донецької області у результаті ворожого артилерійського обстрілу. Захисник отримав смертельні поранення голови та грудної клітки. Похований на Алеї Слави у Вінниці. Нагороджений орденом «За мужність» III ступеня (посмертно). |
| 7884                                            |                  | Шевчук Любомир В'ячеславович («Шева»)           | 1982, м. Чернівці. Солдат, військовослужбовець 87 ОАеМБ 80 ОДШБр. Здобув вищу юридичну освіту у Чернівецькому національному університеті імені Юрія Федьковича. Працював за спеціальністю. Одружився, виховував двох дітей. | 17 липня 2022              | Загинув під час виконання бойового завдання біля села Верхньокам'янське на Донеччині. Похований 27 жовтня на Алеї Слави Центрального кладовища Чернівців. Нагороджений орденом «За мужність» III ступеня (посмертно). |
| 7885                                            |                  | Ярмуратій Анна Миколаївна                       | 1991, 30 років, с. Жерденівка Вінницька область. Штаб-сержант, військовослужбовець 59 ОМПБр. В Збройних Силах України з 2016 року, учасник АТО. | 17 липня 2022              | Загинула в результаті ворожого ракетного обстрілу поблизу міста Миколаєва. Похована в рідному селі на Вінниччині. Нагороджена орденом «Данила Галицького» (посмертно). |
| 7886                                            |                  | Окульський Володимир Вікторович                 | 21 серпня 1967, с. Демківка Вінницька область. Старший солдат, кухар господарчого відділення взводу забезпечення самохідного артилерійського дивізіону бригадної артилерійської групи 59 ОМПБр. | 17 липня 2022              | Загинув при виконанні військового обов'язку нa Миколaївщині. Похований в селі Демківка Вінницької області. |
| 7887                                            |                  | Федюк Леонід Богданович («Кубік»)               | 30 листопада 1975, 46 років, с. Ганнопіль Хмельницька область. Солдат, радіотелефоніст взводу, оператор квадрокоптера 23 ОСБ. Після школи вступив до технікуму, відслужив в армії, згодом закінчив Український фінансово-економічний інститут. Мешкав з родиною в Києві. Працював у різних сферах, а знайшов себе в IT-технологіях. Керував відділом технічної підтримки великої комп'ютерної компанії. Займався саморозвитком і навчався новому. Мав золоті руки. Любив експериментувати, вигадувати і втілювати свої задуми у життя. Захоплювався історією України. Обожнював свою сім'ю — дружину і двох донечок, а для них він був Всесвітом. У 2018 році пройшов військову перепідготовку. На третій день повномасштабної війни, 26 лютого 2022 року, приєднався до Збройних Сил України, щоб захистити тих, кого він любив найбільше, — свою родину і країну. На початку оборона столиці і області, згодом схід нашої країни. «Молодий, розумний і активний, людина честі і принципів. Таким знали його друзі та запам'ятає Україна. Він був відважним, нікого не боявся і ніколи не ховався.                                                                              | 17 липня 2022              | Загинув поблизу села Новомихайлівки (недалеко від Мар'їнки) на Донеччині. Виконуючи бойове завдання, отримав смертельні поранення під час ворожого мінометного обстрілу. Похований 24.07.2022 р. на Берковецькому кладовищі міста Києва (42 ділянка 8 ряд 27 місце). Нагороджений орденом «За мужність» III ступеня (посмертно). |
| 7888                                            |                  | Онищенко Андрій Миколайович («Дусік»)           | 43 роки, родом з м. Києва. Командир відділення 5-ї стрілецької роти 242 ОБ ТрО 241 ОБр ТрО. Навчався у місцевій школі № 108. Закінчив Школу міліції та працював водієм. Любив футбол, знав кожного гравця світу. Вболівав за футбольну команду «Динамо Київ». Дуже любив відпочинок на природі. Був люблячим батьком і чоловіком, оберігав і піклувався про свою сім'ю. Любив життя, веселий, добрий та розсудливий. До справ завжди підходив з розумом і був професіоналом у своїй справі. | 17 липня 2022              | В районі села Дементіївка на Харківщині Андрій пішов з групою на допомогу до побратимів. Однак вони самі також потрапили під ворожий обстріл. Отримав важке поранення та був евакуйований з поля бою побратимом. З того дня він перебував у комі та до тями так і не прийшов. Похований на Південному кладовищі в м. Києві. Нагороджений орденом «За мужність» III ступеня (посмертно). |
| 7889                                            |                  | Голобородько Сергій Михайлович                  | 48 років, с. Стецівка. Головний сержант, військовослужбовець підрозділу ДПСУ. Після армії пішов працювати пожежником до Звенигородської пожежної частини. Став командиром відділення. 12 березня 2022 року був призваний за мобілізацією. | 17 липня 2022              | Загинув під час мінометного обстрілу в боях з російськими окупантами в ході відбиття російського вторгнення в Україну (місце — не уточнено). Нагороджений орденом «За мужність» III ступеня (посмертно). |
|                                                 |                  | Ганчук Анатолій Васильович                      | 16.05.1969, с. Немерче Мурованокуриловецького району Вінницької області. З 1.09.1986 - механізатор радгоспу імені “Жданова” с.Немерче. З 24.02.2022 служив в складі 54-ї бригади м.Миколаїв, cержант | 17 липня 2022              | Загинув внаслідок ракетно-вибухової травми в м.Миколаїв |
|                                                 |                  | Вінніченко Олександр Васильович                 | 14.01.1987, с. Жданівка Хмільницького району Вінницької області. Після закінчення технічної школи міста Хмільник отримав професію водія. 04.03.2022 року призваний Хмільницьким РТЦК та СП, солдат. Водій автомобільного відділення автомобільного взводу підвозу боєприпасів роти забезпечення боєприпасами батальйону матеріального забезпечення військової частини А1619. | 17 липня 2022              | Загинув в місті Миколаїв |
|                                                 |                  | Вихованчук Віталій Васильович                   | 23.07.1971, сержант | 17 липня 2022              | [ 13 ] [ 33 ] |
|                                                 |                  | Ярмуратій Анна Миколаївна                       | 22.12.1992, с. Жерденівка на Вінниччині. Закінчила жерденівську середню школу, по тому здобула вищу освіту в Уманському університеті. Була призвана на військову службу за контрактом до Збройних Сил України в 2016 році, була учасницею АТО/ООС. Проходила військову службу в 59-й окремій мотопіхотній бригаді імені Якова Гандзюка, штаб-сержант. | 17 липня 2022              | Загинула 17 липня 2022 року внаслідок ворожих ракетних обстрілів, рятуючи життя побратимів у місті Миколаєві. Похована 19 липня 2022 року в селі Жерденівці |
| 18 липня                                        |                  |                                                 | |                            | |
| 7790                                            |                  | Бондаренко Сергій Володимирович                 | 1998, 24 роки, с. Черняхів Кагарлицький район Київська область. Мешкав в с. Горохуватці Обухівського району на Київщині. Солдат, військовослужбовець підрозділу 72 ОМБр. Батько помер у в'язниці, а мати померла від алкоголізму. З 2010 року мешкав у дитячому будинку сімейного типу родини Міщенко. Здобув професії тракториста-машиніста сільськогосподарського виробництва, автослюсаря. Брав участь в АТО, був демобілізований. Починаючи з 22 листопада 2021 року проходив військову службу за контрактом у складі 72 ОМБр. В складі цього підрозділу після російського вторгнення в Україну бив ворога в Донецькій області. Залишилися сестра. | 18 липня 2022              | Загинув під час артилерійського обстрілу біля с. Одрадівки поблизу м. Бахмуту Донецької області. Нагороджений орденом «За мужність» III ступеня (посмертно). |
| 7791                                            |                  | Люк Люцишин («Скайуокер»)                       | 1991, 31 рік, США. Бойовий медик інтернаціональної роти Першої окремої бригади спеціального призначення ім. Івана Богуна. Його бабуся емігрувала з України до Сполучених Штатів Америки після Другої світової війни. Працював поліцейським у США. | 18 липня 2022              | Загинув у бою біля села Григорівки, що на Донеччині. В Люка влучив російський танк і він отримав важкі поранення. Побратими Едвард, Еміль і Браян намагалися його евакуювати, але другий постріл танку вбив їх усіх. |
| 7792                                            |                  | Браян Янг («Рагнар»)                            | 1971, 51 рік, США. Військовослужбовець інтернаціональної роти 1 ОБрСпП. З 1988 року служив в армії США. У військовій місії отримав травму і був відправлений до резерву. 2017 року вирішив об'їхати всю планету на велосипеді, але пандемія коронавірусу стала цьому на заваді. Він осів в Грузії, звідки в березні 2022 року дістався до України. | 18 липня 2022              | Загинув у бою поблизу села Григорівки на Донеччині. Намагався разом з Емілем і Едвардом евакуювати пораненого Люка, але в них влучив російський танк. |
| 7793                                            |                  | Едвард Селандер Патріньяні                      | 1994, 28 років, Швеція. Військовослужбовець інтернаціональної роти 1 ОБрСпП. Економіст і філософ за цивільною освітою. Проходив службу в Уппсальському авіакрилі Повітряних сил Швеції у званні лейтенанта, але звільнився і за пару місяців до смерті поїхав захищати Україну. Брав участь в обороні м. Лисичанська. | 18 липня 2022              | Загинув у бою біля села Григорівки на Донеччині. Намагався разом з Емілем і Браяном евакуювати пораненого Люка, але в них влучив російський танк. |
| 7794                                            |                  | Еміль-Антуан Руа-Сіруа («Бобер»)                | 1991, м. Монреаль, Канада. Парамедик інтернаціональної роти 1 ОБрСпП. Раніше служив в Французькому іноземному легіоні. Вивчав філософію та маркетинг в університеті. Працював у компанії доставки GLS. Приїхав в Україну в перші дні після початку російсько-української війни. Спочатку воював у добровольчих батальйонах, потім перейшов до 1 ОБрСпП. Залишилися мати і сестра. | 18 липня 2022              | Загинув у бою з окупантами поблизу с. Григорівки на Донеччині. Намагався разом з Едвардом і Браяном евакуювати пораненого Люка, але в них влучив російський танк. |
| 7795                                            |                  | Брожко Вячеслав Іванович                        | 1968. Солдат, військовослужбовець ЗС України (підрозділ — не уточнено). | 18 липня 2022 (орієнтовно) | Загинув під час бойових дій проти російських окупантів поблизу м. Покровська Донецької області. Похований у м. Броварах Київської області. Нагороджений орденом «За мужність» III ступеня (посмертно). |
| 7796                                            |                  | Простак Олександр                               | 1977, смт Ворохта Івано-Франківська область. Військовослужбовець ЗС України (підрозділ — не уточнено). Закінчив Львівський державний університет фізичної культури імені Івана Боберського. Учасник АТО/ООС. До російського вторгнення в Україну працював учителем фізичного виховання у ворохтянській школі. У березні 2022 року був призваний до ЗС України і воював на Сході України. Залишилася дружина та двоє дітей. | 18 липня 2022              | Помер в результаті проблем з серцем по дорозі додому на ротацію у Львівській області. |
| 7797                                            |                  | Паращенко Олександр Олександрович               | м. Синельникове Дніпропетровська область. Стрілець-санітар парашутно-десантної роти (підрозділ — не уточнено). | 18 липня 2022              | Загинув у бою з російськими окупантами (місце — не уточнено). |
| 7798                                            |                  | Асадов Андрій Романович                         | 15 березня 1998, с. Старе Місто Тернопільська область. Сержант, бойовий медик підрозділу 80 ОДШБр. Отримав медичну освіту у Галицькому медичному коледжі імені Євгена Гливи. Після закінчення коледжу призвався добровольцем, чотири роки проходив службу бойовим медиком в АТО. 24 лютого 2022 року був призваний на військову службу за мобілізацією. Рятував життя іншим військовослужбовцям на донецькому напрямку. | 18 липня 2022              | Загинув поблизу населеного пункту Спірне Бахмутського району Донецької області. Нагороджений орденом «За мужність» III ступеня (посмертно). |
| 7799                                            |                  | Зосімова Крістіна Сергіївна                     | 16 листопада 1988, с. Чечелеве Полтавська область. Солдат, другий номер обслуги кулемета ДШК підрозділу 13 ОМПБ 58 ОМПБр. Народилася в родині військових. Займалася легкою атлетикою та вболівала за хокейний клуб «Кременчук». Навчалась в 7-й школі, Харківському університеті, військовій академії. З 2017 року проходила військову службу в одному з десантно-штурмових підрозділів на посаді зв'язківця. Майже 3 роки перебувала у районі проведення Учасник АТО/ООС. Пізніше повернулася до цивільного життя. В 2021 році повернулася до ЗС України. Прихистила дитину загиблого побратима. | 18 липня 2022              | Загинула в результаті ракетно-артилерійського обстрілу поблизу села Покровського Бахмутського району Донецької області. |
| 7800                                            |                  | Якубенко Олександр Степанович                   | 1967. Капітан, заступник командира стрілецького батальйону з морально-психологічного забезпечення 72 ОМБр. У мирний час був начальником Міжрегіонального управління НАДС у м. Києві, Київській, Чернігівській та Черкаській областях. | 18 липня 2022              | Загинув під час ворожого артилерійського обстрілу у Донецькій області. Похований у Набутівській громаді Черкаського району Черкаської області. Нагороджений орденом «Богдана Хмельницького» III ступеня (посмертно). |
| 7801                                            |                  | Жеребецький Тарас Петрович («Бармен»)           | 7 вересня 1987, 34 роки, м. Червоноград. Старший сержант, військовослужбовець 80 ОДШБр. Активний учасник Помаранчевої революції та Революції Гідності. Учасник АТО. Перебував на Луганщині, захищав Луганський аеропорт, пройшов Іловайський котел. Був депутатом Львівської районної ради і головою фракції «Європейська солідарність», колишній інженер заводу «Фуджикура». Нагороджений орденом «За мужність» III ступеню (04.04.2022). | 18 липня 2022              | Загинув поблизу населеного пункту Спірне Бахмутського району Донецької області від вибуху ворожої міни, коли витягав поранених. Нагороджений орденом «За мужність» II ступеня (посмертно). |
| 7802                                            |                  | Сєростанов Олександр Владиславович              | 26 лютого 1987, м. Кам'янське Дніпропетровська область. Солдат, військовослужбовець ЗС України (підрозділ — не уточнено). У 2010 році закінчив Національний авіаційний університет. У 2010-2012 роках працював в авіакомпанії «Аеросвіт», упродовж 2012-2022 років — інженером з підтримання льотної придатності в авіаційній групі. | 18 липня 2022              | Загинув у бойових діях поблизу м. Торецька Донецької області. Нагороджений орденом «За мужність» III ступеня (посмертно). |
| 7803 … 7809                                     |                  | Україна                                         | Військовослужбовці ЗС України. | 18 липня 2022              | (для доповнення за 18 липня 2022 року) |
| 19 липня                                        |                  |                                                 | |                            | |
| 7810                                            |                  | Антоненко Сергій Олегович                       | 23 січня 1988, м. Кам'янське Дніпропетровська область. Капітан, військовослужбовець ЗС України (підрозділ — не уточнено). Закінчив Харківську юридичну академію імені Ярослава Мудрого. Був призваний до ЗС України за мобілізацією 24 лютого 2022 року. | 19 липня 2022              | Загинув в результаті поранень, несумісних з життям, які були отримані під час участі у бойових діях поблизу с. Норцівки Харківської області. Нагороджений орденом «За мужність» III ступеня (посмертно). |
| 7811                                            |                  | Чебаненко Артем («Паук»)                        | м. Чернігів. Військовослужбовець ЗС України (підрозділ — не уточнено). Уболівальник чернігівської «Десни» і київського «Динамо». Брав участь в обороні м. Чернігова. | 19 липня 2022              | Помер в результаті захворювання в лікарні (місце — не уточнено). |
| 7812                                            |                  | Рачок Микола («Хлопчик»)                        | 31 травня 1995, м. Вінниця. Військовослужбовець 58 ОМПБр. Закінчив Вінницький технічний ліцей та НаУКМА, магістр теорії, історії літератури та компаративістика. Редактор інтернет-ресурсу infocar.ua. З перших днів російсько-української війни пішов захищати Україну. | 19 липня 2022              | Загинув під час бойового зіткнення, коли його підрозділ прийняв нерівний бій з досить чисельним загоном вагнерівців. У важкому бою ворога було повністю знищено, а прорив зупинено (місце — не уточнено). |
| 7813                                            |                  | Дяків Олег Юрійович                             | 18 липня 1995, м. Дрогобич Львівська область. Солдат, військовослужбовець 80 ОДШБр. У 2017 році закінчив історичний факультет Дрогобицького ДПУ імені Івана Франка, здобув фах вчителя історії та правознавства. З початком російського вторгнення в Україну повернувся з Чехії до рідного міста з бажанням їхати до м. Маріуполя та захищати країну від окупантів. Приєднався до територіальної оборони ЗС України, пройшов необхідний вишкіл та воював у складі 80 ОДШБр. | 19 липня 2022              | Загинув під час боїв з російськими окупантами на Бахмутському напрямку в Донецькій області. Нагороджений орденом «За мужність» III ступеня (посмертно). |
| 7814                                            |                  | Мендруль Владислав Володимирович                | 12 травня 1994, м. Олександрія, Кіровоградська область. Мешкав у м. Ватутіне на Черкащині. Після строкової служби в Збройних силах України вступив до Національної академії сухопутних військ імені Петра Сагайдачного. У квітні 2015 року був призваний на військову службу та брав активну участь в АТО/ООС. Старший лейтенант, командир взводу батареї артилерійського дивізіону окремої артилерійської бригади. | 19 липня 2022              | Загинув внаслідок артилерійського обстрілу під час виконання бойового завдання на Миколаївщині. Похований у м. Ватутіне на Черкащині. Нагороджений орденом Богдана Хмельницького III ступеня (посмертно). |
| 7815                                            |                  | Шептур Іван Володимирович                       | 15 червня 1991. Солдат, навідник-оператор танку підрозділу 4 ОТБр. Після закінчення навчання в школі, здобув професії автослюсара, кранівника, але себе реалізував у будівельній справі. Спочатку працював з батьком, а згодом і сам став будівельником. Опанував самостійно багато будівельних професій, що пригодилися у зведенні власного житла. Двічі брав участь у Революції гідності. Після початку повномасштабного вторгнення пішов добровольцем до ЗСУ. Спершу потрапив на навчання артилерійської підготовки у Львові, Немирові всього на 6 днів, потім відправили до Черкаси, бо там створювалась окрема бригада-танкістів. У Дніпропетровській області пройшов «курс молодого бійця». Брав участь у бойових діях поблизу Ізюму, Гусарівки на Харківщині. Будівельні навики, отримані, знадобились Іванові і на війні, у спорудженні капонірів для танків та бліндажів. | 19 липня 2022              | Загинув при виконанні бойового завдання в результаті підриву на міні в районі села Гусарівка на Харківщині. |
| 7816                                            |                  | Писаренко Максим Володимирович                  | 5 вересня 1989. Старший солдат, військовослужбовець ЗС України (підрозділ — не уточнено). | 19 липня 2022              | Загинув в боях з російськими окупантами в ході відбиття російського вторгнення в Україну (місце — не уточнено). Нагороджений орденом «За мужність» III ступеня (посмертно). |
| 7817                                            |                  | Левченко Валентин Віталійович («Льова»)         | 18 років, с. Козилівка Чернігівська область. Кулеметник 242-го окремого батальйону ТрО 241-ї окремої бригади ТрО. Після закінчення школи, в 2021 році вступив на навчання до Національного університету біоресурсів і природокористування ННІ лісового і садово-паркового господарства (м. Київ). Мав лідерські задатки. Займався гирьовим спортом і стрільбою, любив плавати. На останньому курсі взяв академвідпустку, до "Перемоги". З часом був направлений в зону ведення активних бойових дій. На фронті проявив себе як справжній воїн. Був командиром відділення, у підпорядкуванні перебувало 13 солдатів. | 19 липня 2022              | Загинув вночі при виконанні бойового завдання в районі с. Дементіївки на Харківщині, де перед цим рашисти знищили українську розвідгрупу. Поки військовослужбовці підрозділу займали позиції, з власної ініціативи пішов на дорозвідку. Лісосмуга, що була неподалік, виявилася зайнята ворогом. Рашисти засіли там у маскувальних костюмах - «кікіморах». Валентин побачив їх, але здійняти автомат не встиг – вони відкрили по ньому перехресний вогонь. Похований на кладовищі в селі Козилівці. Нагороджений орденом «За мужність» III ступеня (посмертно). |
| 7818                                            |                  | Кравчук Костянтин Геннадійович                  | 23 квітня 1993, м. Бердичів. Навчався в школі №5. Випускник обласного ліцею з посиленою військово-фізичною підготовкою в м. Острог імені Костянтина Івановича Острозького Рівненської обласної ради 2009 року. У 2014 році отримав звання лейтенанта. Служив в Миколаєві. Мобілізований 7 березня 2022 року. | 19 липня 2022              | 19 липня 2022 року група спеціального призначення під командуванням Костянтина отримала завдання з ведення спеціальної розвідки та у разі виявлення знищення живої сили та техніки противника в районі н.п. Гракове. Близько 14.20 група спеціального призначення в складі якої перебував військовослужбовець проводила корегування вогню артилерії, в наслідок чого було пошкоджено техніку противника. Близько 14.40 почався вогневий контакт з противником. Завдав вогневого ураження, зблизився з противником та застосував ручні гранати, з метою подавлення вогневих засобів противника. Разом з тим, він потрапив під ворожий обстріл з боку противника та від отриманих поранень загинув на полі бою .                  |
| 7819                                            |                  | Демко Михайло Васильович                        | 18.11.1967 | 19 липня 2022              | Загинув неподалік населеного пункту Любомирівка, що на Миколаївщині |
| 7820                                            |                  | Чаленко Олександр Дмитрович («Бронь»)           | 27.12.1978 | 19 липня 2022              | Загинув під час бойового завдання у селі Любомирівка, Миколаївської області |
| 7821                                            |                  | Шаповал Дмитро Вікторович ("Тор")               | 22.11.1991 р.н. Навчався у Харківському Національному університеті ім. В.Н. Каразіна. Лейтенант. Заступник командира роти 46-ї окремої аеромобільної бригади з морально-психологічного забезпечення. | 19 липня 2022              | Загинув при виконанні бойового завдання на Херсонщині. |
| 20 липня                                        |                  |                                                 | |                            | |
| 7825                                            |                  | Таран Юрій Олександрович («Таран»)              | 23.04.1997, 25 років, Вінницька область. Капітан, командир роти 72 ОМБр. Навчався в Тульчинському державному ліцеї з посиленою військово-фізичною підготовкою. Продовжив навчання в НАСВ імені гетьмана Петра Сагайдачного на факультеті бойового застосування військ та закінчив навчання з відзнакою в 2018 році. Був призначений командиром механізованого взводу у 72 ОМБр. Після закінчення навчання, у складі підрозділу був направлений на виконання завдання до Луганської області, де у лютому 2019 року у 22-річному віці очолив роту. Боронив державну цілісність на Світлодарській дузі, під Попасною, у Золотому, Верхньоторецькому. Після масштабного вторгнення захищав Київщину. Бійці його підрозділу зупинили прорив противника на Броварському напрямку, знищили при цьому три танки та п'ятнадцять одиниць бойових машин піхоти, затрофеїли три БМП. Підрозділ під його командуванням гнав ворога до кордону і на Харківщині звільнив низку населених пунктів. Згодом продовжив виконувати завдання на Донецькому та Луганському напрямках. Нагороджений орденом «Богдана Хмельницького» III ступеня (06.07.2022).                                           | 20 липня 2022              | Загинув у боях з російськими окупантами в м. Торецьку Бахмутського району Донецької області. Нагороджений орденом «Богдана Хмельницького» II ступеня (посмертно). |
| 7826                                            |                  | Макаренко Вадим Миколайович                     | м. Синельникове Дніпропетровська область. Молодший сержант, командир бойової машини — командир відділення парашутно-десантної роти (підрозділ — не уточнено). | 20 липня 2022              | Загинув під час участі в бойових діях в забезпеченні здійснення заходів з національної безпеки і оборони, відсічі і стримуванні збройної агресії (місце — не уточнено). |
| 7827                                            |                  | Заєць Сергій Васильович                         | 1986, м. Бар Вінницька область. Молодший сержант, командир стрілецького відділення (підрозділ — не уточнено). | 20 липня 2022 (орієнтовно) | Загинув у бою з російськими окупантами (місце — не уточнено). |
| 7828                                            |                  | Майборода Віктор Васильович                     | 1964, с. Мартинівка Черкаська область. Молодший сержант, гранатометник механізованої роти механізованого батальйону ЗС України (підрозділ — не уточнено). | 20 липня 2022              | Загинув у бою з російськими окупантами на території Донецької області. Похований в с. Мартинівка. Нагороджений орденом «За мужність» III ступеня (посмертно). |
| 7829                                            |                  | Чабан Олександр Олександрович                   | 17 серпня 1987, 34 роки, м. Краматорськ Донецька область. Старший лейтенант, військовослужбовець 92 ОМБр. Випускник соціологічного факультету, магістр політології, голова Студентського наукового товариства в 2009–2013 роках та лідера студентського самоврядування ХНУ імені В. Н. Каразіна. Займався підприємницькою діяльністю, в подальшому навчався у НАСВ імені Петра Сагайдачного. З 2014 року боронив Україну. З початком російського вторгнення в Україну знову був призваний на військову службу до ЗС України. Залишилася донька. | 20 липня 2022              | Загинув у боях з російськими окупантами в Харківській області. Нагороджений орденом «Богдана Хмельницького» III ступеня (посмертно). |
| 7830                                            |                  | Кокін Володимир Володимирович                   | 20 серпня 1982, смт Близнюки Лозівський район Харківська область. Солдат, оператор 1-го протитанкового відділення протитанкового взводу 3-го механізованого батальйону 92 ОМБр. | 20 липня 2022              | З 20 липня 2022 року вважався зниклим безвісти. Тільки 18 вересня стало відомо, що він загинув від поранення, несумісного з життям поблизу населеного пункту Гракового Харківської області. Нагороджений орденом «За мужність» III ступеня (посмертно). |
| 7831                                            |                  | Вакула Роман Васильович                         | 8 вересня 1978, селище Слатине Харківська область. Старший солдат, старший оператор протитанкового відділення протитанкового взводу 3 механізованого батальйону 92 ОМБр. У 2002 році вступив на навчання до Національного університету цивільного захисту України. До війни працював у Харківському СІЗО, де пройшов трудовий шлях до посади інспектора пожежної безпеки. У 2020 році підписав контракт зі ЗС України. Виконував бойові завдання в районі проведення ООС. | 20 липня 2022              | Загинув під час виконання бойового завдання поблизу села Гракове на Харківщині. Нагороджений орденом «За мужність» III ступеня (посмертно). Похований у м. Дергачах на Харківщині. |
| 7832                                            |                  | Талків Теодор Олександрович                     | 2 липня 1995, мешканець с. Височанське Одеської області. Сержант, військовослужбовець 28 ОМБр. | 20 липня 2022              | Загинув у бою з окупантами на Херсонщині. |
| 7833                                            |                  | Тимошенко Владислав Васильович                  | 17 вересня 1999 року. Молодший лейтенант. Після закінчення Устянської середньої школи вступив на навчання до Національної академії сухопутних військ імені Гетьмана Петра Сагайдачного. Закінчивши академію у 2020 році, був направлений в зону бойових дій на Сході України. | 20 липня 2022              | З початком широкомасштабного російського вторгнення на територію України Владислав виконував бойові завдання на посаді командира роти на Південно-Бузькому напрямку. Там і загинув. |
| 7834                                            |                  | Деменко Роман                                   | 1996, м. Сарни Рівненська область. Проходив службу у полку «Азов». | 20 липня 2022              | Загинув біля міста Гуляйполе під час оборони Запорізької області. Похований на цвинтарі на вулиці Ковельській в Сарнах. У місті Сарни на честь Романа перейменовано вулицю. |
| 7835 … 7840                                     |                  | Україна                                         | Військовослужбовці ЗС України. | 20 липня 2022              | (для доповнення за 20 липня 2022 року) |
| 21 липня                                        |                  |                                                 | |                            | |
| 7841                                            |                  | Хухлей Олександр («Кєні»)                       | 23 роки, м. Вінниця. Військовослужбовець ССО ЗС України. Випускник Вінницького фахового коледжу економіки та підприємництва та Вінницького навчально-наукового інституту економіки Західноукраїнського національного університету. Гравець команди ветеранів-учасників АТО/ООС з регбі-7 «The Brave Ukraine». У перші тижні з моменту початку російсько-української війни проходив службу на найтяжчих позиціях у складі Громадського формування з охорони громадського порядку «Загін територіальної оборони м. Бориспіль». Згодом після наполегливих тренувань долучився до ССО. | 21 липня 2022              | Загинув під час виконання бойового завдання на сході України (місце — не уточнено). |
| 7842                                            |                  | Козлов Олександр Олександрович                  | 18 травня 2001, м. Кам'янське Дніпропетровська область. Солдат, військовослужбовець ЗС України (підрозділ — не уточнено). 2019 року закінчив навчання в ПТУ № 22. В 2019—2020 роках працював на АТ «ДНІПРО-АЗОТ». В 2020—2021 роках проходив строкову військову службу. 16 березня 2022 року був призваний до ЗС України за мобілізацією. | 21 липня 2022              | Загинув в боях з російськими окупантами поблизу смт Високопілля в Бериславському районі Херсонської області. Нагороджений орденом «За мужність» III ступеня (посмертно). |
| 7843                                            |                  | Герман Володимир Миколайович                    | 1980, с. Ліпляве Черкаський район Черкаська область. Мешкав і працював в с. Степанці Черкаського району. Старший солдат, головний сержант взводу механізованої роти механізованого батальйону ЗС України (підрозділ — не уточнено). | 21 липня 2022              | Загинув в боях з російськими окупантами в Донецькій області. Похований в рідному селі. Нагороджений орденом «За мужність» III ступеня (посмертно). |
| 7844 … 7855                                     |                  | Україна                                         | Військовослужбовці ЗС України. | 21 липня 2022              | (для доповнення за 21 липня 2022 року) |
| 22 липня                                        |                  |                                                 | |                            | |
| 7856                                            |                  | Шкабко Олександр Геннадійович                   | 17 серпня 1991, м. Кам'янське Дніпропетровська область. Солдат, військовослужбовець ЗС України (підрозділ — не уточнено). 2010 року закінчив ПТУ № 22. В 2016—2017 роках проходив строкову військову службу. До ЗС України був призваний за мобілізацією 5 травня 2022 року. Залишилася мати і брат. | 22 липня 2022              | Загинув в боях з російськими окупантами поблизу населеного пункту Карнаухівки Ізюмського району Харківської області. Нагороджений орденом «За мужність» III ступеня (посмертно). |
| 7857                                            |                  | Красніков Іван Вікторович                       | 44 роки, м. Лебедин Сумська область. Капітан, командир роти бойової бригади ЗС України (підрозділ — не уточнено). З 24 лютого 2022 року був призваний за мобілізацією на військову службу до ЗС України. Спочатку проходив службу на посаді командира взводу в підрозділі, який обороняв м. Лебедин, потім був призначений на посаду командира роти бойової бригади. | 22 липня 2022              | Загинув під час мінометного обстрілу поблизу населеного пункту Новолуганське Бахмутського району Донецької області. Нагороджений орденом «Богдана Хмельницького» III ступеня (посмертно). |
| 7858                                            |                  | Пеприк Роман Олегович (ієромонах Пимен)         | 10 лютого 1992, мешканець м. Заліщики Тернопільська область. Старший солдат, снайпер 1-ї категорії відділення снайперів 129 ОРБ. Прийнявши чернечий постриг у ранньому віці, служив Богу в монашому чині. З початком російського вторгнення в Україну, монах Пимен, не лишаючи чернечих обітниць, пішов добровольцем захищати суверенітет України у зоні проведення ООС. Виконував бойові завдання та брав безпосередню участь у боях на передовій. Після звільнення з військової служби монах Пимен став насельником монастиря на честь святителя Нектарія Егінського (с. Ходосівка Київська область). В цій обителі він прийняв сан ієродиякона, а опісля й ієромонаха від рук митрополита Олександра Драбинка. Згодом продовжив служіння в одному з монастирів ПЦУ на Прикарпатті. На початку літа 2020 року ухвалив рішення знову повернутися до військової служби. | 22 липня 2022              | Загинув під час ракетного обстрілу поблизу м. Апостолового Криворізького району Дніпропетровської області. |
| 7859                                            |                  | Пєнкін Віталій Тимофійович                      | 16 листопада 1985, м. Сорокине Луганська область. Командир відділення, гранатометник механізованого підрозділу посиленої вогневої потужності 60 ОПБр. З юності вболівав за «Шахтар» (Донецьк). 2011 року прийшов на фанатський сектор. Разом з братом-близнюком активно вболівав за донецьку команду та брав участь у навколофутбольному житті у складі фанатського колективу «The Cartel». Після окупації рідної домівки у 2015 році, разом з родиною вимушено оселився у м. Першотравенську на Дніпропетровщині. Проходив службу у воєнізованому гірничо-рятувальному загоні, потім працював прохідником в ШУ «Дніпровське». Після російського вторгнення в Україну відразу пішов захищати Батьківщину. | 22 липня 2022              | Загинув під час ворожого ракетного обстрілу біля населеного пункту Апостолове Криворізького району Дніпропетровської області. |
| 7860                                            |                  | Сержан Дмитро Іванович                          | 12 лютого 1974. Капітан, військовослужбовець ЗС України (командир 5 роти, 2 батальйону 46 окремої десантно-штурмової бригади). Вищу освіту здобув в Київському національному університеті будівництва і архітектури. | 22 липня 2022              | Загинув в боях з російськими окупантами в ході відбиття російського вторгнення в Україну в селі Білогірка Бериславського району Херсонської області. Нагороджений орденом «Богдана Хмельницького» II ступеня (посмертно). |
| 7861                                            |                  | Дуб Денис («Дуб»)                               | 24 роки, с. Слобода-Шоломківська Житомирської області. Вищу освіту здобув у Житомирському державному університеті імені Івана Франка на факультеті фізичного виховання. Працював тренером з футболу в Овруцькій дитячо-юнацькій спортивній школі. У повномасштабній війні захищав країну в лавах 5-ї окремої штурмової бригади. Був старшим стрільцем 2-го штурмового відділення 3-го штурмового взводу 3-ї штурмової роти 1-го штурмового батальйону. | 22 липня 2022              | Загинув в ході виконання бойового завдання біля Вуглегірської ТЕС поблизу міста Світлодарськ Донецької області. Залишились батьки та двоє старших братів . |
| 7862 … 7875                                     |                  | Україна                                         | Військовослужбовці ЗС України. | 22 липня 2022              | (для доповнення за 22 липня 2022 року) |
| 23 липня                                        |                  |                                                 | |                            | |
| 7876                                            |                  | Якименко Ярослав Петрович                       | 1978, 44 роки, с. Семигори Обухівський район Київська область. Військовослужбовець ЗС України (підрозділ — не уточнено). | 23 липня 2022 (орієнтовно) | Загинув від ворожого обстрілу на сході України (місце — не уточнено). |
| 7877                                            |                  | Гуляєв Віталій Анатолійович                     | 26 травня 1978, м. Шостка Сумська область. Полковник, командир 28 ОМБр. Воював на передовій з 2014 року. На посаду командира 28 ОМБр був призначений у вересні 2021 року. | 23 липня 2022              | Загинув на околиці м. Миколаєва в результаті ракетного обстрілу командного пункту. Нагороджений орденом «Богдана Хмельницького» III ступеня (посмертно). |
| 7878                                            |                  | Бондарев Віталій Іванович                       | 13 липня 1981. Підполковник, військовослужбовець 28 ОМБр. | 23 липня 2022              | Загинув на околиці м. Миколаєва в результаті ракетного обстрілу командного пункту. Нагороджений орденом «Богдана Хмельницького» III ступеня (посмертно). |
| 7879                                            |                  | Дейнеко Олександр Григорович                    | 6 травня 1970. Підполковник, військовослужбовець 28 ОМБр. | 23 липня 2022              | Загинув на околиці м. Миколаєва в результаті ракетного обстрілу командного пункту. Нагороджений орденом «Богдана Хмельницького» III ступеня (посмертно). |
| 7880                                            |                  | Сергієнко Валентин Іванович                     | 29 березня 1974, Красносільська сільська громада Одеська область. Підполковник, військовослужбовець 28 ОМБр. | 23 липня 2022              | Загинув на околиці м. Миколаєва в результаті ракетного обстрілу командного пункту. Нагороджений орденом «Богдана Хмельницького» III ступеня (посмертно). |
| 7881                                            |                  | Вдовін Василь Станіславович                     | 8 жовтня 1986, 35 років, м. Прилуки Чернігівська область. Старший солдат, навідник міномету підрозділу 72 ОМБр. Закінчив ЗОШ № 6 в м. Прилуках. Потім вступив та закінчив Національний авіаційний університет. Брав активну участь у Революції гідності (2014). Учасник АТО в складі 72 ОМБр (2014-2015). Після демобілізації, активно вів наукову діяльність. Працював провідним інженером в Інституті молекулярної біології та генетики НАН України. Опубліковано декілька його наукових статей. Також мав уже захищати кандидатську роботу, але не встиг. Після російського вторгнення в Україну, 24.02.2022 був призваний до ЗС України за мобілізацією до складу 72 ОМБр. Брав участь у боях поблизу м. Києва, а саме в Бородянці, Ірпіні. Потім був відряджений на Схід, де і загинув. | 23 липня 2022              | Загинув в результаті артобстрілу та отримання поранень нижньої частини спини і тазу, які виявилися не сумісними з життям, поблизу с. Новолуганського Бахмутського району Донецької області. |
| 7882                                            |                  | Нагорний Олександр                              | 22 роки, м. Біла Церква. Після школи служив у Національній гвардії України. Після 24 лютого 2022 долучився до лав 72-ї окремої механізованої бригади імені Чорних Запорожців та вирушив захищати Україну від російських окупантів. Брав участь в обороні рідної Київщини, а згодом поїхав на Донбас. | 23 липня 2022              | Ворожий снаряд поранив прямо у груди, він загинув миттєво в Донецькій області. Похований в Білій Церкві |
| 7883 … 7890                                     |                  | Україна                                         | Військовослужбовці ЗС України. | 23 липня 2022              | (для доповнення за 23 липня 2022 року) |
| 24 липня                                        |                  |                                                 | |                            | |
| 7891                                            |                  | Вороб'єнко Максим Дмитрович («П'ятий»)          | 9 жовтня 2002, м. Київ. Молодший сержант, військовослужбовець 1-го батальйону 72 ОМБр. Проходив військову службу в 30-й ОМБр, згодом перевівся до 72 ОМБр. Навчався в київській школі № 286. Освіту продовжив у коледжі харчових технологій м. Києва. В 2009 році долучився до «Пласту». Належав до новацького рою «Грифони» гнізда ч. 33 «Побратими стрімкої скелі». Був учасником крайових новацьких таборів «Літопис Рідної Землі» (2010, 2011) та Крайового новацького табору «Спорт» (2012). Брав участь в новацькій програмі Ювілейної Міжкрайової Пластової Зустрічі до 100-річчя Пласту у Львові (2012). 2013 року був учасником пластової делегації на Джемборі з нагоди 95-річчя скаутингу в Литві. У квітні 2015 року склав Пластову Присягу, а вже 2018 року здобув ступінь розвідувача. Учасник курінних таборів, а вже у 2018—2019 рр. долучався до співорганізації цих таборів. Відбув МВТ «Золота Булава» (2016), «Легіон» (2017). Учасник мандрівних змагів «Осінній рейд» та «Весняний рейд». В 2021 році уклав контракт зі ЗС України. | 24 липня 2022              | Загинув у бою з російськими окупантами на сході України (місце — не уточнено). Нагороджений орденом «За мужність» III ступеня (посмертно). |
| 7892                                            |                  | Внукова Інна Євгенівна                          | 30 років, капітан ЗСУ (підрозділ — не становлено) | 24 липня 2022              | Загинула у бою з російськими окупантами на сході України (місце — не уточнено) |
| 7893                                            |                  | Янковський Олексій Сергійович                   | 15 грудня 1993, селище Леніне АР Крим | 24 липня 2022              | Похований 28 липня 2022 року в с. Млинівці. |
| 7894 … 7900                                     |                  | Україна                                         | Військовослужбовці ЗС України. | 24 липня 2022              | (для доповнення за 24 липня 2022 року) |
| 25 липня                                        |                  |                                                 | |                            | |
| 7901                                            |                  | Терещенко Олександр                             | 42 роки, с. Богданівка Броварський район Київська область. Військовослужбовець ЗС України (підрозділ — не уточнено). Сім'я пережила 12 днів окупації с. Богданівки. Дружина з трьома дітьми змогла виїхати з окупованого села до родичів за Київ одним із перших «зелених» коридорів — 19 березня, а чоловік другим коридором — 21 березня. Фактично відразу прибув до Броварського районного ТЦКтаСП і за три дні отримав повістку. Залишилася дружина, з якою прожив 20 років у шлюбі, а також троє дітей: 18-річна та 17-річна доньки і 9-річний син. | 25 липня 2022              | Загинув від осколкового поранення в голову на Сєвєродонецькому напрямку. |
| 7902                                            |                  | Дроздов Ігор Володимирович («Дрозд»)            | 40 років, м. Житомир. Лейтенант, командир взводу 46 ОДШБр. Закінчив Державний університет «Житомирська політехніка» та військову кафедру Житомирського військового інституту. Після повномасштабного вторгнення добровільно відбув на фронт. | 25 липня 2022              | Загинув в бою з російськими окупантами в районі с. Білогірка Херсонської області. |
| 7903                                            |                  | Марчук Валентин («Шаман»)                       | 44 роки, м. Коростишів Житомирська область. Штаб-сержант, військовослужбовець 46 ОДШБр. Прибув до військкомату у перший день повномасштабної війни. | 25 липня 2022              | Загинув в бою з російськими окупантами в районі с. Білогірка Херсонської області. |
| 7904                                            |                  | Мельничук Анатолій Іванович                     | 31 січня 1976, м. Коломия. Командир взводу 46-ї ОДШБр. Мандрівник, автор туристичного блогу "Заплічник". Закінчив історичний факультет Чернівецького національного університету імені Юрія Федьковича. Учасник багатьох виборчих кампаній, з’їздів Народного руху України та численних рухівських семінарів, Чернівецького політклубу. Жив у Львові, а до того деякий час також проживав у Івано-Франківську. Залишилося троє дітей. | 25 липня 2022              | Загинув в селі Білогірка Великоолександрівського району Херсонської області. |
| 7905                                            |                  | Махно Ігор Анатолійович                         | 1976, Смоліне | 25 липня 2022 (раніше)     | Загинув під час виконання бойових завдань. Похований 25 липня. |
| 7906                                            |                  | Репетя Євген Володимирович                      | 11.07.1987, м. Харків. До 2013 р. проживав в м. Дніпро, після чого переїхав в м. Київ, де жив та працював в сфері виробництва м'яких та корпусних меблів до початку повномасштабного вторгнення рф в Україну. До лав ЗСУ долучився добровільно з 25.03.2022 р. Служив сапером в 46 оаембр ДШВ, 1 батальйон, інженерно-саперний взвод. Виконував бойові завдання під час звільнення Херсонської області в липні 2022 року. Без чоловіка та батька залишилася дружина та 5-річна донька. | 25 липня 2022              | Загинув в н.п. Білогірка, Великоолександрівського району Херсонської області, 25.07.2022 р., під час проведення наступальних дій. Зі слів сослуживців, був тяжко поранений уламками снаряду в живіт. Однак сам собі надав першу домедичну допомогу і був евакуйований до найближчого госпіталя, по дорозі до якого, на жаль, помер. Нагороджений Орденом за мужність III ступеню (посмертно) - Указ Президента України #310/2023 від 30.05.2023 р. Похований 05.08.2022 р. на Міському кладовищі у м. Києві (Берковецьке) на 42 ділянці, 7 ряд. |
| 7907                                            |                  | Живаго Андрій Олександрович                     | 5 травня 1976, м. Конотоп. Сержант, головний сержант розвідувального взводу 2 аеромобільного батальйону 46 ОАеМБр ДШВ ЗСУ. Після закінчення 8 класів Конотопської середньої школи #3 навчався у Конотопському будівельному технікумі транспортного будівництва, згодом закінчив Київський університет права НАУ та Приватний вищий навчальний заклад Інститут землевпорядкування та інформаційних технологій при Національному авіаційному університеті. Працював майстром, прорабом, інженером-геодезістом на різних будівельних об'єктах у м. Києві. Останнє місце роботи ТОВ "РБТ - ГРУП". Із початком повномасштабного вторгнення добровільно став на захист України. 24.02.2022 був призваний до ЗС України Солом'янським РТЦК та СП у м. Києві. У ЗСУ - із 14.06.1995 по 17.10.1996, з 06.03.1997 по 03.08.1998, з 10.02.2015 по 08.04.2016, та з 24.02.2022 р. Брав участь в АТО. Виконував бойові завдання на найгарячиших напрямках по звільненню Київської та Херсонської областей. Без сина залишилась одинока мати. | 25 липня 2022              | Загинув 25 липня 2022 року під час ведення бойових дій в районі н.п. Білогірка Херсонської області в результаті штурмових дій противника. Указом Президента України # 310/2023 від 30.05.2023 нагороджений орденом "За мужність" lll ступеня (посмертно), Міністром оборони України нагороджений Нагрудним знаком "Знак пошани". ГО "Спілка бійців та волонтерів АТО "Сила України" нагороджений орденом "Честь і слава", командиром в/ч пп В-2749 нагороджений медаллю "Ветерану 5 БТГр "Кремінь". Нагороджений відзнакою від Президента України "За участь в антитерористичній операції". Має відзнаку від НГШ ЗСУ "Учасник АТО". Похований 2 серпня 2022 на Берковецькому кладовищі у м. Києві, 42 ділянка, ряд 9, місце 28. |
| 7908                                            |                  | Кравець Сергій («Крава»)                        | 29 років, селище Нова Рафалівка Рівненської області. Навчався місцевій школі-інтернаті. Здобув освіту столяра в Маневицькому вищому професійному училищі. Працював водієм, будівельником, неодноразово їздив за кордон на заробітки. Під час повномасштабного російського вторгнення чоловік воював за Україну у лавах Десантно-штурмових військ ЗСУ. Був бійцем 46-ї окремої аеромобільної бригади. | 25 липня 2022              | Загинув біля села Білогірка на Херсонщині. Під час виконання бойового завдання боєць потрапив під ворожий артилерійський обстріл та отримав смертельне поранення голови. Залишилися мама, брат, сестра, дружина та дві доньки. Похований в рідному селищі |
| 7909 … 7924                                     |                  | Україна                                         | Військовослужбовці ЗС України. | 25 липня 2022              | (для доповнення за 25 липня 2022 року) |
| 26 липня                                        |                  |                                                 | |                            | |
| 7925                                            |                  | Кукурба Олександр Васильович                    | 18 вересня 1994, с. Верхній Вербіж Коломийський район Івано-Франківська область. Майор, начальник розвідки штабу, льотчик-штурмовик 299 БрТА. Герой України. | 26 липня 2022              | Загинув під час бойового вильоту о 7:25 ранку у Дніпропетровській області. Олександр намагався катапультуватися, але парашут не відкрився через малу висоту. Нагороджений орденом «Богдана Хмельницького» I ступеня (посмертно). |
| 7926                                            |                  | Савоченко Олександр                             | 1986, с. Поліське Коропський район Чернігівська область. Офіцер, військовослужбовець 72 ОМБр. | 26 липня 2022              | Загинув у бою з окупантами поблизу м. Бахмута в Донецькій області. |
| 7927                                            |                  | Захарчук Віктор Васильович                      | 2 січня 1981, м. Вараш Рівненська область. Молодший сержант, стрілець-санітар підрозділу 14 ОМБр. Закінчив Севастопольський національний університет ядерної енергії та промисловості. Працював на Рівненській АЕС. З перших днів війни відбув добровольцем на фронт. | 26 липня 2022              | Загинув під час обстрілу в районі с. Берестове Донецької області. |
| 7928                                            |                  | Гаценко Олексій Сергійович                      | 1981, м. Бурштин Івано-Франківська область. Військовослужбовець ЗС України (підрозділ — не уточнено). До війни працював тренером з футболу Рогатинської ДЮСШ. | 26 липня 2022              | Загинув під час виконання бойового завдання (місце — не уточнено) |
| 7929                                            |                  | Басик Андрій («Каспер»)                         | 27 років, с. Антонівка Рівненська область. Солдат, гранатометник 1 аеромобільного батальйону 46 ОДШБр. До ЗС України був призваний за мобілізацією 17 березня 2022 року. | 26 липня 2022              | Загинув в бою з російськими окупаетами в районі села Білогірка Херсонської області. |
| 7930                                            |                  | Макуха Дмитро                                   | 8 листопада 1977 (44 роки), м. Кам'янське. Закінчив ПТУ №26 в 1996 році. Проходив строкову військову службу у 1996-1997 роках. Спочатку був асфальто-бетонщиком, потім асфальтувальником. Клали асфальт на заводі, біля заводу, бетонували у цехах, займались будівельними роботами. У 2010 познайомився з дружиною Ларисою коли разом працювали на заводі АТ "ДНІПРОАЗОТ" в одному цеху. У 2014 році був мобілізований у зону ООС. Повернувся через півтора року. У 2022 знову пішов на війну. Спочатку був у теробороні у Кам’янському, потім окопи на Дніпропетровщині копав. Служив у 108-мій окремій бригаді територіальної оборони. | 26 липня 2022              | Загинув біля села Нескучне Донецької області. З ним загинуло ще 11 захисників. Причиною смерті стала вибухова травма лівого стегна, осколкове поранення, несумісне з життям. Його встигли довезти до лікарні, але він стік кров’ю. Похорон відбувся 31 липня на Алеї Героїв Соцміста. |
| 7931                                            |                  | Гутнік Вадим Святославович                      | с. Дяківці. Капітан, військовослужбовець ЗС України (підрозділ — не уточнено). Випускник гімназії ім. Стельмаха у селі Дяківці. | 26 липня 2022              | Загинув в боях з російськими окупантами потрапивши у вогневу засідку поблизу села Андріївка Херсонської області. Нагороджений орденом «Богдана Хмельницького» III ступеня (посмертно). |
| 7932 … 7940                                     |                  | Україна                                         | Військовослужбовці ЗС України. | 26 липня 2022              | (для доповнення за 26 липня 2022 року) |
| 27 липня                                        |                  |                                                 | |                            | |
| 7941                                            |                  | Іванов Олексій Петрович                         | 4 грудня 1990, Луганська область. Мешканець м. Переяслава. Командир відділення роти 137-го окремого батальйону територіальної оборони 114 ОБрТрО. Від початку російського вторгнення в Україну пішов обороняти рідну країну. | 27 липня 2022              | Загинув від влучання міни в окоп поблизу м. Соледару, що на Донеччині, прикриваючи відхід свого підрозділу. |
| 7942                                            |                  | Міщенко Володимир Миколайович                   | 1961 (61 рік), с. Лецьки Київська область. Сержант, командир стрілецького відділення стрілецького взводу стрілецької роти 137-го окремого батальйону територіальної оборони 114 ОБрТрО. 1978 року закінчив школу № 2 у м. Переяславі, де й мешкав. Займався велоспортом. Був учасником бойових дій на сході України у 2014-2015 роках. Залишилися дружина, донька та мати. Від початку російського вторгнення в Україну пішов обороняти рідну країну. | 27 липня 2022              | Загинув від влучання міни в окоп поблизу м. Соледару, що на Донеччині, прикриваючи відхід свого пірозділу. |
| 7943                                            |                  | Коваленко Олександр                             | 34 роки. Правоохоронець зведеного загону ГУНП в Дніпропетровській області Національної поліції України. Оперуповноважений відділу організації розкриття злочинів проти власності управління карного розшуку ГУНП в Дніпропетровській області. В правоохоронних органах - з 2011 року. Залишилися дружина та двоє дітей. | 27 липня 2022              | Загинув в результаті ворожого обстрілу під час виконання службового завдання у Донецькій області. |
| 7944                                            |                  | Андрійченко Петро                               | 42 роки. Правоохоронець зведеного загону ГУНП в Дніпропетровській області Національної поліції України. Помічник чергового чергової частини відділення поліції № 11 Дніпровського районного управління поліції ГУНП в Дніпропетровській області. Мав 20-річний стаж роботи в органах внутрішніх справ. У лютому 2002 року став курсантом Криворізького училища професійної підготовки працівників міліції, потім був призначений на посаду до підрозділу забезпечення Царичанського районного відділу міліції. Залишилися дружина та 17-річний син. | 27 липня 2022              | Загинув в результаті ворожого обстрілу під час виконання службового завдання у Донецькій області. |
| 7945                                            |                  | Кущевський Сергій                               | 30 років, Петриківський район Дніпропетровська область. Правоохоронець зведеного загону ГУНП в Дніпропетровській області Національної поліції України. Поліцейський з логістики, обліку та збереження речових доказів і озброєння логістики відділення поліції № 10 Дніпровського районного управління поліції. Службу в Національній поліції України розпочав у квітні 2018 року. Залишилися дружина, донька та син. | 27 липня 2022              | Загинув в результаті ворожого обстрілу під час виконання службового завдання у Донецькій області. |
| 7946                                            |                  | Седченко Андрій Юрійович                        | 26 червня 1977. Майор поліції, інспектор режимно-секретного сектору Камёянського районного управління поліції ГУНП в Дніпропетровській області. Проживав у місті Артемівську (нині — Бахмут). Проходив строкову службу в армії в 80 УЦ РВСП. 2005 року працював на посаді оперативного чергового у міліції. Згідно Указу Президента України № 53/2016 від 17 лютого 2016 року був нагороджений відзнакою Президента України «За участь в антитерористичній операції». Залишилися дружина та син. | 27 липня 2022              | Загинув в боях з російськими окупантами в Бахмуті, що в Донецькій області. |
| 7947                                            |                  | Бевзюк Андрій Іванович («Брабус»)               | 18 грудня 1988, м. Київ. Військовослубовець 48-го окремого стрілецького батальйону 72 ОМБр. Після початку російського вторгнення в Україну пішов боронити Україну разом з батьком і братом. Залишилася дружина та двоє дітей. | 27 липня 2022              | Загинув під час бойових дій у Донецькій області. |
| 7948                                            |                  | Матюха Олег Михайлович                          | 09.12.1963 р.н., місто Київ.Старший сержант. Командир бойової машини, командир відділення механізованої роти, мех.взводу 66. Закінчив Політехнічний університет з відзнакою. Працював в Ощадбанку. В ЗСУ пішов добровільно. Воював в найгарячіших точках поблизу Мар'янки. Без батька залишилась 8-річна донька. | 27 липня 2022              | Загинув під час виконання бойового завдання поблизу Мар'янки. Похований 8 серпня 2022 року на Берковецькому кладовищі у м. Києві. 42 ділянка, 5 ряд. |
| 7949                                            |                  | Кравченко Леонід («Амстел»)                     | 45 років, с. Квітневе Житомирської області. Закінчив Національний юридичний університет імені Ярослава Мудрого. Був сільським головою Квітневої сільської ради. Під час повномасштабної війни чоловік воював за Україну в лавах 46-ї окремої десантно-штурмової бригади ЗСУ. Обіймав посаду навідника. | 27 липня 2022              | Загинув поблизу села Білогірка на Херсонщині. При виконанні бойового завдання він отримав смертельні поранення внаслідок артилерійського обстрілу. Залишились мама, дружина, син, донька, двоє братів . |
| 7950 … 7965                                     |                  | Україна                                         | Військовослужбовці ЗС України. | 27 липня 2022              | (для доповнення за 27 липня 2022 року) |
| 28 липня                                        |                  |                                                 | |                            | |
| 7966                                            |                  | Бабіч Гліб Валерійович («Лєнтяй»)               | 2 березня 1969, м. Миколаїв. Військовослужбовець 10 ОГШБр. Учасник АТО/ООС (2014—2019). | 28 липня 2022              | Загинув внаслідок підриву на протитанковій міні розвідувального комплексу «Локі» неподалік від м. Ізюму на Харківщині. |
| 7967                                            |                  | Білорусь                                        | Білорусь. Військовослужбовець батальйону «Волат» білоруського полку ім. К. Калиновського. | 28 липня 2022              | Загинув від кульового поранення під час звільнення українського села (місце — не уточнено). |
| 7968                                            |                  | Насонов Олексій Олександрович                   | 26 років. Сержант поліції Поліції охорони Харківської області. До складу поліції охорони Харківщини вступив у 2015 році. | 28 липня 2022              | Загинув в результаті обстрілу ТЕЦ у Харківській області. |
| 7969                                            |                  | Сусленніков Володимир                           | м. Чернігів. Військовослужбовець ЗС України (підрозділ — не уточнено). | 28 липня 2022              | Загинув у бою з російськими окупантами (місце — не уточнено). |
| 7970                                            |                  | Одноволик Олексій Сергійович                    | 19 березня 1983, смт Стеблів Черкаська область. Мешканець смт Глеваха Київської області. Лейтенант, командир розвідувального взводу 1-го батальйону 46 ОДШБр. На війні - з 2014 року. Отримав поранення, був демобілізований. Після російського вторгнення в Україну повернувся до ЗС України. Залишилися дружина та двоє дітей. | до 28 липня 2022           | Загинув під час виконання бойового завдання (місце — не уточнено). Під час церемонії прощання було оголошено про нагородження Олексія відзнакою "За відвагу" (посмертно). Нагороджений орденом «Богдана Хмельницького» III ступеня (посмертно). |
| 7971                                            |                  | Шамаров Максим                                  | 18 червня 1997, м. Львів. Капітан, військовослужбовець 24 ОМБр. Закінчив школу № 50 м. Львова. У 2011 вступив до львівського ліцею Героїв Крут. Закінчив ХНУПС імені Івана Кожедуба. Нагороджений орденом "За Мужність" III ступеня. | 28 липня 2022              | Загинув під час виконання бойового завдання (місце — не уточнено). |
| 7972                                            |                  | Байщак Роман                                    | 4 квітня 1997, м. Львів. Капітан, військовослужбовець 128-ї окремої гірсько-штурмової Закарпатської бригади. Закінчив школу № 54 м. Львова. У 2011 році вступив до львівського ліцею Героїв Крут. Випускник НАСВ імені гетьмана Петра Сагайдчаного. Нагороджений нагрудним знаком Командував об'єднаних сил Збройних Сил України "За службу та звитягу" III ступеня. | 28 липня 2022              | Загинув під час виконання бойового завдання (місце — не уточнено). |
| 7973                                            |                  | Дєдов Олексій Васильович                        | 26 серпня 1987, 34 роки, м. Нойштреліц Німеччина. Старший солдат, стрілець-зенітник зенітно-ракетного взводу 72 ОМБр. Народився в родині військовослужбовця. Навчався у міській школі № 4 в м. Пирятина Полтавської області, потім – у Пирятинському ліцеї. Вищу освіту здобув у НАУ за фахом "авіаінженер". Мешкав та працював у м. Пирятині. До ЗС України був призваний 24 лютого 2022 року. Залишилися мати, дружина та два брати, які теж захищають Україну в ЗС України. | 28 липня 2022              | Згідно повідомлення Полтавського обласного ТЦКтаСП та Пирятинської міської ради, загинув в боях, обороняючи Україну від російської навали поблизу смт Зайцеве Донецької області. Похований в м. Пирятині. |
| 7974                                            |                  | Перехрест Едуард Олександрович                  | 12 жовтня 1998, мешканець Степанківської громади Черкаська область. Солдат, навідник мотопіхотної роти 72 ОМБр. | 28 липня 2022              | Загинув під час запеклого бою з російськими окупантами на Донеччині. Похований на батьківщині. |
| 7975                                            |                  | Кушнарьов Дмитро Сергійович                     | 22 роки, м. Сєвєродонецьк Луганська область. Військовослужбовець ЗС України (підрозділ — не уточнено). На військовій службі в ЗС України - з 2020 року. | 28 липня 2022              | Загинув в результаті ворожого обстрілу на Харківщині. |
| 7976                                            |                  | Краснощоко Дмитро Іванович                      | 21 рік, с. Пересадівка Вітовський район Миколаївська область. Військовослужбовець 40 ОАБр. Закінчив Миколаївський технікум залізничного транспорту, в подальшому - навчався у Дніпровському національному університеті залізничного транспорту. Невід'ємною частиною життя військовослужбовця були карате і футбол. | 28 липня 2022              | Загинув під час виконання бойового завдання в районі села Шестакового Харківської області. |
| 7977                                            |                  | Чорноконь Євген Миколайович                     | 28 років, с. Слобідка Кам'янець-Подільський район Хмельницька область. Майор, командир батальйонно-тактичної групи 36 ОБрМП. Закінчив Слобідську ЗОШ І-ІІ ступенів, ОКНЗ "Буковинський ліцей-інтернат з посиленою військово-фізичною підготовкою" (м. Новодністровськ), Військовий інститут танкових військ НТУ «ХПІ». Учасник АТО/ООС. Боронив державу з 2014 року. Залишились батьки. | 28 липня 2022              | Загинув в результаті численних кульових поранень на території місця тимчасової дислокації підрозділу в м. Миколаєві. Похований в с. Слобідці на Хмельниччині. |
| 7978                                            |                  | Шитий Валерій Іванович                          | 50 років, м. Київ. Останні 20 років жив з родиною в місті Ірпінь Київської області. У 2015-му здобув вищу освіту в Академії муніципального управління. Був учасником АТО. У мирному житті був приватним підприємцем – мав свою станцію технічного обслуговування автомобілів, був висококласним рихтувальником авто. 5 березня 2022 повернувся з-за кордону в Україну. Служив у 65-ій окремій механізованій бригаді Збройних Сил України. Обіймав посаду командира відділення-командира машини взводу технічної розвідки ремонтно-відновлювального батальйону. Проте виконував бойові завдання як заступник командира взводу розвідки. | 28 липня 2022              | Загинув поблизу села Нестерянка Запорізької області. Виконуючи розвідувальне завдання із взяття полоненого на опорному пункті, отримав смертельне поранення. До квітня 2023-го вважався зниклим безвісти. Похований 26 квітня 2023 року в Ірпені на Алеї Слави. Залишилися дружина, дві доньки, онук і сестра |
| 7979                                            |                  | Красножон Михайло Дмитрович («Фарнцуз»)         | 21.11.1987 | 28 липня 2022              | Загинув під час наступальних дій поблизу с.Невельське Покровському району Донецької області. Залишилась мати, діти дружина, сестри та племінники. |
| 7980 … 7990                                     |                  | Україна                                         | Військовослужбовці ЗС України. | 28 липня 2022              | (для доповнення за 28 липня 2022 року) |
| 29 липня                                        |                  |                                                 | |                            | |
| 7991                                            |                  | Бохонок Віталій Володимирович                   | 1991. Майор, командир батальйону 25 ОПДБр. Випускник Миколаївського національного університету імені В. О. Сухомлинського. З 2014 року - до квітня 2022 року проходив військову службу у десантно-штурмовому батальйоні 79 ОДШБр. Герой України. Лицар ордена Богдана Хмельницького трьох ступенів. | 29 липня 2022              | Помер від ран, отриманих у бою з російськими окупантами (місце — не уточнено). |
| 7992                                            |                  | Моргун Антон                                    | 10 березня 1994, м. Вишневе Київська область. Спецпризначенець (підрозділ — не уточнено). Випускник Вишнівської загальноосвітньої школи І–III ступенів № 1. | 29 липня 2022              | Загинув в боях з російськими окупантами в районі м. Краматорська на Донеччині. |
| 7993                                            |                  | Міщенко Олександр Сергійович                    | 19 квітня 1994, мешканець Городищенської громади Черкаської області. Старший солдат, старший водій – оператор батареї протитанкових керованих ракет 72 ОМБр. | 29 липня 2022              | Загинув у результаті отримання травм, які виявилися несумісними з життям під час здійснення противником ракетного обстрілу на Донеччині. Похований на батьківщині. Нагороджений орденом «За мужність» III ступеня (посмертно) |
| 7994                                            |                  | Мороз Сергій Петрович                           | 13 жовтня 1993, мешканець Корсунщини Черкаська область. Старший солдат, стрілець-зенітник зенітно-ракетної батареї 72 ОМБр. Здобув освіту у Львівському національному університеті імені Івана Франка. З перших днів російського вторгнення в Україну був призваний до ЗС України за мобілізацією. | 29 липня 2022              | Загинув в результаті отриманих поранень несумісних з життям під час здійснення противником ракетного обстрілу на Донеччині. Похований на батьківщині. Нагороджений орденом «За мужність» III ступеня (посмертно). |
| 7995                                            |                  | Єльчанінов Марк                                 | 30 вересня 1975, РРФСР, СРСР. Мешканець м. Бахмуту Донецька область. Військовослужбовець ЗС України (підрозділ — не уточнено). У 1986 році сім'я з Марком переїхала до м. Бахмуту з Півночі РРФСР. Після декількох переїздів з 1991 року постійно мешкав у м. Бахмуті. З 1993 по 1995 рік проходив строкову військову службу у військовій частині в м. Києві. Займався підприємницькою діяльністю. У лютому 2015 року був мобілізований у 1282 ЦЗ БТОТ. | 29 липня 2022              | Загинув в боях з російськими окупантами (місце — не уточнено). Похований в м. Дніпрі. |
| 7996                                            |                  | Пясецький Дмитро («Тяж»)                        | 15 липня 1991, м. Луганськ. Військовослужбовець ЗС України (підрозділ — не уточнено). Закінчив Східноукраїнського національного університету імені Володимира Даля. Тренер з єдиноборств, відкрив свій клуб з ММА в Києві. Представник колективу Terror Family ("Динамо", Київ). Після початку повномасштабного вторгнення став кулеметником. | 29 липня 2022              | Загинув в боях з російськими окупантами на Запорізькому напрямку. Кремований на Байковому кладовищі . |
| 7997                                            |                  | Артеменко Станіслав Олександрович («Восток»)    | 13 квітня 1997, м. Краматорськ Донецька область. Солдат, стрілець 3-ї оперативної роти 2-го оперативного батальйону Окремого загону спеціального призначення НГУ «Азов» НГУ. Навчався спочатку у 10-й, а потім у 16-й школах м. Краматорська, після – у машинобудівному технікумі та в ДДМА. Боксер (тренер — Валентин Головко). 2020 року пішов служити до полку «Азов». Виконуючи розпорядження командування, разом із побратимами опинився у полоні. Залишилася хвора на онкологію мати і бабуся. | 29 липня 2022              | Загинув у полоні у виправній колонії № 120 в окупованому смт Оленівка на території Донецької області в результаті терористичних акту російських сил. |
| 7998                                            |                  | Бабенко Олександр Володимирович («Крід»)        | 23 червня 2001, с. Кірове (нині — Лагідне) на Запоріжжі. Солдат, військовослужбовець Окремого загону спеціального призначення НГУ «Азов» НГУ. 2009 року разом з мамою переїхав жити у село Ласки Народицького р-ну (нині Народицька ТГ Коростенського району) на Житомирщині. Був професійним спортсменом, багато років присвятив джіу-джитсу. 2019 року, одразу після навчання, вступив на військову службу, яку спочатку проходив у Києві, а 2020 року доєднався до лав ОЗСП «Азов» та перевівся у Маріуполь. Нагороджений орденом «За мужність» III ступеня. | 29 липня 2022.             | Загинув у полоні у виправній колонії № 120 в окупованому смт Оленівка на території Донецької області в результаті терористичних акту російських сил. 19 травня 2023 року похований з військовими почестями на столичному Лісовому кладовищі. Нагороджений орденом «За мужність» II ступеня (посмертно). |
| 7999                                            |                  | Хаванських Сергій Ігорович («Ковбой»)           | 11 вересня 1984, м. Мелітополь, Запорізька область, УРСР, СРСР. Старший солдат, військовослужбовець Окремого загону спеціального призначення НГУ «Азов» НГУ. Мав юридичну освіту. З осені 2017 року до січня 2021-го Сергій Хаванський проходив військову службу за контрактом в ОЗСП «Азов». Потому був підприємцем: на 3D-принтері друкував зброю і продавав її на міжнародних платформах. Коли розпочалося повномасштабне вторгнення, як резервіст «Азову», вранці 24 лютого зібрав речі та поїхав на підмогу побратимам в Маріуполь. Учасник оборони Маріуполя. Нагороджений орденом «За мужність» III ступеня. | 29 липня 2022              | Загинув у полоні у виправній колонії № 120 в окупованому смт Оленівка на території Донецької області. 1 червня 2004 року у крематорії на столичному Байковому кладовищі проведено прощальну церемонію, після якої тіло було кремовано. За словами дружини, Сергій просив у разі його смерті не влаштовувати відспівування та поховання, «тіло кремувати, а прах висипати в землю і посадити дерево», отже, офіційного місця поховання немає. Нагороджений орденом «За мужність» II ступеня (посмертно). |
| 8000                                            |                  | Білий Владислав Сергійович («Хоуп»)             | 5 серпня 1993, м. Сімферополь. Старший солдат, військовослужбовець Окремого загону спеціального призначення НГУ «Азов» НГУ з 2015 року. З пʼяти років виховувала тільки мати. Навчався в Гімназії №1. Навчався на історичному факультеті Таврійського Національного Університету імені Вернадського. На першому курсі університету почав відвідувати домашні матчі локального футбольного клубу «Таврія». У 2014 році Владислав разом з ультрасом «Таврії» почав виходити на мирні акції у знак підтримки територіальної цілісності України, але через небезпеку покинув рідний Крим. Незабаром почав навчатися у Національному університеті «Острозька академія» на журналістиці. Нагороджений орденом «За мужність» III ступеня. Старший навідник мінометного взводу мінометної батареї. Учасник АТО/ООС . | 29 липня 2022              | Загинув у полоні у виправній колонії № 120 в окупованому смт Оленівка на території Донецької області. Після теракту окупанти опублікували відео де було видно людське тіло із татуюванням Перунів цвіт на лікті, яке було у Владислава. Прах Героя покоїться у колумбарній стіні Лук’янівського кладовища-заповідника. Це зробили, аби виконати ще один заповіт азовця — у випадку загибелі, він просив розвіяти його прах в Криму над Чорним морем. |
| 8001                                            |                  | Барановський Микола Володимирович               | 27 березня 1995, м. Маріуполь. Молодший сержант, військовослужбовець Окремого загону спеціального призначення НГУ «Азов» НГУ. Нагороджений медаллю «За військову службу Україні». | 29 липня 2022              | Загинув у полоні у виправній колонії № 120 в окупованому смт Оленівка на території Донецької області. |
| 8002                                            |                  | Боздуган Андрій Юрійович («Баррет»)             | 22 вересня 1994, селище Первомайське Дніпропетровської області. Після закінчення 9 класу здобув освіту зварювальника. З 2013-го працював на заводі «Інтерпайп». Наступного року пішов на строкову службу. Згодом перевівся на контракт. Тричі був у АТО. У 2020-му вступив до лав полку «Азов». Був сапером. Військовослужбовець Окремого загону спеціального призначення НГУ «Азов» НГУ. Повномасштабне вторгнення застало Андрія на курсах підвищення кваліфікації в Золочеві Львівської області. | 29 липня 2022              | Загинув у полоні у виправній колонії № 120 в окупованому смт Оленівка на території Донецької області. 22 червня 2023 року воїна кремували на Байковому кладовищі в Києві, а вже 24 червня поховали у рідному селищі Первомайське . |
| 8003                                            |                  | Прокопенко Ігор Ігорович («Гантеля»)            | 10 вересня 2000. Військовослужбовець Окремого загону спеціального призначення НГУ «Азов» НГУ. | 29 липня 2022              | Загинув у полоні у виправній колонії № 120 в окупованому смт Оленівка на території Донецької області. |
| 8004                                            |                  | Аганін Микола Володимирович («Матрос»)          | 18 травня 1961, с. Порохня Новоазовського району Донецької області. Старший солдат, старший кулеметник. Здобув середню спеціальну освіту за професією електрогазозварювальника. Разом із дружиною виховував трьох дітей та шість онуків. 2015 року, після окупації рідного села, родина переїхала до Маріуполя. 2016 року потайки від рідних підписав контракт із ЗСУ і протягом трьох років служив у 54-й окремій механізованій бригаді. З перших днів повномасштабного вторгнення добровольцем приєднався до ОЗСП «Азову», разом із побратимами боронив Маріуполь. У травні 2022 року за наказом вийшов у полон. | 29 липня 2022              | Загинув у полоні у виправній колонії № 120 в окупованому смт Оленівка на території Донецької області. Похований на Алеї Слави на Берковецькому кладовищі в Києві . Нагороджений орденом «За мужність» III ступеня (посмертно). |
| 8005                                            |                  | Букарьов Дмитро Євгенович («Білотур»)           | 19 квітня 1971, м. Черкаси. Полковник (посмертно), заступник командира з артилерії Окремого загону спеціального призначення НГУ «Азов» НГУ. Колишній співробітник СБУ. Пішов на війну добровольцем 2014 року, віддав вісім років життя захисту України, виховав чимало молодих «азовців». Разом з побратимами гідно тримав оборону Маріуполя. | 29 липня 2022              | Загинув у полоні у виправній колонії № 120 в окупованому смт Оленівка на території Донецької області. Нагороджений орденом «За мужність» ІІ (посмертно) та III ступеня, медаллю «За військову службу Україні». |
| 8006                                            |                  | Гамаюнов Ігор Іванович                          | 20 червня 1992. Старший сержант, військовослужбовець Окремого загону спеціального призначення НГУ «Азов» НГУ. Нагороджений медаллю «За військову службу Україні». | 29 липня 2022              | Загинув у полоні у виправній колонії № 120 в окупованому смт Оленівка на території Донецької області. |
| 8007                                            |                  | Гринько Олександр Іванович («Гриня»)            | 23 листопада 1982. Став на захист України ще у 2015 році. Старший сержант, військовослужбовець Окремого загону спеціального призначення НГУ «Азов» НГУ. Відмінно зарекомендував себе як сапер інженерно-саперної роти та інструктор з мінно-вибухової справи. Далі гарно проявив себе як мінометник першого батальйону. Пройшов оборону Азовсталі і був вимушений здатися в полон де й загинув. | 29 липня 2022              | Загинув у полоні у виправній колонії № 120 в окупованому смт Оленівка на території Донецької області. Похорону відбувся 13 червня 2023 на Байковому цвинтарі в Києві . |
| 8008                                            |                  | Горбатий Євгеній Сергійович («Дуче»)            | 10 червня 1993, Херсонщина. Солдат, номер обслуги міномета Окремого загону спеціального призначення НГУ «Азов» НГУ. Майстер спорту України. Працював тренером в Коростені в тренажерному залі «Вітамін», охоронником, тілоохоронцем. Потім пішов служити до ОЗСП «Азов». Жив зі своєю коханою в Маріуполі. | 29 липня 2022              | Загинув у полоні у виправній колонії № 120 в окупованому смт Оленівка на території Донецької області. 24 червня 2023 похований на Житомирщині в селі Вигів . Нагороджений орденом «За мужність» III ступеня (посмертно). |
| 8009                                            |                  | Карнович Сергій Анатолійович («Нур»)            | 12 квітня 1960, м. Маріуполь. Майор, заступника начальника штабу гаубичного артилерійського дивізіону Окремого загону спеціального призначення НГУ «Азов» НГУ. У 1977—1998 рр. служив у Збройних Силах СРСР та України. У 1980 році отримав спеціальну освіту за напрямом технік-механік автоматичних приводів в місті Перм, РФ. У 1989-1993 здобував вищу освіту, інженер-електрик. До вторгнення 2014 року працював техніком по обладнанню, менеджером з продажів, менеджером з логістики, начальником охорони, директором автоцентру Укравто в Донецьку, а потім директором СТО у групі компаній «АІС» в Маріуполі та Чернівцях. У 2016—2020 рр. проходив військову службу, у 18-му полку оперативного призначення (з 2019-го – 12-та бригада оперативного призначення) Національної гвардії України. Брав участь у АТО/ООС. 24 лютого 2022 року, попри «непризовний» вік, добровольцем приєднався до ОЗСП «Азов». | 29 липня 2022              | Загинув у полоні у виправній колонії № 120 в окупованому смт Оленівка на території Донецької області. 3 липня 2023 року похований із військовими почестями у Черкасах, на Алеї Героїв кладовища № 4. Нагороджений орденом «За мужність» III ступеня (посмертно). |
| 8010                                            |                  | Істратов Костянтин Анатолійович («Граніт»)      | 25 квітня 1988, родом з Херсонської області. Став на захист України ще за часів АТО. Старший солдат, кулеметник кулеметного відділення взводу вогневої підтримки 1-го батальйону оперативного призначення Окремого загону спеціального призначення НГУ «Азов» НГУ. Був поранений і контужений на Азовсталі. 14 травня «Граніт» востаннє зателефонував своїй сестрі, після чого потрапив у російський полон під час виходу військових з «Азовсталі». Нагороджений орденом «За мужність» III ступеня. | 29 липня 2022              | Загинув у полоні у виправній колонії № 120 в окупованому смт Оленівка на території Донецької області. Нагороджений орденом «За мужність» II ступеня (посмертно). 23 червня 2023 року похований із військовими почестями на столичному Лісовому цвинтарі. |
| 8011                                            |                  | Павліченко Сергій Миколайович («Броня»)         | 3 вересня 1987, с. Новопавлівка, Запорізька область. Майор, командир ремонтної роти Окремого загону спеціального призначення НГУ «Азов» НГУ. Нагороджений медаллю «За військову службу Україні». Вступив до "Азову" в 2014-му році і служив до 2022-го. Брав участь у Широкінській наступальній операції, Мар’їнці, Красногорівці, Світлодарській дузі, обороні Маріуполя. Повномасштабне вторгнення зустрів в Урзуфі, потім обороняв Маріуполь. Без батька залишилися син Назар та дочка Аделія. | 29 липня 2022              | Загинув у полоні у виправній колонії № 120 в окупованому смт Оленівка на території Донецької області . Прощання відбулося 25 травня 2023 року в Київському крематорії. Поховання праху відбулося 27 травня 2023 в м. Черкаси де живе його родина |
| 8012                                            |                  | Пелехатий Микола Васильович («Васильович»)      | 20 квітня 1960, м. Бердянськ, Запорізька область, УРСР, СРСР. Старший солдат, старший механік автомобільної техніки ремонтної роти Окремого загону спеціального призначення НГУ «Азов» НГУ. Протягом тривалого часу працював рятувальником у міському відділі МНС/ДСНС. 2015 року 55-річний Микола Васильович вступив до лав ОЗСП «Азов» слідом за старшим сином Віктором (він загинув у бою 23 березня 2022 року). | 29 липня 2022              | Загинув у полоні у виправній колонії № 120 в окупованому смт Оленівка на території Донецької області. 1 червня 2023 року у Михайлівському Золотоверхому соборі відбулося заупокійне богослужіння, після якого тіло старшого солдата Пелехатого було кремовано. Прах воїна упокоєний у колумбарії Лук’янівського військового кладовища. Нагороджений орденом «За мужність» III ступеня (посмертно). |
| 8013                                            |                  | Раковський Сергій Валерійович («Ясон»)          | 17 липня 1986. Сержант, командир міномета Окремого загону спеціального призначення НГУ «Азов» НГУ. Нагороджений орденом «За мужність» III ступеня. | 29 липня 2022              | Загинув у полоні у виправній колонії № 120 в окупованому смт Оленівка на території Донецької області. 21 червня 2023 року похований з військовими почестями на столичному Берковецькому кладовищі. Нагороджений орденом «За мужність» II ступеня (посмертно). |
| 8014                                            |                  | Цечоєв Олександр Магометович («Смок»)           | 10 квітня 1993, м. Харків. Молодший сержант, командир відділення управління взводу управління дивізіону гаубичного артилерійського дивізіону Окремого загону спеціального призначення НГУ «Азов» НГУ. | 29 липня 2022              | Загинув у полоні у виправній колонії № 120 в окупованому смт Оленівка на території Донецької області. Нагороджений орденом «За мужність» ІII ступеня (посмертно). |
| 8015                                            |                  | Шевельов Віктор Миколайович                     | 16 вересня 1966. Військовослужбовець Окремого загону спеціального призначення НГУ «Азов» НГУ. Закінчив Харківський національний університет радіоелектроніки. Брав участь у боях за Красногорівку у 2017, Павлопіль у 2018 та на Світлодарській дузі у 2019. | 29 липня 2022              | Загинув у полоні у виправній колонії № 120 в окупованому смт Оленівка на території Донецької області. |
| 8016                                            |                  | Шеломієнко Владислав Юрійович («Сенсей»)        | 5 травня 1960. Молодший сержант, водій-моторист ремонтної роти Окремого загону спеціального призначення НГУ «Азов» НГУ. У 1980 переїхав до Харкова. Понад усе любив танки. Працював на заводі імені Малишева. Потрапивши під скорочення, деякий час працював далекобійником. 2014-го Владислав влаштувався на СТО в Харкові, наприкінці року на роботі стався вибух, і він, витягуючи машини з полум’я, сильно обгорів. Хотів на війну, але його не взяли за станом здоров’я, тому поїхав волонтером. Завдяки знайомству з «азовцями» здійснив мрію — знову бути біля танків. Під час повномасштабної війни обороняв Маріуполь, востаннє вийшов на зв’язок 18 травня. | 29 липня 2022              | Загинув у полоні у виправній колонії № 120 в окупованому смт Оленівка на території Донецької області. 30 травня 2023 року похований з військовими почестями на Алеї Слави харківського кладовища № 18. Нагороджений орденом «За мужність» ІII ступеня (посмертно). |
| 8017                                            |                  | Коняєв Андрій Леонідович («Джонс»)              | 10 жовтня 1992, м. Фастів Київська область. Старший солдат. Снайпер (2 категорії) 1-го відділення 1-го взводу оперативного призначення 3-ї роти оперативного призначення 2-го батальйону оперативного призначення Окремого загону спеціального призначення НГУ «Азов» НГУ. Усе дитинство та юність займався спортом — дзюдо. Закінчив школу №10 у 2011 році і відразу вирішив йти до армії. Брав участь в АТО понад 3 з половиною роки. Закінчив Фастівський центр професійно-технічної освіти та отримав фах кухаря. Після — працює на різних роботах, зокрема, на будівництві, де йому довіряють керівні посади. Потім вступає до Білоцерківського аграрного університету, який, через широкомасштабне вторгнення, він так і не закінчив. За рік до чергового наступу росії на Україну він разом цивільною дружиною Оксаною переїхав до Маріуполя. Його брат також служить в лавах ЗСУ. | 29 липня 2022              | Загинув у полоні у виправній колонії № 120 в окупованому смт Оленівка на території Донецької області. Похований на Алеї Слави Інтернаціонального кладовища в Фастові 23 травня 2023 . |
| 8018                                            |                  | Круковський Дмитро Олександрович («Електрик»)   | 20 травня 1984, м. Біла Церква. Військовослужбовець Окремого загону спеціального призначення НГУ «Азов» НГУ. З дитинства займався легкою атлетикою, але потім отримав травму коліна, тому завершив спортивну кар`єру. Навчався у Київському національному авіаційному університеті на факультеті програмування. Згодом працював автомобільним електриком. З 2015 року жив і ніс службу в Маріуполі на Донеччині. Брав участь в АТО. Після закінчення контракту залишився в місті. Там зустрів своє кохання і планував майбутнє. Був помічником гранатометника і без вагань нищив ворога . | 29 липня 2022              | Загинув у полоні у виправній колонії № 120 в окупованому смт Оленівка на території Донецької області. Похований 7 червня 2023 на Сухоярському цвинтарі біля Білої Церкви . |
| 8019                                            |                  | Новіков Олексій Дмитрович                       | 26 квітня 1996. Молодший сержант, військовослужбовець Окремого загону спеціального призначення НГУ «Азов» НГУ. | 29 липня 2022              | Загинув у полоні у виправній колонії № 120 в окупованому смт Оленівка на території Донецької області. |
| 8020                                            |                  | Тіщенко Дмитро Павлович                         | 17 вересня 2002. Солдат, військовослужбовець Окремого загону спеціального призначення НГУ «Азов» НГУ. Нагороджений медаллю «За військову службу Україні». | 29 липня 2022              | Загинув у полоні у виправній колонії № 120 в окупованому смт Оленівка на території Донецької області. |
| 8021                                            |                  | Парфьонов Денис Анатолійович («Море»)           | 4 травня 1995, м. Дніпропетровськ, Україна. Старший солдат, оператор-навідник Окремого загону спеціального призначення НГУ «Азов» НГУ. Нагороджений орденом «За мужність» III ступеня. 2015 року прийнятий на військову службу за контрактом до ОЗСП «Азов», за 3 роки повернувся до цивільного життя, зустрів кохану дружину, став батьком. 2021-го знову долучився до полку «Азов». Залишився маленький син Матвій та дружина. | 29 липня 2022              | Загинув у полоні у виправній колонії № 120 в окупованому смт Оленівка на території Донецької області. 22 січня 2023 року у столичному крематорії на Байковому кладовищі відбулася прощальна церемонія, влаштована однополчанами за традиціями «Азова», наступного дня прах було поховано у рідному Дніпрі. Нагороджений орденом «За мужність» II ступеня (посмертно). |
| 8022                                            |                  | Баіс Ярослав Фарідович («Август»)               | 8 серпня 1995, м. Одеса. Військовослужбовець Окремого загону спеціального призначення НГУ «Азов» НГУ. Пройшов відбір до полку у 2017 році і 1 лютого 2017 року підписав контракт. | 29 липня 2022              | Загинув у полоні у виправній колонії № 120 в окупованому смт Оленівка на території Донецької області. 8 липня 2023 відбулося прощання і похорон. |
| 8023                                            |                  | Барнінець Григорій Володимирович («Шуберт»)     | 23 січня 1987, с. Юрківка, Оріхівський район, Запорізька область, УРСР, СРСР. Сержант, водій відділення управління Окремого загону спеціального призначення НГУ «Азов» НГУ. 2005 року проходив строкову військову службу у м. Новограді-Волинському, що на Житомирщині. 2015 року Григорій був призваний на військову службу за мобілізацією до лав Національної гвардії України, а 2016 року підписав контракт про проходження військової служби у 9-му полку оперативного призначення НГУ (більш відомому як «Гепард», нині – 15-та бригада оперативного призначення «Кара-Даг»). 14 лютого 2016 нагороджений відзнакою Президента України «За участь в антитерористичній операції». 9 грудня 2020 року перевівся до ОЗСП «Азов». | 29 липня 2022              | Загинув у полоні у виправній колонії № 120 в окупованому смт Оленівка на території Донецької області. 4 червня 2023 року похований із військовими почестями на запорізькому цвинтарі Святого Миколая. Нагороджений орденом «За мужність» ІІI ступеня (посмертно). |
| 8024                                            |                  | Бартош Єгор Тимофійович («Ехо»)                 | 22 липня 1989, с. Корніївка, Баришівський район, Київська область. Військовослужбовець Окремого загону спеціального призначення НГУ «Азов» НГУ з 2014 року. Служив кулеметником кулеметного відділення взводу вогневої підтримки 1-ї роти оперативного призначення 2-го батальйону. Брав участь у звільненні Маріуполя, боях за Іловайськ, Широкінській операції, боях за Мар`їнку та Красногорівку та обороні Світлодарської дуги. З початком повномасштабного вторгнення 86 днів обороняв Маріуполь, в травні 2022 здався в полон. | 29 липня 2022              | Загинув у полоні у виправній колонії № 120 в окупованому смт Оленівка на території Донецької області. 25 квітня 2023 відбувся похорон у рідному селі Корніївка . |
| 8025                                            |                  | Власішин Володимир Русланович («Американець»)   | 13 червня 1993, м. Хмельницький, Україна. Старший солдат, радіотелеграфіст відділення радіозв’язку взводу зв’язку 1-го батальйону оперативного призначення Окремого загону спеціального призначення НГУ «Азов» НГУ. 2014 року разом із рідним братом приєднався до «Азову». | 29 липня 2022              | Загинув у полоні у виправній колонії № 120 в окупованому смт Оленівка на території Донецької області. 21 вересня 2023 року похований з військовими почестями на Алеї Слави кладовища у мікрорайоні «Ракове» у рідному Хмельницькому. Нагороджений орденом «За мужність» ІІI ступеня (посмертно). |
| 8026                                            |                  | Гвоздинський Володимир Миколайович («Мінфін»)   | 3 жовтня 1998, с. Пашена Балка, Дніпропетровська область. Молодший сержант, командир міномета 1-ї обслуги міномета 1-го мінометного взводу мінометної батареї 2-го батальйону оперативного призначення Окремого загону спеціального призначення НГУ «Азов» НГУ. Нагороджений орденом «За мужність» III ступеня. | 29 липня 2022              | Загинув у полоні у виправній колонії № 120 в окупованому смт Оленівка на території Донецької області. 23 липня 2023 року тіло Володимира Гвоздинського було кремовано на Байковому кладовищі у Києві. Рідні планують поховати його прах на Національному військовому меморіальному кладовищі. Нагороджений орденом «За мужність» ІI ступеня (посмертно). |
| 8027                                            |                  | Гришкевич Богдан Євгенович («Космос»)           | 6 липня 1993, м. Бровари. У дитинстві родина переїхала в Ніжин. Пішов до школи у Ніжині. Пізніше родина оселилася у Чернігові. Здобув фах фельдшера у Ніжинському медичному коледжі, адже мріяв стати військовим хірургом. Працював у Ніжинській міській лікарні. У 2014 році долучився до лав полку «Азов», який згодом став частиною НГУ. Брав участь в АТО, зокрема, у Широкинській операції 2015 року. Служив санітаром відділення збору та евакуації поранених, старший сержант Окремого загону спеціального призначення НГУ «Азов» НГУ. У 2018 році звільнився, але за два роки повернувся до побратимів. Нагороджений орденом «За мужність» III ступеня. Залишилася донечка Соломійка. | 29 липня 2022              | Загинув у полоні у виправній колонії № 120 в окупованому смт Оленівка на території Донецької області. Тіло Богдана було передано батькам і кремовано в Києві 13 листопада 2022 року. 16 грудня 2022 на будівлі Ніжинського фахового медичного коледжу відкрили меморіальну дошку присвячену Богдану . |
| 8028                                            |                  | Гук Петро Богданович («Кучерявий»)              | 9 липня 1973, м. Алі-Байрмали, Азербайджан. Навчався у Ліцеї №2 Львівської міської ради, згодом – у Національному університеті «Львівська політехніка». Закінчив економіко-правовий факультет Маріупольського державного університету, здобув ступінь магістра з безпеки підприємства. Учасник Революції Гідності. У 2014 році, покинувши все, разом із друзями перебрався до Маріуполя, щоб приєднатись до лав новоствореного полку «Азов». За особисту відвагу був нагороджений пам'ятним знаком «Захисник Маріуполя» та відзнакою Президента України «За участь в антитерористичній операції». У 2015 році під час виконання бойового завдання отримав складну травму, відтак працював військовим сапером у складі полку, а згодом приєднався до відділу інженерного забезпечення. Із початком повномасштабного вторгнення рф продовжував службу за контрактом у складі полку. Разом із побратимами обороняв металургійний комбінат «Азовсталь». Старший лейтенант, військовослужбовець Окремого загону спеціального призначення НГУ «Азов» НГУ, інженерно-саперна рота. В минулому рядовий міліції. Брав участь в бойових діях в зоні АТО/CCO. Проживав в Київській області. | 29 липня 2022              | Загинув у полоні у виправній колонії № 120 в окупованому смт Оленівка на території Донецької області. 29 червня 2023 похований на Личаківському цвинтарі у Львові. |
| 8029                                            |                  | Петренко Сергій Сергійович («Башня»)            | 27 серпня 1996. Молодший лейтенант, військовослужбовець Окремого загону спеціального призначення НГУ «Азов» НГУ, 12 БрОП НГУ. Нагороджений орденом «За мужність» III ступеня. Долучився до лав «Азову» у 2017 році, одразу після університету. Через великий зріст служив мінометником. Останній рік перед вторгненням був інструктором у військовій школі імені Євгена Коновальця в полку. За 9 місяців до повномасштабної війни зустрів свою кохану дівчину Олю. 25 березня загинув його друг Максим Кагал, а Сергій отримав поранення стопи і не міг продовжувати бої. В травні вийшов з Азовсталі і перед виходом планував як він повернеться в стрій. В жовтні повернули тіла, серед яких було тіло Сергія. | 29 липня 2022              | Загинув у полоні у виправній колонії № 120 в окупованому смт Оленівка на території Донецької області. Прощання відбулося 14 листопада 2023 у Київському крематорії . |
| 8030                                            |                  | Волков Владислав Олександрович («Пасха»)        | 19 квітня 1995, с. Благовіщенка, Запорізька область, Україна. Солдат, військовослужбовець взводу матеріально-технічного забезпечення 1-го батальйону оперативного призначення Окремого загону спеціального призначення НГУ «Азов» НГУ. У 2015–2017 рр. служив у ОЗСП «Азов», потім звільнився у запас, жив у Маріуполі, де створив сімʼю, згодом у подружжя народилася донька. Заробляв наданням послуг з ремонту житла (виготовляв підвісні стелі). 25 лютого 2022 року добровольцем повернувся на військову службу до ОЗСП «Азов». | 29 липня 2022              | Загинув у полоні у виправній колонії № 120 в окупованому смт Оленівка на території Донецької області. 19 грудня 2023 року похований із військовими почестями на військовому кладовищі у Запоріжжі. Нагороджений орденом «За мужність» ІII ступеня (посмертно). |
| 8031                                            |                  | Денисов Анатолій Вікторович («Джокер»)          | 20 липня 1975, м. Харків. Старший солдат, оператор-навідник Окремого загону спеціального призначення НГУ «Азов» НГУ. Закінчивши школу, пройшов 2-річну строкову військову службу у Аеромобільних військах. Потім вирішив присвятити себе захисту людей та влаштувався в поліцію Харкова, де прослужив 25 років. У березні 2019 року вони разом із цивільною дружиною переїхали жити до Маріуполя, де у них був невеликий цех з копчення риби. На другий день повномасштабного вторгнення російських військ Анатолій добровольцем приєднався до ОЗСП «Азов». Брав участь в обороні Маріуполя та «Азовсталі». Нагороджений медаллю «За військову службу Україні». Навесні 2022-го разом з побратимами за наказом керівництва вийшов у полон. | 29 липня 2022              | Загинув у полоні у виправній колонії № 120 в окупованому смт Оленівка на території Донецької області. 23 вересня 2023 року похований з військовими почестями на Алеї Слави кладовища № 18 у Харкові. Нагороджений орденом «За мужність» ІII ступеня (посмертно). |
| 8032                                            |                  | Холодняк Ігор Анатолійович                      | 8 грудня 1975. Військовослужбовець Окремого загону спеціального призначення НГУ «Азов» НГУ. | 29 липня 2022              | Загинув у полоні у виправній колонії № 120 в окупованому смт Оленівка на території Донецької області. |
| 8033                                            |                  | Хомовський Богдан Юрійович («Danger»)           | 26 березня 1996, с. Дмитрівка на Кіровоградщині. Старший солдат, водій 1-ї обслуги міномета 1-го мінометного взводу мінометної батареї 1-го батальйону оперативного призначення Окремого загону спеціального призначення НГУ «Азов» НГУ. 2018 року вступив до лав полку «Азов». Нагороджений медаллю «За військову службу Україні». У квітні воїн дістав поранення правої руки й контузію, але продовжував виконувати на бойові завдання. 17 травня 2022 зробив останній дзвінок рідним. | 29 липня 2022              | Загинув у полоні у виправній колонії № 120 в окупованому смт Оленівка на території Донецької області. 18 квітня похований в рідному селі Дмитрівка . Нагороджений орденом «За мужність» ІІI ступеня (посмертно). |
| 8034                                            |                  | Кісілішин Олексій Олександрович («Лев»)         | 25 липня 1996, м. Маріуполь. Зоозахисник та серпентолог. У 2014 потрапив у підвал за проукраїнську позицію. Після цього він поїхав в Київ вступати в полк "Азов". Наприкінці 2015 коли активних бойових дій стало менше демобілізувався і продовжив займатися зоозахисною діяльністю. В Маріуполі в нього був свій притулок, де він рятував усіх, кого тільки міг - собак, лисиць, павуків та навіть пітонів. Разом із сестрою хлопець мріяв побудувати заклад для реабілітації тварин в Дніпрі. З початком повномасштабної війни повернувся в «Азов». Захищав до останнього рідний Маріуполь, а опинившись на Азовсталі, продовжив рятувати тварин в тих нелюдських умовах. 11 травня коли у бункер "магазин 10" влучила авіабомба був за крок від загибелі. Разом з батьком вийшов в полон 18 травня 2022. | 29 липня 2022              | Загинув у полоні у виправній колонії № 120 в окупованому смт Оленівка на території Донецької області. В березні 2023 похований на Чернігівщині в селі з такою ж самою назвою Оленівка. Батько Олексія "Сармат" повернувся з полону і в лютому 2023 знову став до лав ЗСУ . |
| 8035                                            |                  | Бабіч Микола Миколайович                        | 12 серпня 1991. Лейтенант, командир взводу по бронетанковій техніці. Військовослужбовець Окремого загону спеціального призначення НГУ «Азов» НГУ. | 29 липня 2022              | Загинув у полоні у виправній колонії № 120 в окупованому смт Оленівка на території Донецької області. |
| 8036                                            |                  | Зінчук Віталій Олександрович                    | 19 листопада 1996. Старший солдат, військовослужбовець Окремого загону спеціального призначення НГУ «Азов» НГУ. Нагороджений медаллю «За військову службу Україні». | 29 липня 2022              | Загинув у полоні у виправній колонії № 120 в окупованому смт Оленівка на території Донецької області. |
| 8037                                            |                  | Зусін Сергій Михайлович («Рассел»)              | 30 січня 1981, м. Жданов, Донецька область. Старший сержант, військовослужбовець зенітного ракетно-артилерійського дивізіону Окремого загону спеціального призначення НГУ «Азов» НГУ. 2015 року вступив до добровольчого батальйону патрульної служби міліції особливого призначення «Артемівськ», у складі якого брав участь у АТО на сході України, після розформування підрозділу у жовтні того ж року продовжив службу у батальйоні поліції особливого призначення Головного управління Національної поліції в Донецькій області. Восени 2021 року звільнився та був прийнятий на військову службу за контрактом до ОЗСП «Азов». | 29 липня 2022              | Загинув у полоні у виправній колонії № 120 в окупованому смт Оленівка на території Донецької області. 2 червня 2023 року похований з військовими почестями на Алеї Слави столичного Лук’янівського кладовища. Нагороджений орденом «За мужність» ІІI ступеня (посмертно). |
| 8038                                            |                  | Іванюшенко Дмитро Володимирович                 | 18 червня 1988. Старший сержант, військовослужбовець Окремого загону спеціального призначення НГУ «Азов» НГУ. Нагороджений медаллю «За військову службу Україні». | 29 липня 2022              | Загинув у полоні у виправній колонії № 120 в окупованому смт Оленівка на території Донецької області. |
| 8039                                            |                  | Карась Микола Олександрович («Карась»)          | 13 грудня 1985, с. Коробки, Каховський район, Херсонська область, УРСР, СРСР. Головний сержант, інструктор з водіння стрілецького відділення навчально-бойового взводу батальйону вишколу особового складу Окремого загону спеціального призначення НГУ «Азов» НГУ. Вступив на військову службу за контрактом у ОЗСП «Азов» 2016 року слідом за молодшим братом Євгеном (який загинув смертю хоробрих у бою 7 березня 2022 року у маріупольському передмісті Каменську). Нагороджений медаллю «За військову службу Україні». | 29 липня 2022              | Загинув у полоні у виправній колонії № 120 в окупованому смт Оленівка на території Донецької області. Похований з військовими почестями у с. Святопетрівському Бучанського району Київщини. Нагороджений орденом «За мужність» III ступеня (посмертно). |
| 8040                                            |                  | Лобов Олег Валерійович («Лис»)                  | 9 липня 1991. Старший сержант, інструктор (з водіння) 1-го відділення 1-го взводу оперативного призначення 2-ї роти оперативного призначення 2-го батальйону Окремого загону спеціального призначення НГУ «Азов» НГУ. Нагороджений медаллю «За військову службу Україні». | 29 липня 2022              | Загинув у полоні у виправній колонії № 120 в окупованому смт Оленівка на території Донецької області. |
|                                                 |                  | Отрок Ярослав Анатолійович («Фірст»)            | 21 рік, Кіровоградщина. З 16 років у молодіжному русі, був виховником у Пласті. Пластове псевдо «Велес». У 2019 році переїхав в Кам'янець-Подільський де знайшов дівчину, брав активну участь у діяльності патріотичних організацій міста. Як тільки йому виповнилося 18, здійснив свою давню мрію – пройшов відбір до лав полку "Азов". На другому році служби Ярослав вирішив здобувати вищу освіту. Року інтенсивної підготовки вистачило, щоб у 2021-му році талановитий юнак став студентом першого курсу Філософський факультет КНУ імені Тараса Шевченка на політолога. Обороняв Маріуполь із першого дня повномасштабного вторгнення. | 29 липня 2022              | Загинув у полоні у виправній колонії № 120 в окупованому смт Оленівка на території Донецької області Похорон відбувся 17 липня 2023 в місті Кременчук |
|                                                 |                  | Солонський Владислав Володимирович («Осип»)     | 47 років, с. Осипенко, Бердянський район Запорізької області. Був учасником Революції гідності. Коли у 2014 році почалася війна, одразу пішов до військкомату, але через тяжку травму спини йому відмовили, тому добровольцем долучився до лав полку «Азов». Він став одним з тих військових, хто структурував основу “Азову” і вчив новобранців. Згодом його призначили командиром автороти бази в Урзуфі. З 2015 офіційно підписав контракт. На початку повномасштабного вторгнення “Осип” був офіцером-логістом групи тилового забезпечення. У березні 2022 отримав контузію від вибуху авіабомби через яку не міг якийсь час ходити. | 29 липня 2022              | Загинув у полоні у виправній колонії № 120 в окупованому смт Оленівка на території Донецької області. 12 листопада 2022 похований на Берковецькому кладовищі в Києві. |
|                                                 |                  | Пашнюк-Пашнєв Євген Сергійович («Жим»)          | 29 років, селище Велика Олександрівка на Херсонщині. Після закінчення школи вступив до Бериславського фахового педагогічного коледжу. Прослужив майже 11 років. Долучився до «Азову» у січні 2022 перед повномасштабною війною. Мав посаду гранатометника. На "Азовсталі" освідчився дівчині Ангеліні з якою був знайомий з дитинства. | 29 липня 2022              | Похований на Берковецькому кладовищі в Києві. Посмертно Євген Сергійович Пашнюк-Пашнєв нагороджений орденом «За мужність» ІІІ ступеня. |
|                                                 |                  | Сердешний Артем Миколайович («Брайн»)           | 24 липня 2001, с. Нові Вербки, Дніпропетровська область. Сержант, помічник гранатометника стрілецького відділення взводу забезпечення навчального процесу батальйону вишколу особового складу Окремого загону спеціального призначення НГУ «Азов» НГУ. 2018 року закінчив 11 класів Вербківської загальноосвітньої школи, пізніше — Вище професійне училище № 17 м. Дніпропетровська. За власним бажанням був призваний на строкову військову службу, яку проходив у 4-му полку охорони важливих державних об'єктів на посаді старшого дресирувальника кінологічного взводу. За рік до повномасштабної війни Артем став бійцем ОЗСП «Азов». | 29 липня 2022              | Загинув у полоні у виправній колонії № 120 в окупованому смт Оленівка на території Донецької області. 15 травня 2023 року похований у рідному селі. Нагороджений орденом «За мужність» ІІI ступеня (посмертно). |
|                                                 |                  | Дмитрук Олексій В'ячеславович («Кіпіш»)         | 7 квітня 1991, Кримська АРСР, УРСР, СРСР. Старший сержант, інструктор з водіння 2-го батальйону оперативного призначення. У 2010–2012 роках проходив строкову військову службу в частині морської піхоти ВМС України у Севастополі. У жовтні 2014 року призваний за мобілізацією до лав ЗСУ, брав участь в АТО на Сході України. В грудні 2018-го прийнятий на військову службу за контрактом до ОЗСП «Азов» Національної гвардії України. Нагороджений орденом «За мужність» III ступеня. | 29 липня 2022              | Загинув у полоні у виправній колонії № 120 в окупованому смт Оленівка на території Донецької області. 21 червня 2023 року похований з військовими почестями на кладовищі м. Новий Буг, Миколаївська область. Нагороджений орденом «За мужність» ІI ступеня (посмертно). |
|                                                 |                  | Харковець Володимир                             | Ратнівська громада на Ковельщині. Командир стрілецького взводу стрілецької роти стрілецького батальйону, старший лейтенант. | 29 липня 2022              | Загинув 29 липня 2022 року в результаті артилерійського обстрілу під час виконання бойового завдання в районі Соледару. Похований 29 квітня в селищі Ратне. |
|                                                 |                  | Гончарук Ігор Олегович                          | 9 червня 2002, с. Устя Бершадського району. Проживав в селі Мала Киріївка, де в 2008 році пішов до першого класу. Навчався в музичній школі за класом акордеона. Після закінчення школи в 2017 році вступив до Вінницького професійного училища №11, навчаючись у якому брав активну участь у художній самодіяльності. В 2020 році закінчив вище професійне училище та здобув професію «слюсар з ремонту колісних транспортних засобів та рехтувальник кузовів». У 2021 році вступив до лав Збройних Сил України і став на захист своєї Батьківщини. Брав участь у визволенні міста Чернігова та Харківської області. Під час служби в ЗСУ нагороджений Орденом «За мужність і відвагу». Має статус та нагрудний знак «Ветеран війни – учасник бойових дій». | 29 липня 2022              | Загинув 29 липня 2022 року. |
| 30 липня                                        |                  |                                                 | |                            | |
| 8035                                            |                  | Тимчук Богдан Федорович                         | с. Колоденка Рівненська область. Військовослужбовець ЗС України (підрозділ — не уточнено). | 30 липня 2022              | 28 липня, виконуючи бойове завдання поблизу населеного пункту Берестове на Донеччині, отримав осколкове поранення від артилерійського обстрілу. 30 липня помер у Краматорській міській лікарні. |
| 8036                                            |                  | Балух Олександр Сергійович («Балу»)             | 26 років, с. Леухи Гайсинський район Вінницька область. Молодший сержант, військовослужбовець ЗС України (підрозділ — не уточнено). Учасник АТО. Гравець футбольної команди «Ірпінь АТО». Залишилася дружина та донька, яка побачила світ лише цієї весни. | 30 липня 2022              | Загинув у боях з російськими окупантами (місце — не уточнено). Нагороджений орденом «За мужність» III ступеня (посмертно). |
| 8037                                            |                  | Зінченко Олександр Юрійович                     | с. Северинівка Таращанський район Київська область. Капітан, військовослужбовець (підрозділ — не уточнено). | 30 липня 2022              | Загинув під час виконання бойового завдання в Донецькій області. |
| 8038                                            |                  | Чорний Вадим Олександрович («Black»)            | 26 вересня 1992, м. Біла Церква Київська область. Солдат, старший стрілець-зенітник зенітного відділення взводу спецпризначення роти однієї з військових частин (підрозділ — не уточнено). Став на захист України з початком російського вторгнення в Україну. Залишились батьки. | 30 липня 2022              | Загинув під час виконання бойового завдання в районі населеного пункту Новосілки. Отримав множинні кульові поранення, несумісні з життям. Похований в с. Скибин Уманського району Черкаської області. Нагороджений орденом «За мужність» III ступеня (посмертно). |
| 8039                                            |                  | Ляш Іван Сергійович                             | 10 травня 1996, мешканець Корсунщини, м. Корсунь-Шевченківський Черкаська область. Солдат кулеметного відділення кулеметного взводу вогневої підтримки 58 ОМПБр. | 30 липня 2022              | Загинув в боях з російськими окупантами поблизу м. Бахмуту Донецької області. Похований на батьківщині. |
| 8040 … 8060                                     |                  | Україна                                         | Військовослужбовці ЗС України. | 30 липня 2022              | (для доповнення за 30 липня 2022 року) |
| 31 липня                                        |                  |                                                 | |                            | |
| 8061                                            |                  | Гунько Володимир Васильович («Кузьма»)          | 23 квітня 1989, с. Ободівка (Тростянецький район) Вінницька область. Військовослужбовець 58 ОМПБр. 2014 року після початку бойових дій воював у складі батальйону НГУ «Донбас». Після боїв за Іловайськ потрапив у полон і повернувся. Брав участь у боях за Широкине (2015 р.). Після початку російського вторгнення в Україну півтора місяці добивався переводу в 58 ОМПБр і досягнув свого. 23 липня прибув для оборони м. Бахмуту. | 31 липня 2022              | Загинув в бою з російськими окупантами у м. Бахмуті, що на Донеччині. |
| 8062                                            |                  | Тюх Руслан Петрович                             | Мешканець м. Хмельницький. Полковник, військовослужбовець Повітряних сил ЗС України (підрозділ — не уточнено). За фахом — інженер. Більше двадцяти трьох років експлуатував БПЛА. 18 червня 2007 року був нагороджений Почесною Грамотою Хмельницької обласної державної адміністрації з врученням цінного подарунка за сумлінне виконання службових обов’язків, високий професіоналізм та з нагоди 20-річчя від дня створення військової частини А3808. 2019 року пройшов навчання в Туреччині і отримав сертифікат та дозвіл, що підтверджують право на експлуатацію безпілотного авіаційного комплексу Bayraktar TB2. Цього ж року обіймав посаду тимчасово виконуючого обов’язки начальника управління безпілотної авіації ЗС України. Нагороджений Орденом Богдана Хмельницького III ступеня. | 31 липня 2022 (орієнтовно) | Загинув у боях з російськими окупантами (місце — не уточнено). Нагороджений Орденом Богдана Хмельницького ІІ ступеня (посмертно). |
| 8063                                            |                  | Куценко Дмитро Миколайович                      | 04 жовтня 1996, с. Борщівка Балаклійського району. | 31 липня 2022              | [ 207 ] |
| 8064                                            |                  | Яценко Микита                                   | 24 роки, м. Новомосковськ. Після школи пішов до Новомосковського металургійного технікуму Національної металургійної академії (тепер Новомосковський фаховий коледж Українського державного університету науки та технології), потім закінчив металургійну академію. Працював на трубному заводі, на лакофарбному, водив фуру десь під Черніговом. Був і в Польщі на заробітках. Воював у складі 25-ї окремої повітрянодесантної Січеславської бригади у званні старшого солдата. У нього були проблеми з колінами, які запалювались та боліли. Мав хронічний гайморит. Кісту в лобній долі. | 31 липня 2022              | [ 208 ] |
| 8065                                            |                  | Короп Віктор                                    | 48 років, м. Жовті Води. Проходив службу на посаді водія 2-го мінометного взводу 2-ої мінометної батареї 3-го механізованого батальйону. Виконував обов’язки командира взводу мінометної батареї. Був мобілізований 2 березня 2022. | 31 липня 2022              | [ 209 ] |
| 8066 … 8080                                     |                  | Україна                                         | Військовослужбовці ЗС України. | 31 липня 2022              | (для доповнення за 31 липня 2022 року) |
| Додатково (згідно з Указами Президента України) |                  |                                                 | |                            | |
|                                                 |                  |                                                 | |                            | |
|                                                 |                  | Нагорний Олександр Дмитрович                    | Старший солдат, військовослужбовець ЗС України (підрозділ — не уточнено). | (дата підлягає уточненню)  | Загинув в боях з російськими окупантами в ході відбиття російського вторгнення в Україну (місце — не уточнено). Нагороджений орденом «За мужність» III ступеня (посмертно). |
|                                                 |                  | Комендант Костянтин Віталійович                 | 1977. Штаб-сержант, військовослужбовець ЗС України (підрозділ — не уточнено). Учасник АТО. | (дата підлягає уточненню)  | Загинув, отримавши поранення несумісні з життям в селі Новосілка Донецької області. Нагороджений орденом «Богдана Хмельницького» II ступеня (посмертно). |
|                                                 |                  | Сапіжак Іван Михайлович                         | 25 років, м. Тлумач. Старший лейтенант, військовослужбовець ЗС України (підрозділ — не уточнено). З 2015 року навчався у військовому училищі. | 28 травня 2022             | Загинув в боях з російськими окупантами в районі Бахмута. Нагороджений орденом «Богдана Хмельницького» III ступеня (посмертно). |
|                                                 |                  | Сергієнко Андрій Миколайович                    | Старший сержант, військовослужбовець ЗС України (підрозділ — не уточнено). | (дата підлягає уточненню)  | Загинув в боях з російськими окупантами в ході відбиття російського вторгнення в Україну (місце — не уточнено). Нагороджений орденом «За мужність» II ступеня (посмертно). |
|                                                 |                  | Тимощук Іван Петрович                           | Старший сержант, військовослужбовець ЗС України (підрозділ — не уточнено). | (дата підлягає уточненню)  | Загинув в боях з російськими окупантами в ході відбиття російського вторгнення в Україну (місце — не уточнено). Нагороджений орденом «За мужність» II ступеня (посмертно). |
|                                                 |                  | Алексеєнко Іван Володимирович                   | Молодший сержант, військовослужбовець ЗС України (підрозділ — не уточнено). | (дата підлягає уточненню)  | Загинув в боях з російськими окупантами в ході відбиття російського вторгнення в Україну (місце — не уточнено). Нагороджений орденом «За мужність» III ступеня (посмертно). |
|                                                 |                  | Афанасьєв Михайло Васильович                    | 1989, с. Довжки, Хмельниччина. Старший солдат, військовослужбовець ЗС України (підрозділ — не уточнено). | До 1 червня 2022           | Загинув в боях з російськими окупантами в ході відбиття російського вторгнення в Україну (місце — не уточнено). Нагороджений орденом «За мужність» III ступеня (посмертно). Прощання відбулося 2 червня |
|                                                 |                  | Білий Анатолій Володимирович                    | 48 років, с. Стовпинка Олевської громади. Сержант, військовослужбовець ЗС України, був гранатометником механізованого батальйону. | (дата підлягає уточненню)  | Загинув поблизу Новолуганського Донецької області. Нагороджений орденом «За мужність» III ступеня (посмертно). |
|                                                 |                  | Буряк Дмитро Володимирович                      | Солдат, військовослужбовець ЗС України (підрозділ — не уточнено). | (дата підлягає уточненню)  | Загинув в боях з російськими окупантами в ході відбиття російського вторгнення в Україну (місце — не уточнено). Нагороджений орденом «За мужність» III ступеня (посмертно). |
|                                                 |                  | Васильчук Юрій Миколайович                      | Старший солдат, військовослужбовець ЗС України (підрозділ — не уточнено). | (дата підлягає уточненню)  | Загинув в боях з російськими окупантами в ході відбиття російського вторгнення в Україну (місце — не уточнено). Нагороджений орденом «За мужність» III ступеня (посмертно). |
|                                                 |                  | Василюк Віталій Володимирович                   | с. Поповичі, Ковельський район. Старший сержант, військовослужбовець ЗС України (підрозділ — не уточнено). | 31 травня 2022             | Загинув в боях з російськими окупантами в ході відбиття російського вторгнення в Україну (місце — не уточнено). Нагороджений орденом «За мужність» III ступеня (посмертно). |
|                                                 |                  | Вахонін Олександр Анатолійович                  | Сержант, військовослужбовець ЗС України (підрозділ — не уточнено). | (дата підлягає уточненню)  | Загинув в боях з російськими окупантами в ході відбиття російського вторгнення в Україну (місце — не уточнено). Нагороджений орденом «За мужність» III ступеня (посмертно). |
|                                                 |                  | Вєтров Костянтин Олександрович                  | Лейтенант, військовослужбовець ЗС України (підрозділ — не уточнено). | (дата підлягає уточненню)  | Загинув в боях з російськими окупантами в ході відбиття російського вторгнення в Україну (місце — не уточнено). Нагороджений орденом «За мужність» III ступеня (посмертно). |
|                                                 |                  | Воронка Дмитро Олександрович                    | Солдат, військовослужбовець ЗС України (підрозділ — не уточнено). | (дата підлягає уточненню)  | Загинув в боях з російськими окупантами в ході відбиття російського вторгнення в Україну (місце — не уточнено). Нагороджений орденом «За мужність» III ступеня (посмертно). |
|                                                 |                  | Гаврук Федор Олександрович                      | Солдат, військовослужбовець ЗС України (підрозділ — не уточнено). | (дата підлягає уточненню)  | Загинув в боях з російськими окупантами в ході відбиття російського вторгнення в Україну (місце — не уточнено). Нагороджений орденом «За мужність» III ступеня (посмертно). |
|                                                 |                  | Герасименко Валерій Іванович                    | Солдат, військовослужбовець ЗС України (підрозділ — не уточнено). | (дата підлягає уточненню)  | Загинув в боях з російськими окупантами в ході відбиття російського вторгнення в Україну (місце — не уточнено). Нагороджений орденом «За мужність» III ступеня (посмертно). |
|                                                 |                  | Гріг Борис Іванович                             | Сержант, військовослужбовець ЗС України (підрозділ — не уточнено). | (дата підлягає уточненню)  | Загинув в боях з російськими окупантами в ході відбиття російського вторгнення в Україну (місце — не уточнено). Нагороджений орденом «За мужність» III ступеня (посмертно). |
|                                                 |                  | Демидов Сергій Андрійович                       | Старший солдат, військовослужбовець ЗС України (підрозділ — не уточнено). | (дата підлягає уточненню)  | Загинув в боях з російськими окупантами в ході відбиття російського вторгнення в Україну (місце — не уточнено). Нагороджений орденом «За мужність» III ступеня (посмертно). |
|                                                 |                  | Дмитрук Анатолій Олександрович                  | Старшина, військовослужбовець ЗС України (підрозділ — не уточнено). | (дата підлягає уточненню)  | Загинув в боях з російськими окупантами в ході відбиття російського вторгнення в Україну (місце — не уточнено). Нагороджений орденом «За мужність» III ступеня (посмертно). |
|                                                 |                  | Іваненко Олександр Анатолійович                 | Старший солдат, військовослужбовець ЗС України (підрозділ — не уточнено). | (дата підлягає уточненню)  | Загинув в боях з російськими окупантами в ході відбиття російського вторгнення в Україну (місце — не уточнено). Нагороджений орденом «За мужність» III ступеня (посмертно). |
|                                                 |                  | Іванов Олександр Дмитрович                      | Старший сержант, військовослужбовець ЗС України (підрозділ — не уточнено). | (дата підлягає уточненню)  | Загинув в боях з російськими окупантами в ході відбиття російського вторгнення в Україну (місце — не уточнено). Нагороджений орденом «За мужність» III ступеня (посмертно). |
|                                                 |                  | Ільїн Юрій Миколайович                          | Солдат, військовослужбовець ЗС України (підрозділ — не уточнено). | (дата підлягає уточненню)  | Загинув в боях з російськими окупантами в ході відбиття російського вторгнення в Україну (місце — не уточнено). Нагороджений орденом «За мужність» III ступеня (посмертно). |
|                                                 |                  | Кабанець Валерій Петрович                       | Старший сержант, військовослужбовець ЗС України (підрозділ — не уточнено). | (дата підлягає уточненню)  | Загинув в боях з російськими окупантами в ході відбиття російського вторгнення в Україну (місце — не уточнено). Нагороджений орденом «За мужність» III ступеня (посмертно). |
|                                                 |                  | Керекеш Валерій Володимирович                   | Старший солдат, кулеметник, військовослужбовець ЗС України (підрозділ — не уточнено). | (дата підлягає уточненню)  | Загинув в боях з російськими окупантами в ході відбиття російського вторгнення в Україну (місце — не уточнено). Нагороджений орденом «За мужність» III ступеня (посмертно). |
|                                                 |                  | Кириленко Сергій Олександрович                  | Солдат, військовослужбовець ЗС України (підрозділ — не уточнено). | (дата підлягає уточненню)  | Загинув в боях з російськими окупантами в ході відбиття російського вторгнення в Україну (місце — не уточнено). Нагороджений орденом «За мужність» III ступеня (посмертно). |
|                                                 |                  | Колода Василь Вікторович                        | Солдат, військовослужбовець ЗС України (підрозділ — не уточнено). | (дата підлягає уточненню)  | Загинув в боях з російськими окупантами в ході відбиття російського вторгнення в Україну (місце — не уточнено). Нагороджений орденом «За мужність» III ступеня (посмертно). |
|                                                 |                  | Кондрашов Іван Сергійович                       | Лейтенант, військовослужбовець ЗС України (підрозділ — не уточнено). | (дата підлягає уточненню)  | Загинув в боях з російськими окупантами в ході відбиття російського вторгнення в Україну (місце — не уточнено). Нагороджений орденом «За мужність» III ступеня (посмертно). |
|                                                 |                  | Коробенко Олександр Васильович                  | 1983, м. Київ. З 2021 року працював вантажником КП «Київкомунсервіс». Ще в 2014 році був учасником бойових дій на сході України під час АТО, тому з перших днів повномасштабного вторгнення агресора, без вагань став на захист Батьківщини. Солдат, військовослужбовець ЗС України (підрозділ — не уточнено). | 21 травня 2022             | Загинув в боях з російськими окупантами в ході відбиття російського вторгнення в Україну (місце — не уточнено). Нагороджений орденом «За мужність» III ступеня (посмертно). |
|                                                 |                  | Красноштан Артур Анатолійович                   | с. Іванівка Світловодського району. Середню освіту отримав в Олександрійській гімназії-інтернаті. Військовослужбовець-контрактник, учасник АТО/ООС. Старший солдат, військовослужбовець ЗС України (підрозділ — не уточнено). Студент 1-го курсу групи ПМ (ОТ)-21 кафедри обробки металів тиском та спецтехнологій механіко-технологічного факультету Центрально-українського національного технічного університету | (дата підлягає уточненню)  | Загинув в боях біля Сіверськодонецька. Нагороджений орденом «За мужність» III ступеня (посмертно). |
|                                                 |                  | Кузьмич Олександр Григорович                    | 26 травня 1967, м. Коростень Житомирської області. Сержант, військовослужбовець ЗС України (підрозділ — не уточнено). | 27 травня 2022             | Загинув в боях з російськими окупантами в ході відбиття російського вторгнення в Україну (місце — не уточнено). Нагороджений орденом «За мужність» III ступеня (посмертно). |
|                                                 |                  | Курченко Ростислав Олексійович                  | 25 червня 2001 р., Черкаська область. Старший солдат, військовослужбовець ЗС України (підрозділ — не уточнено). | 21 травня 2022             | Похований на Лісовому кладовищі в Києві . Нагороджений орденом «За мужність» III ступеня (посмертно). |
|                                                 |                  | Левківський Іван Миколайович                    | 21 рік, с. Левковичі. Солдат, помічник гранатометника. в/ч А0409, 30ОМБр. | 23 травня 2022             | Загинув внаслідок масового артобстрілу біля населеного пункту Відродження Донецької області. Нагороджений орденом «За мужність» III ступеня (посмертно). |
|                                                 |                  | Литвинюк Іван Іванович                          | 5 березня 1994, с. Сукачі Ковельського району. Солдат, військовослужбовець ЗС України (підрозділ — не уточнено). | 20 травня 2022             | Загинув біля с. Трипілля Донецької області. Нагороджений орденом «За мужність» III ступеня (посмертно). |
|                                                 |                  | Любчик Артем Олександрович                      | 3 листопада 2001, м. Корюківка Чернігівської області. В 2019 році закінчив 11 класів Варвинського ліцею №1. Потім навчався в Чернігівському національному технологічному університеті за спеціальністю «геодезія і землеустрій». Старший солдат, військовослужбовець ЗС України (підрозділ — не уточнено). | 26 травня 2022             | Загинув в боях з російськими окупантами в ході відбиття російського вторгнення в Україну (місце — не уточнено). Нагороджений орденом «За мужність» III ступеня (посмертно). |
|                                                 |                  | Лялик Василь Олексійович                        | Солдат, військовослужбовець ЗС України (підрозділ — не уточнено). | (дата підлягає уточненню)  | Загинув в боях з російськими окупантами в ході відбиття російського вторгнення в Україну (місце — не уточнено). Нагороджений орденом «За мужність» III ступеня (посмертно). |
|                                                 |                  | Мартинсен Сергій Миколайович                    | м. Олевськ, Житомирщина. Старший солдат, військовослужбовець ЗС України (підрозділ — не уточнено). | (дата підлягає уточненню)  | Загинув в боях з російськими окупантами в ході відбиття російського вторгнення в Україну (місце — не уточнено). Нагороджений орденом «За мужність» III ступеня (посмертно). |
|                                                 |                  | Мартинчук Сергій Вікторович                     | м. Олевськ, Житомирщина. Молодший сержант, військовослужбовець ЗС України (підрозділ — не уточнено). | (дата підлягає уточненню)  | Загинув в боях з російськими окупантами в ході відбиття російського вторгнення в Україну (місце — не уточнено). Нагороджений орденом «За мужність» III ступеня (посмертно). |
|                                                 |                  | Матасюк Олександр Дем’янович                    | 1983, м. Новоград-Волинський. Старший солдат, військовослужбовець ЗС України (підрозділ — не уточнено). | 23 травня 2022             | Загинув в боях з російськими окупантами в ході відбиття російського вторгнення в Україну (місце — не уточнено). Нагороджений орденом «За мужність» III ступеня (посмертно). |
|                                                 |                  | Мельничук Віталій Вікторович                    | Солдат, військовослужбовець ЗС України (підрозділ — не уточнено). | (дата підлягає уточненню)  | Загинув в боях з російськими окупантами в ході відбиття російського вторгнення в Україну (місце — не уточнено). Нагороджений орденом «За мужність» III ступеня (посмертно). |
|                                                 |                  | Михайловин Сергій Іванович                      | 1.09.1987, с.Текуча. Сержант, військовослужбовець ЗС України (підрозділ — не уточнено). | 27 травня 2022             | Загинув в боях з російськими окупантами в ході відбиття російського вторгнення в Україну (місце — не уточнено). Нагороджений орденом «За мужність» III ступеня (посмертно). |
|                                                 |                  | Москаленко Олександр Володимирович              | Солдат, військовослужбовець ЗС України (підрозділ — не уточнено). | (дата підлягає уточненню)  | Загинув в боях з російськими окупантами в ході відбиття російського вторгнення в Україну (місце — не уточнено). Нагороджений орденом «За мужність» III ступеня (посмертно). |
|                                                 |                  | Нагорнюк Маркіян Ігорович                       | 5 лютого 1992. Навчався в Луцькій гімназії № 4 імені Модеста Левицького. Старший солдат, військовослужбовець ЗС України (підрозділ — не уточнено). | 23 травня 2022             | Загинув поблизу населеного пункту Трипілля Донецької області. Нагороджений орденом «За мужність» III ступеня (посмертно). |
|                                                 |                  | Нечипоренко Микола Миколайович                  | Солдат, військовослужбовець ЗС України (підрозділ — не уточнено). | (дата підлягає уточненню)  | Загинув в боях з російськими окупантами в ході відбиття російського вторгнення в Україну (місце — не уточнено). Нагороджений орденом «За мужність» III ступеня (посмертно). |
|                                                 |                  | Околіта Леонід Богданович                       | 23 роки, м. Броди. Солдат, військовослужбовець ЗС України (підрозділ — не уточнено). | До 29 травня 2022          | Загинув в боях з російськими окупантами в ході відбиття російського вторгнення в Україну (місце — не уточнено). Нагороджений орденом «За мужність» III ступеня (посмертно). |
|                                                 |                  | Олексієнко Микола Станіславович                 | 11 червня 1963, с. Рутвянка Коростенського району Житомирської області. Солдат, військовослужбовець ЗС України (підрозділ — не уточнено). | 23 травня 2022             | Загинув поблизу с. Відродження Бахмутського району Донецької області. Нагороджений орденом «За мужність» III ступеня (посмертно). |
|                                                 |                  | Олійник Віталій Васильович                      | Сержант, військовослужбовець ЗС України (підрозділ — не уточнено). | (дата підлягає уточненню)  | Загинув в боях з російськими окупантами в ході відбиття російського вторгнення в Україну (місце — не уточнено). Нагороджений орденом «За мужність» III ступеня (посмертно). |
|                                                 |                  | Опанасенко Валентин Сергійович                  | 6 січня 1974, с. Любовичі. Старший солдат, військовослужбовець ЗС України (підрозділ — не уточнено). | 29 травня 2022             | Загинув після отриманого поранення загинув у н.п. Новолуганське Донецької області. Нагороджений орденом «За мужність» III ступеня (посмертно). |
|                                                 |                  | Панчук Юрій Русланович                          | 7 травня 1997, с.Кашперівка Баранівського району. Солдат, військовослужбовець ЗС України (підрозділ — не уточнено). | 5 червня 2022              | Загинув поблизу с.Миколаївка Бахмутського району. Нагороджений орденом «За мужність» III ступеня (посмертно). |
|                                                 |                  | Приходько Іван Васильович                       | Старший солдат, військовослужбовець ЗС України (підрозділ — не уточнено). | (дата підлягає уточненню)  | Загинув в боях з російськими окупантами в ході відбиття російського вторгнення в Україну (місце — не уточнено). Нагороджений орденом «За мужність» III ступеня (посмертно). |
|                                                 |                  | Пушкарук Сергій Євгенович                       | 16.04.1986, м. Біла Церква. Солдат, військовослужбовець ЗС України (підрозділ — не уточнено). | (дата підлягає уточненню)  | Загинув в боях з російськими окупантами в ході відбиття російського вторгнення в Україну (місце — не уточнено). Нагороджений орденом «За мужність» III ступеня (посмертно). |
|                                                 |                  | Симанов Роман Григорович                        | 4 червня 1988, Чернігівська область. Старший сержант, 30ОМБр. | 27 травня 2022             | Загинув біля села Новолуганське. Нагороджений орденом «За мужність» III ступеня (посмертно). |
|                                                 |                  | Соняк Олександр Олексійович                     | Солдат, військовослужбовець ЗС України (підрозділ — не уточнено). | 21 травня 2022             | Загинув в боях з російськими окупантами в ході відбиття російського вторгнення в Україну (місце — не уточнено). Нагороджений орденом «За мужність» III ступеня (посмертно). |
|                                                 |                  | Сторожик Микола Васильович                      | Молодший сержант, військовослужбовець ЗС України (підрозділ — не уточнено). | (дата підлягає уточненню)  | Загинув в боях з російськими окупантами в ході відбиття російського вторгнення в Україну (місце — не уточнено). Нагороджений орденом «За мужність» III ступеня (посмертно). |
|                                                 |                  | Фурса Ігор Сергійович                           | Молодший сержант, військовослужбовець ЗС України (підрозділ — не уточнено). | (дата підлягає уточненню)  | Загинув в боях з російськими окупантами в ході відбиття російського вторгнення в Україну (місце — не уточнено). Нагороджений орденом «За мужність» III ступеня (посмертно). |
|                                                 |                  | Чайка Андрій Іванович                           | Старший сержант, військовослужбовець ЗС України (підрозділ — не уточнено). | (дата підлягає уточненню)  | Загинув в боях з російськими окупантами в ході відбиття російського вторгнення в Україну (місце — не уточнено). Нагороджений орденом «За мужність» III ступеня (посмертно). |
|                                                 |                  | Гавула Олександр Михайлович                     | с. Ужинець Дубенського району. боронив рідну землю від загарбників ще із 2015 року. Старший сержант, військовослужбовець ЗС України (підрозділ — не уточнено). | (дата підлягає уточненню)  | Загинув в боях з російськими окупантами в ході відбиття російського вторгнення в Україну (місце — не уточнено). Нагороджений медаллю «За військову службу Україні» (посмертно). |
|                                                 |                  | Макарчук Дмитро Олегович                        | 03 квітня 1992, селище Люблинець. Солдат, військовослужбовець ЗС України (підрозділ — не уточнено). | (дата підлягає уточненню)  | Загинув в боях з російськими окупантами в ході відбиття російського вторгнення в Україну (місце — не уточнено). Нагороджений медаллю «За військову службу Україні» (посмертно). |
|                                                 |                  | Масевич Юрій Іванович                           | Солдат, військовослужбовець ЗС України (підрозділ — не уточнено). | (дата підлягає уточненню)  | Загинув в боях з російськими окупантами в ході відбиття російського вторгнення в Україну (місце — не уточнено). Нагороджений медаллю «За військову службу Україні» (посмертно). |
|                                                 |                  | Мелех Петро Олексійович                         | Старший солдат, військовослужбовець ЗС України (підрозділ — не уточнено). | (дата підлягає уточненню)  | Загинув в боях з російськими окупантами в ході відбиття російського вторгнення в Україну (місце — не уточнено). Нагороджений медаллю «За військову службу Україні» (посмертно). |
|                                                 |                  | Міляновський Віталій Петрович                   | Старший солдат, військовослужбовець ЗС України (підрозділ — не уточнено). | (дата підлягає уточненню)  | Загинув в боях з російськими окупантами в ході відбиття російського вторгнення в Україну (місце — не уточнено). Нагороджений медаллю «За військову службу Україні» (посмертно). |
|                                                 |                  | Мірчук Віктор Васильович                        | Солдат, військовослужбовець ЗС України (підрозділ — не уточнено). | (дата підлягає уточненню)  | Загинув в боях з російськими окупантами в ході відбиття російського вторгнення в Україну (місце — не уточнено). Нагороджений медаллю «За військову службу Україні» (посмертно). |
|                                                 |                  | Плісак Михайло Юрійович                         | Солдат, військовослужбовець ЗС України (підрозділ — не уточнено). | (дата підлягає уточненню)  | Загинув в боях з російськими окупантами в ході відбиття російського вторгнення в Україну (місце — не уточнено). Нагороджений медаллю «За військову службу Україні» (посмертно). |
|                                                 |                  | Приймак Віталій Вікторович                      | 23 роки. Солдат, військовослужбовець ЗС України (підрозділ — не уточнено). | 19 травня 2022             | Отримав смертельне поранення неподалік Бахмута Донецької області. Нагороджений медаллю «За військову службу Україні» (посмертно). |
|                                                 |                  | Приставський Андрій Васильович                  | 8 січня 1971. Працював енергетиком на підприємствах, в тому числі і на власному в Києві. Брав участь в театрі та на радіо в Івано-Франківську, в закладах культури Калуша. Перед війною був керівником на одній з приватних фірм у рідному Калуші. Солдат, водій-слюсар взводу технічного забезпечення 9-ої роти 14-ої окремої механізованої бригади. | 24 травня 2022             | Загинув поблизу Слов’янська Донецької області. Нагороджений медаллю «За військову службу Україні» (посмертно). |
|                                                 |                  | Романець Віктор Євгенович                       | с. Метельне Луцького району. Сержант, військовослужбовець ЗС України (підрозділ — не уточнено). | 2 червня 2022              | Загинув поблизу села Берестове, що на Донеччині, в результаті ворожого обстрілу. Нагороджений медаллю «За військову службу Україні» (посмертно). |
|                                                 |                  | Солтис Володимир Іванович                       | 20 липня 1987, 34 роки, м. Судова Вишня, Львівська область. Солдат, військовослужбовець ЗС України (підрозділ — не уточнено). | 21 травня 2022             | Загинув в місті Краматорськ Донецької області. Нагороджений медаллю «За військову службу Україні» (посмертно). |
|                                                 |                  | Столярук Микола Михайлович                      | 15 травня 1998, с. Дуліби. Солдат, військовослужбовець ЗС України (підрозділ — не уточнено). | 19 травня 2022             | Загинув в боях на Донеччині. Нагороджений медаллю «За військову службу Україні» (посмертно). В жовтні 2022 на Дулібівській гімназії відкрита меморіальна дошка. |
|                                                 |                  | Якобчук Руслан Вячеславович                     | 25 травня 1977, с. Поповичі. Старший солдат, військовослужбовець ЗС України (підрозділ — не уточнено). | 1 червня 2022              | Помер від ран, отриманих у районі Білогорівки Бахмутського району Донецької області. Нагороджений медаллю «За військову службу Україні» (посмертно). |
|                                                 |                  | Свиридов Іван Андрійович                        | Служив в 3 БрОП Нацгвардії (в/ч 3017). Капітан, військовослужбовець підрозділу НГУ (підрозділ — не уточнено). | 29 травня 2022             | Загинув в боях з російськими окупантами в ході відбиття російського вторгнення в Україну (місце — не уточнено). Нагороджений орденом «Богдана Хмельницького» III ступеня (посмертно). |
|                                                 |                  | Бєлов Костянтин Геннадійович                    | Солдат, військовослужбовець підрозділу НГУ (підрозділ — не уточнено). Випускник Професійно-технічного училища № 54 смт Котельва. | (дата підлягає уточненню)  | Загинув в боях з російськими окупантами в ході відбиття російського вторгнення в Україну (місце — не уточнено). Нагороджений орденом «За мужність» III ступеня (посмертно). |
|                                                 |                  | Ковальов Петро Сергійович                       | Солдат, військовослужбовець підрозділу НГУ (підрозділ — не уточнено). | (дата підлягає уточненню)  | Загинув в боях з російськими окупантами в ході відбиття російського вторгнення в Україну (місце — не уточнено). Нагороджений орденом «За мужність» III ступеня (посмертно). |
|                                                 |                  | Процай Георгій Євгенійович                      | 31 травня 1996, м. Балаклія. Капітан, військовослужбовець підрозділу НГУ (підрозділ — не уточнено). | 29 травня 2022             | Загинув в Харківській області. Нагороджений орденом «За мужність» III ступеня (посмертно). |
|                                                 |                  | Лисиця Дмитро Геннадійович                      | Старший лейтенант, військовослужбовець ЗС України (підрозділ — не уточнено). | (дата підлягає уточненню)  | Загинув в боях з російськими окупантами в ході відбиття російського вторгнення в Україну (місце — не уточнено). Нагороджений орденом «Богдана Хмельницького» II ступеня (посмертно). |
|                                                 |                  | Михалевич Роман Олександрович                   | Лейтенант, військовослужбовець ЗС України (підрозділ — не уточнено). | (дата підлягає уточненню)  | Загинув в боях з російськими окупантами в ході відбиття російського вторгнення в Україну (місце — не уточнено). Нагороджений орденом «Богдана Хмельницького» III ступеня (посмертно). |
|                                                 |                  | Русінов Максим Миколайович                      | Лейтенант, військовослужбовець ЗС України (підрозділ — не уточнено). | (дата підлягає уточненню)  | Загинув в боях з російськими окупантами в ході відбиття російського вторгнення в Україну (місце — не уточнено). Нагороджений орденом «Богдана Хмельницького» III ступеня (посмертно). |
|                                                 |                  | Рябко Євген Леонідович                          | Старший лейтенант медичної служби, військовослужбовець ЗС України (підрозділ — не уточнено). | (дата підлягає уточненню)  | Загинув в боях з російськими окупантами в ході відбиття російського вторгнення в Україну (місце — не уточнено). Нагороджений орденом «Богдана Хмельницького» III ступеня (посмертно). |
|                                                 |                  | Стоянов Євген Олександрович                     | Капітан, військовослужбовець ЗС України (підрозділ — не уточнено). | (дата підлягає уточненню)  | Загинув в боях з російськими окупантами в ході відбиття російського вторгнення в Україну (місце — не уточнено). Нагороджений орденом «Богдана Хмельницького» III ступеня (посмертно). |
|                                                 |                  | Хижняк Андрій Васильович                        | 1978, 44 роки, м. Дубно. Учасник АТО. Депутат Дубенської міської ради, голова депутатської фракції ВО «Батьківщина», секретар органу місцевого самоврядування. Капітан, військовослужбовець ЗС України (підрозділ — не уточнено). | 1 квітня 2022              | Загинув на Миколаївщині. Нагороджений орденом «Богдана Хмельницького» III ступеня (посмертно). |
|                                                 |                  | Шимко Петро Ілліч                               | Капітан, військовослужбовець ЗС України (підрозділ — не уточнено). | (дата підлягає уточненню)  | Загинув в боях з російськими окупантами в ході відбиття російського вторгнення в Україну (місце — не уточнено). Нагороджений орденом «Богдана Хмельницького» III ступеня (посмертно). |
|                                                 |                  | Карпенко Олег Васильович                        | Старший солдат, військовослужбовець ЗС України (підрозділ — не уточнено). | (дата підлягає уточненню)  | Загинув в боях з російськими окупантами в ході відбиття російського вторгнення в Україну (місце — не уточнено). Нагороджений орденом «За мужність» II ступеня (посмертно). |
|                                                 |                  | Коробка Костянтин Олексійович                   | Солдат, військовослужбовець ЗС України (підрозділ — не уточнено). | (дата підлягає уточненню)  | Загинув в боях з російськими окупантами в ході відбиття російського вторгнення в Україну (місце — не уточнено). Нагороджений орденом «За мужність» II ступеня (посмертно). |
|                                                 |                  | Циганков Микола Валерійович                     | Головний сержант, військовослужбовець ЗС України (підрозділ — не уточнено). | (дата підлягає уточненню)  | Загинув в боях з російськими окупантами в ході відбиття російського вторгнення в Україну (місце — не уточнено). Нагороджений орденом «За мужність» II ступеня (посмертно). |
|                                                 |                  | Антипенко Леонід Іванович                       | Солдат, військовослужбовець ЗС України (підрозділ — не уточнено). | (дата підлягає уточненню)  | Загинув в боях з російськими окупантами в ході відбиття російського вторгнення в Україну (місце — не уточнено). Нагороджений орденом «За мужність» III ступеня (посмертно). |
|                                                 |                  | Бабасюк Сергій Іванович                         | Старший солдат, військовослужбовець ЗС України (підрозділ — не уточнено). | (дата підлягає уточненню)  | Загинув в боях з російськими окупантами в ході відбиття російського вторгнення в Україну (місце — не уточнено). Нагороджений орденом «За мужність» III ступеня (посмертно). |
|                                                 |                  | Базилюк Богдан Ігорович                         | Солдат, військовослужбовець ЗС України (підрозділ — не уточнено). | (дата підлягає уточненню)  | Загинув в боях з російськими окупантами в ході відбиття російського вторгнення в Україну (місце — не уточнено). Нагороджений орденом «За мужність» III ступеня (посмертно). |
|                                                 |                  | Биковський Максим Миколайович                   | Солдат, військовослужбовець ЗС України (підрозділ — не уточнено). | (дата підлягає уточненню)  | Загинув в боях з російськими окупантами в ході відбиття російського вторгнення в Україну (місце — не уточнено). Нагороджений орденом «За мужність» III ступеня (посмертно). |
|                                                 |                  | Боярченко Артем Андрійович                      | Старший солдат, військовослужбовець ЗС України (підрозділ — не уточнено). | (дата підлягає уточненню)  | Загинув в боях з російськими окупантами в ході відбиття російського вторгнення в Україну (місце — не уточнено). Нагороджений орденом «За мужність» III ступеня (посмертно). |
|                                                 |                  | Власенко Вячеслав Андрійович                    | Молодший сержант, військовослужбовець ЗС України (підрозділ — не уточнено). | (дата підлягає уточненню)  | Загинув в боях з російськими окупантами в ході відбиття російського вторгнення в Україну (місце — не уточнено). Нагороджений орденом «За мужність» III ступеня (посмертно). |
|                                                 |                  | Волик Віталій Федорович                         | Молодший сержант, військовослужбовець ЗС України (підрозділ — не уточнено). | (дата підлягає уточненню)  | Загинув в боях з російськими окупантами в ході відбиття російського вторгнення в Україну (місце — не уточнено). Нагороджений орденом «За мужність» III ступеня (посмертно). |
|                                                 |                  | Волошинський Андрій Павлович                    | Старший солдат, військовослужбовець ЗС України (підрозділ — не уточнено). | (дата підлягає уточненню)  | Загинув в боях з російськими окупантами в ході відбиття російського вторгнення в Україну (місце — не уточнено). Нагороджений орденом «За мужність» III ступеня (посмертно). |
|                                                 |                  | Гаврилюк Сергій Григорович                      | Солдат, військовослужбовець ЗС України (підрозділ — не уточнено). | (дата підлягає уточненню)  | Загинув в боях з російськими окупантами в ході відбиття російського вторгнення в Україну (місце — не уточнено). Нагороджений орденом «За мужність» III ступеня (посмертно). |
|                                                 |                  | Гаврющенко Геннадій Володимирович               | Сержант, військовослужбовець ЗС України (підрозділ — не уточнено). | (дата підлягає уточненню)  | Загинув в боях з російськими окупантами в ході відбиття російського вторгнення в Україну (місце — не уточнено). Нагороджений орденом «За мужність» III ступеня (посмертно). |
|                                                 |                  | Гаєвський Володимир Ігорович                    | Солдат, військовослужбовець ЗС України (підрозділ — не уточнено). | (дата підлягає уточненню)  | Загинув в боях з російськими окупантами в ході відбиття російського вторгнення в Україну (місце — не уточнено). Нагороджений орденом «За мужність» III ступеня (посмертно). |
|                                                 |                  | Гальченко Ігор Ігорович                         | Солдат, військовослужбовець ЗС України (підрозділ — не уточнено). | (дата підлягає уточненню)  | Загинув в боях з російськими окупантами в ході відбиття російського вторгнення в Україну (місце — не уточнено). Нагороджений орденом «За мужність» III ступеня (посмертно). |
|                                                 |                  | Гопшта Олександр Євгенович                      | Солдат, військовослужбовець ЗС України (підрозділ — не уточнено). | (дата підлягає уточненню)  | Загинув в боях з російськими окупантами в ході відбиття російського вторгнення в Україну (місце — не уточнено). Нагороджений орденом «За мужність» III ступеня (посмертно). |
|                                                 |                  | Доценко В’ячеслав Олександрович                 | Старший солдат, військовослужбовець ЗС України (підрозділ — не уточнено). | (дата підлягає уточненню)  | Загинув в боях з російськими окупантами в ході відбиття російського вторгнення в Україну (місце — не уточнено). Нагороджений орденом «За мужність» III ступеня (посмертно). |
|                                                 |                  | Дюбайло Костянтин Михайлович                    | Молодший сержант, військовослужбовець ЗС України (підрозділ — не уточнено). | (дата підлягає уточненню)  | Загинув в боях з російськими окупантами в ході відбиття російського вторгнення в Україну (місце — не уточнено). Нагороджений орденом «За мужність» III ступеня (посмертно). |
|                                                 |                  | Дюкарев Ігор Ігорович                           | Старший солдат, військовослужбовець ЗС України (підрозділ — не уточнено). | (дата підлягає уточненню)  | Загинув в боях з російськими окупантами в ході відбиття російського вторгнення в Україну (місце — не уточнено). Нагороджений орденом «За мужність» III ступеня (посмертно). |
|                                                 |                  | Журба Богдан Олександрович                      | Старший солдат, військовослужбовець ЗС України (підрозділ — не уточнено). | (дата підлягає уточненню)  | Загинув в боях з російськими окупантами в ході відбиття російського вторгнення в Україну (місце — не уточнено). Нагороджений орденом «За мужність» III ступеня (посмертно). |
|                                                 |                  | Забара Вадим Юрійович                           | Старший солдат, військовослужбовець ЗС України (підрозділ — не уточнено). | (дата підлягає уточненню)  | Загинув в боях з російськими окупантами в ході відбиття російського вторгнення в Україну (місце — не уточнено). Нагороджений орденом «За мужність» III ступеня (посмертно). |
|                                                 |                  | Загинайло Роман Васильович                      | Сержант, військовослужбовець ЗС України (підрозділ — не уточнено). | (дата підлягає уточненню)  | Загинув в боях з російськими окупантами в ході відбиття російського вторгнення в Україну (місце — не уточнено). Нагороджений орденом «За мужність» III ступеня (посмертно). |
|                                                 |                  | Зайцев Володимир Петрович                       | Сержант, військовослужбовець ЗС України (підрозділ — не уточнено). | (дата підлягає уточненню)  | Загинув в боях з російськими окупантами в ході відбиття російського вторгнення в Україну (місце — не уточнено). Нагороджений орденом «За мужність» III ступеня (посмертно). |
|                                                 |                  | Зуб’як Андрій Ярославович                       | Молодший сержант, військовослужбовець ЗС України (підрозділ — не уточнено). | (дата підлягає уточненню)  | Загинув в боях з російськими окупантами в ході відбиття російського вторгнення в Україну (місце — не уточнено). Нагороджений орденом «За мужність» III ступеня (посмертно). |
|                                                 |                  | Івашина Юрій Сергійович                         | Солдат, військовослужбовець ЗС України (підрозділ — не уточнено). | (дата підлягає уточненню)  | Загинув в боях з російськими окупантами в ході відбиття російського вторгнення в Україну (місце — не уточнено). Нагороджений орденом «За мужність» III ступеня (посмертно). |
|                                                 |                  | Ігнатов Даніїл Юрійович                         | Молодший сержант, військовослужбовець ЗС України (підрозділ — не уточнено). | (дата підлягає уточненню)  | Загинув в боях з російськими окупантами в ході відбиття російського вторгнення в Україну (місце — не уточнено). Нагороджений орденом «За мужність» III ступеня (посмертно). |
|                                                 |                  | Ільїн Костянтин Віталійович                     | Старший солдат, військовослужбовець ЗС України (підрозділ — не уточнено). | (дата підлягає уточненню)  | Загинув в боях з російськими окупантами в ході відбиття російського вторгнення в Україну (місце — не уточнено). Нагороджений орденом «За мужність» III ступеня (посмертно). |
|                                                 |                  | Казимирович Степан Йосипович                    | Молодший сержант, військовослужбовець ЗС України (підрозділ — не уточнено). | (дата підлягає уточненню)  | Загинув в боях з російськими окупантами в ході відбиття російського вторгнення в Україну (місце — не уточнено). Нагороджений орденом «За мужність» III ступеня (посмертно). |
|                                                 |                  | Карабчук Юрій Іванович                          | Солдат, військовослужбовець ЗС України (підрозділ — не уточнено). | (дата підлягає уточненню)  | Загинув в боях з російськими окупантами в ході відбиття російського вторгнення в Україну (місце — не уточнено). Нагороджений орденом «За мужність» III ступеня (посмертно). |
|                                                 |                  | Кобзей Андрій Володимирович                     | Солдат, військовослужбовець ЗС України (підрозділ — не уточнено). | (дата підлягає уточненню)  | Загинув в боях з російськими окупантами в ході відбиття російського вторгнення в Україну (місце — не уточнено). Нагороджений орденом «За мужність» III ступеня (посмертно). |
|                                                 |                  | Колєснік Андрій Михайлович                      | Старший солдат, військовослужбовець ЗС України (підрозділ — не уточнено). | (дата підлягає уточненню)  | Загинув в боях з російськими окупантами в ході відбиття російського вторгнення в Україну (місце — не уточнено). Нагороджений орденом «За мужність» III ступеня (посмертно). |
|                                                 |                  | Кормиш Віталій Дмитрович                        | Молодший сержант, військовослужбовець ЗС України (підрозділ — не уточнено). | (дата підлягає уточненню)  | Загинув в боях з російськими окупантами в ході відбиття російського вторгнення в Україну (місце — не уточнено). Нагороджений орденом «За мужність» III ступеня (посмертно). |
|                                                 |                  | Крівогорніцин Ігор Ашотович                     | 04 грудня 1995, с. Новомиколаївка, Токмацький район, Запорізька область. Молодший сержант, військовослужбовець ЗС України (підрозділ — не уточнено). | (дата підлягає уточненню)  | Загинув в боях з російськими окупантами в ході відбиття російського вторгнення в Україну (місце — не уточнено). Нагороджений орденом «За мужність» III ступеня (посмертно). |
|                                                 |                  | Кухар Віталій Вікторович                        | Старший солдат, військовослужбовець ЗС України (підрозділ — не уточнено). | (дата підлягає уточненню)  | Загинув в боях з російськими окупантами в ході відбиття російського вторгнення в Україну (місце — не уточнено). Нагороджений орденом «За мужність» III ступеня (посмертно). |
|                                                 |                  | Лагуткін Олександр Валентинович                 | Старший солдат, військовослужбовець ЗС України (підрозділ — не уточнено). | (дата підлягає уточненню)  | Загинув в боях з російськими окупантами в ході відбиття російського вторгнення в Україну (місце — не уточнено). Нагороджений орденом «За мужність» III ступеня (посмертно). |
|                                                 |                  | Лазарцев Володимир Анатолійович                 | Солдат, військовослужбовець ЗС України (підрозділ — не уточнено). | (дата підлягає уточненню)  | Загинув в боях з російськими окупантами в ході відбиття російського вторгнення в Україну (місце — не уточнено). Нагороджений орденом «За мужність» III ступеня (посмертно). |
|                                                 |                  | Лаптьонок Михайло Геннадійович                  | Сержант, військовослужбовець ЗС України (підрозділ — не уточнено). | (дата підлягає уточненню)  | Загинув в боях з російськими окупантами в ході відбиття російського вторгнення в Україну (місце — не уточнено). Нагороджений орденом «За мужність» III ступеня (посмертно). |
|                                                 |                  | Лічко Андрій Анатолійович                       | Солдат, військовослужбовець ЗС України (підрозділ — не уточнено). | (дата підлягає уточненню)  | Загинув в боях з російськими окупантами в ході відбиття російського вторгнення в Україну (місце — не уточнено). Нагороджений орденом «За мужність» III ступеня (посмертно). |
|                                                 |                  | Лотарєв Родіон Сергійович                       | Сержант, військовослужбовець ЗС України (підрозділ — не уточнено). | (дата підлягає уточненню)  | Загинув в боях з російськими окупантами в ході відбиття російського вторгнення в Україну (місце — не уточнено). Нагороджений орденом «За мужність» III ступеня (посмертно). |
|                                                 |                  | Лучин Юрій Васильович                           | Молодший сержант, військовослужбовець ЗС України (підрозділ — не уточнено). | (дата підлягає уточненню)  | Загинув в боях з російськими окупантами в ході відбиття російського вторгнення в Україну (місце — не уточнено). Нагороджений орденом «За мужність» III ступеня (посмертно). |
|                                                 |                  | Мазур Олександр Олександрович                   | Старший сержант, військовослужбовець ЗС України (підрозділ — не уточнено). | (дата підлягає уточненню)  | Загинув в боях з російськими окупантами в ході відбиття російського вторгнення в Україну (місце — не уточнено). Нагороджений орденом «За мужність» III ступеня (посмертно). |
|                                                 |                  | Максименко Микола Миколайович                   | Солдат, військовослужбовець ЗС України (підрозділ — не уточнено). | (дата підлягає уточненню)  | Загинув в боях з російськими окупантами в ході відбиття російського вторгнення в Україну (місце — не уточнено). Нагороджений орденом «За мужність» III ступеня (посмертно). |
|                                                 |                  | Муляр Анатолій Васильович                       | Солдат, військовослужбовець ЗС України (підрозділ — не уточнено). | (дата підлягає уточненню)  | Загинув в боях з російськими окупантами в ході відбиття російського вторгнення в Україну (місце — не уточнено). Нагороджений орденом «За мужність» III ступеня (посмертно). |
|                                                 |                  | Назаренко Сергій Петрович                       | Солдат, військовослужбовець ЗС України (підрозділ — не уточнено). | (дата підлягає уточненню)  | Загинув в боях з російськими окупантами в ході відбиття російського вторгнення в Україну (місце — не уточнено). Нагороджений орденом «За мужність» III ступеня (посмертно). |
|                                                 |                  | Новак Олександр Миколайович                     | Солдат, військовослужбовець ЗС України (підрозділ — не уточнено). | (дата підлягає уточненню)  | Загинув в боях з російськими окупантами в ході відбиття російського вторгнення в Україну (місце — не уточнено). Нагороджений орденом «За мужність» III ступеня (посмертно). |
|                                                 |                  | Новіков Сергій Іванович                         | Молодший сержант, військовослужбовець ЗС України (підрозділ — не уточнено). | (дата підлягає уточненню)  | Загинув в боях з російськими окупантами в ході відбиття російського вторгнення в Україну (місце — не уточнено). Нагороджений орденом «За мужність» III ступеня (посмертно). |
|                                                 |                  | Перехода Олег Юрійович                          | 1992, м. Павлоград. Сержант, військовослужбовець ЗС України (підрозділ — не уточнено). | 17 червня 2022             | Загинув в боях з російськими окупантами в ході відбиття російського вторгнення в Україну (місце — не уточнено). Нагороджений орденом «За мужність» III ступеня (посмертно). |
|                                                 |                  | Пікуль Віталій Володимирович                    | Солдат, військовослужбовець ЗС України (підрозділ — не уточнено). | (дата підлягає уточненню)  | Загинув в боях з російськими окупантами в ході відбиття російського вторгнення в Україну (місце — не уточнено). Нагороджений орденом «За мужність» III ступеня (посмертно). |
|                                                 |                  | Плісак Георгій Леонідович                       | Старший солдат, військовослужбовець ЗС України (підрозділ — не уточнено). | (дата підлягає уточненню)  | Загинув в боях з російськими окупантами в ході відбиття російського вторгнення в Україну (місце — не уточнено). Нагороджений орденом «За мужність» III ступеня (посмертно). |
|                                                 |                  | Погрібніченко Валерій Павлович                  | Сержант, військовослужбовець ЗС України (підрозділ — не уточнено). | (дата підлягає уточненню)  | Загинув в боях з російськими окупантами в ході відбиття російського вторгнення в Україну (місце — не уточнено). Нагороджений орденом «За мужність» III ступеня (посмертно). |
|                                                 |                  | Прядко Олег Володимирович                       | Старший солдат, військовослужбовець ЗС України (підрозділ — не уточнено). | (дата підлягає уточненню)  | Загинув в боях з російськими окупантами в ході відбиття російського вторгнення в Україну (місце — не уточнено). Нагороджений орденом «За мужність» III ступеня (посмертно). |
|                                                 |                  | Разумов Андрій Михайлович                       | Головний сержант, військовослужбовець ЗС України (підрозділ — не уточнено). | (дата підлягає уточненню)  | Загинув в боях з російськими окупантами в ході відбиття російського вторгнення в Україну (місце — не уточнено). Нагороджений орденом «За мужність» III ступеня (посмертно). |
|                                                 |                  | Романчук Руслан Васильович                      | Старшина, військовослужбовець ЗС України (підрозділ — не уточнено). | (дата підлягає уточненню)  | Загинув в боях з російськими окупантами в ході відбиття російського вторгнення в Україну (місце — не уточнено). Нагороджений орденом «За мужність» III ступеня (посмертно). |
|                                                 |                  | Романюк Олександр Олександрович                 | Старший солдат, військовослужбовець ЗС України (підрозділ — не уточнено). | (дата підлягає уточненню)  | Загинув в боях з російськими окупантами в ході відбиття російського вторгнення в Україну (місце — не уточнено). Нагороджений орденом «За мужність» III ступеня (посмертно). |
|                                                 |                  | Савченко Денис Владиславович                    | Старший солдат, військовослужбовець ЗС України (підрозділ — не уточнено). | (дата підлягає уточненню)  | Загинув в боях з російськими окупантами в ході відбиття російського вторгнення в Україну (місце — не уточнено). Нагороджений орденом «За мужність» III ступеня (посмертно). |
|                                                 |                  | Сафонов Микола Миколайович                      | Солдат, військовослужбовець ЗС України (підрозділ — не уточнено). | (дата підлягає уточненню)  | Загинув в боях з російськими окупантами в ході відбиття російського вторгнення в Україну (місце — не уточнено). Нагороджений орденом «За мужність» III ступеня (посмертно). |
|                                                 |                  | Сенчик Олександр Володимирович                  | Старший солдат, військовослужбовець ЗС України (підрозділ — не уточнено). | (дата підлягає уточненню)  | Загинув в боях з російськими окупантами в ході відбиття російського вторгнення в Україну (місце — не уточнено). Нагороджений орденом «За мужність» III ступеня (посмертно). |
|                                                 |                  | Сердюк Євгеній Валерійович                      | Солдат, військовослужбовець ЗС України (підрозділ — не уточнено). | (дата підлягає уточненню)  | Загинув в боях з російськими окупантами в ході відбиття російського вторгнення в Україну (місце — не уточнено). Нагороджений орденом «За мужність» III ступеня (посмертно). |
|                                                 |                  | Сердюк Іван Володимирович                       | Старший солдат, військовослужбовець ЗС України (підрозділ — не уточнено). | (дата підлягає уточненню)  | Загинув в боях з російськими окупантами в ході відбиття російського вторгнення в Україну (місце — не уточнено). Нагороджений орденом «За мужність» III ступеня (посмертно). |
|                                                 |                  | Солдатов Віталій Миколайович                    | Старший солдат, військовослужбовець ЗС України (підрозділ — не уточнено). | (дата підлягає уточненню)  | Загинув в боях з російськими окупантами в ході відбиття російського вторгнення в Україну (місце — не уточнено). Нагороджений орденом «За мужність» III ступеня (посмертно). |
|                                                 |                  | Твьордишев Олег Максимович                      | Солдат, військовослужбовець ЗС України (підрозділ — не уточнено). | (дата підлягає уточненню)  | Загинув в боях з російськими окупантами в ході відбиття російського вторгнення в Україну (місце — не уточнено). Нагороджений орденом «За мужність» III ступеня (посмертно). |
|                                                 |                  | Терентьєв Максим Станіславович                  | с. Матвіївка, Запорізької області, Запорізького р-ну. Сержант, військовослужбовець ЗС України, з перших днів повномасштабного вторгнення росії, приєднався до 503 окремого батальйону морської піхоти. До війни працював на заводі "Запоріжсталь", прокатником гарячого маталу. Строкову службу проходив у 25 Січеславській десантно-штурмовій бригаді. Отримав звання сержант. | 30 червня 2022 року        | Загинув в боях з російськими окупантами в ході відбиття російського вторгнення в Україну поблизу міста Авдіївка. Потрапивши групою під артилерійський обстріл внаслідок ворожої артилерії. пройшов найгарячіші точки Донецької обл, Водяне, Волноваха, передмістя Маріуполя. Нагороджений орденом «За мужність» III ступеня (посмертно).. |
|                                                 |                  | Тищенко Дмитро Миколайович                      | Сержант, військовослужбовець ЗС України (підрозділ — не уточнено). | (дата підлягає уточненню)  | Загинув в боях з російськими окупантами в ході відбиття російського вторгнення в Україну (місце — не уточнено). Нагороджений орденом «За мужність» III ступеня (посмертно). |
|                                                 |                  | Тоцький Павло Іванович                          | Старший лейтенант, військовослужбовець ЗС України (підрозділ — не уточнено). | (дата підлягає уточненню)  | Загинув в боях з російськими окупантами в ході відбиття російського вторгнення в Україну (місце — не уточнено). Нагороджений орденом «За мужність» III ступеня (посмертно). |
|                                                 |                  | Ціонель Михайло Володимирович                   | смт. Биківка, Романівська територіальна громада, Житомирського району. Головний сержант, військовослужбовець ЗС України (підрозділ — не уточнено). | 1 квітня 2022              | Загинув в боях з російськими окупантами в ході відбиття російського вторгнення в Україну (місце — не уточнено). Нагороджений орденом «За мужність» III ступеня (посмертно). |
|                                                 |                  | Чернолуцький Андрій Сергійович                  | Солдат, військовослужбовець ЗС України (підрозділ — не уточнено). | (дата підлягає уточненню)  | Загинув в боях з російськими окупантами в ході відбиття російського вторгнення в Україну (місце — не уточнено). Нагороджений орденом «За мужність» III ступеня (посмертно). |
|                                                 |                  | Щемелінін Євгеній Вікторович                    | Солдат, військовослужбовець ЗС України (підрозділ — не уточнено). | (дата підлягає уточненню)  | Загинув в боях з російськими окупантами в ході відбиття російського вторгнення в Україну (місце — не уточнено). Нагороджений орденом «За мужність» III ступеня (посмертно). |
|                                                 |                  | Ністірюк Сергій Іванович                        | с. Багна, Вижницький район. Солдат, військовослужбовець ЗС України (підрозділ — не уточнено). | 20 травня 2022             | Загинув в боях з російськими окупантами в ході відбиття російського вторгнення в Україну у Харківській області. Нагороджений медаллю «За військову службу Україні» (посмертно). |
|                                                 |                  | Динько Юрій Олексійович                         | 10.05.1982. Навчався в гімназії №16 із поглибленим вивченням англійської мови м. Ніжина. Солдат, військовослужбовець ЗС України (підрозділ — не уточнено). | 19 березня 2022            | Загинув захищаючи місто Ніжин від атаки БПЛА. Нагороджений медаллю «Захиснику Вітчизни» (посмертно). |
|                                                 |                  | Кононов Микола Валентинович                     | 22 липня 1999, м. Бердичів. Солдат, військовослужбовець ЗС України (підрозділ — не уточнено). | 19 березня 2022            | Загинув захищаючи місто Ніжин від атаки БПЛА. Нагороджений медаллю «Захиснику Вітчизни» (посмертно). |
|                                                 |                  | Литвинюк Сергій Іванович                        | Старший лейтенант, військовослужбовець ЗС України (підрозділ — не уточнено). | (дата підлягає уточненню)  | Загинув в боях з російськими окупантами в ході відбиття російського вторгнення в Україну (місце — не уточнено). Нагороджений медаллю «Захиснику Вітчизни» (посмертно). |
|                                                 |                  | Одосовський Антон Романович                     | 2 лютого 2000. Солдат, військовослужбовець ЗС України (підрозділ — не уточнено). | 19 березня 2022            | Загинув захищаючи місто Ніжин від атаки БПЛА. Нагороджений медаллю «Захиснику Вітчизни» (посмертно). |
|                                                 |                  | Радченко Юрій Васильович                        | 4.05.1984, м. Ніжин. У 1991 році пішов до першого класу Ніжинської ЗОШ №11. Після закінчення школи у 2000 році вступив до Ніжинського агротехнічного інституту Національного аграрного університету за спеціальністю «Механізація сільського господарства». Солдат, військовослужбовець ЗС України (підрозділ — не уточнено). | 19 березня 2022            | Загинув захищаючи місто Ніжин від атаки БПЛА. Нагороджений медаллю «Захиснику Вітчизни» (посмертно). |
|                                                 |                  | Строгецький Юрій Пантелеймонович                | Старший сержант, військовослужбовець ЗС України (підрозділ — не уточнено). | 4 липня 2022               | Загинув в боях з російськими окупантами в ході відбиття російського вторгнення в Україну (місце — не уточнено). Нагороджений медаллю «Захиснику Вітчизни» (посмертно). |
|                                                 |                  | Лановий Борис Петрович («Кордон»)               | 22 червня 1976, 45 років. Молодший сержант, 72ОМБр, служив на посаді старшини мінометної батареї. Разом із побратимами боронив Київщину, потім вирушив на Східний напрямок фронту. | 21 червня 2022             | Загинув під час виконання бойового завдання біля селища Новолуганське, що на Донеччині. Під час ворожого мінометного обстрілу отримав смертельні поранення. Нагороджений орденом «За мужність» III ступеня (посмертно). |
|                                                 |                  | Криль Антон Юрійович («Тасман»)                 | Сержант, військовослужбовець ОЗСП «Азов» НГУ. | 14 травня 2022             | Загинув в боях з російськими окупантами в ході відбиття російського вторгнення в Україну (місце — не уточнено). Нагороджений орденом «За мужність» II ступеня (посмертно). |
|                                                 |                  | Садовський Станіслав Валерійович («Горець»)     | 27.08.1992. Старший сержант, військовослужбовець НГУ, ОЗСП «Азов». | (дата підлягає уточненню)  | Загинув в боях з російськими окупантами в ході відбиття російського вторгнення в Україну (місце — не уточнено). Нагороджений орденом «За мужність» II ступеня (посмертно). |
|                                                 |                  | Тузенко Дмитро Володимирович («Акбар»)          | 22 квітня 1989, м. Миколаїв. Сержант, військовослужбовець НГУ, ОЗСП «Азов». Захищав Україну від 2014 року. До полку Азов долучився в 2015 році. | 9 квітня 2022              | Загинув під час бойових дій в місті Маріуполь. Нагороджений орденом «За мужність» II ступеня (посмертно). |
|                                                 |                  | Тюшкевич В'ячеслав Валерійович («Пегас»)        | 2 вересня 1984. Старший солдат, військовослужбовець НГУ (підрозділ — не уточнено). | 8 травня 2022              | Загинув в боях з російськими окупантами в ході відбиття російського вторгнення в Україну (місце — не уточнено). Нагороджений орденом «За мужність» II ступеня (посмертно). |
|                                                 |                  | Чернов Олександр Олександрович («Панчо»)        | 20.10.1989, м. Вільнянськ Запорізької області. Закінчив Запорізьку школу-гімназію №101. У цивільному житті працював різноробочим. Молодший сержант, ОЗСП «Азов». Обіймав посаду інструктора (снайпера) снайперського відділення снайперської групи. З початком повномасштабного вторгнення разом із побратимами боронив місто Маріуполь від російських окупантів. | 8 травня 2022              | Загинув від вибуху авіабомби на Азовсталі в Маріуполі. Нагороджений орденом «За мужність» II ступеня (посмертно). |
|                                                 |                  | Агеєв Ігор Михайлович                           | 18 вересня 1995, м. Маріуполь. Старший солдат, військовослужбовець НГУ, ОЗСП «Азов». | (дата підлягає уточненню)  | Загинув в боях з російськими окупантами в ході відбиття російського вторгнення в Україну (місце — не уточнено). Нагороджений орденом «За мужність» III ступеня (посмертно). |
|                                                 |                  | Алексюк Марина Анатоліївна («Марина»)           | 3 вересня 1978, с. Портівське Донецької області. Після школи опанувала малярсько-штукатурну справу в Донецьку. Працювала фахівчинею з озеленення на базі відпочинку в Маріуполі. 2015 року підписала контракт з полком «Азов». Була майстром ремонтної майстерні зенітно-ракетного дивізіону і діловодом тилу гарнізону Юр’ївка. Старший солдат, військовослужбовиця НГУ, ОЗСП «Азов». | 8 травня 2022              | Загинула 8 травня 2022 року на металургійному комбінаті «Азовсталь» в Маріуполі на Донеччині у великій пожежі, там було 60 людей. Знайшли фрагменти лише 6 тіл. Тіла Марини не було. Нагороджена орденом «За мужність» III ступеня (посмертно). Залишилися дві малолітні дочки, цивільний чоловік з донькою, сестра і двоє братів . |
|                                                 |                  | Антонюк Роман Сергійович («Мак»)                | 17 травня 1981, м. Київ. Старший солдат, військовослужбовець НГУ (підрозділ — не уточнено). | 8 травня 2022              | Загинув в боях з російськими окупантами в ході відбиття російського вторгнення в Україну (місце — не уточнено). Нагороджений орденом «За мужність» III ступеня (посмертно). |
|                                                 |                  | Арделянова Нінель Маратівна («Нінель»)          | 07 липня 1975, с. Преслав, Запорізька область. Сержант, військовослужбовиця НГУ, ОЗСП «Азов», начальник речового сховища | (дата підлягає уточненню)  | Загинула в боях з російськими окупантами в ході відбиття російського вторгнення в Україну (місце — не уточнено). Нагороджена орденом «За мужність» III ступеня (посмертно). |
|                                                 |                  | Багряк Павло Миколайович                        | Солдат, військовослужбовець ОЗСП «Азов». Був поранений. Можливо перебуває в полоні. | (дата підлягає уточненню)  | Загинув в боях з російськими окупантами в ході відбиття російського вторгнення в Україну (місце — не уточнено). Нагороджений орденом «За мужність» III ступеня (посмертно). |
|                                                 |                  | Бурлаченко Андрій Юрійович                      | 1992, м. Маріуполь, Донецька область. Старший солдат, військовослужбовець НГУ (підрозділ — не уточнено). | (дата підлягає уточненню)  | Загинув в боях з російськими окупантами в ході відбиття російського вторгнення в Україну (місце — не уточнено). Нагороджений орденом «За мужність» III ступеня (посмертно). |
|                                                 |                  | Вертелецький Андрій Олексійович                 | 13 грудня 1994. Старший солдат, військовослужбовець НГУ, ОЗСП «Азов». Учасник бойових дій на Донбасі з 2017 року. Старший кулеметник. Здався в полон на "Азовсталі" в Маріуполі. | (дата підлягає уточненню)  | Загинув в боях з російськими окупантами в ході відбиття російського вторгнення в Україну (місце — не уточнено). Нагороджений орденом «За мужність» III ступеня (посмертно). |
|                                                 |                  | Ворончихіна Марина Дмитрівна                    | 30 січня 1979. Лейтенант, військовослужбовиця НГУ, ОЗСП «Азов». | (дата підлягає уточненню)  | Загинула в боях з російськими окупантами в ході відбиття російського вторгнення в Україну (місце — не уточнено). Нагороджена орденом «За мужність» III ступеня (посмертно). |
|                                                 |                  | Гольдман Олександр Борисович                    | 25.10.1985. Старший солдат, військовослужбовець НГУ, ОЗСП «Азов». | (дата підлягає уточненню)  | Загинув в боях з російськими окупантами в ході відбиття російського вторгнення в Україну (місце — не уточнено). Нагороджений орденом «За мужність» III ступеня (посмертно). |
|                                                 |                  | Гончаров Ілля Сергійович «Рудий»                | 02 серпня 1995. Сержант, військовослужбовець НГУ, ОЗСП «Азов». | 15 травня 2022             | Загинув в боях з російськими окупантами в ході відбиття російського вторгнення в Україну (місце — не уточнено). Нагороджений орденом «За мужність» III ступеня (посмертно). |
|                                                 |                  | Гончаров Олексій Сергійович                     | Сержант, військовослужбовець НГУ (підрозділ — не уточнено). | 8 травня 2022              | Загинув від вибуху авіабомби на Азовсталі. Нагороджений орденом «За мужність» III ступеня (посмертно). |
|                                                 |                  | Грецький Артур Олегович                         | 13 квітня 2002. Старший солдат, військовослужбовець НГУ (підрозділ — не уточнено). | перебуває в полоні         | Загинув в боях з російськими окупантами в ході відбиття російського вторгнення в Україну (місце — не уточнено). Нагороджений орденом «За мужність» III ступеня (посмертно). |
|                                                 |                  | Гузаров Віталій Анатолійович                    | 27.09.1998, м. Львів. Старший солдат, військовослужбовець НГУ, ОЗСП «Азов». | (дата підлягає уточненню)  | Загинув в боях з російськими окупантами в ході відбиття російського вторгнення в Україну (місце — не уточнено). Нагороджений орденом «За мужність» III ступеня (посмертно). |
|                                                 |                  | Єрьоменко Степан Леонідович                     | м. Маріуполь. Сержант, військовослужбовець НГУ (підрозділ — не уточнено). | (дата підлягає уточненню)  | Загинув в боях з російськими окупантами в ході відбиття російського вторгнення в Україну (місце — не уточнено). Нагороджений орденом «За мужність» III ступеня (посмертно). |
|                                                 |                  | Жилінський Олександр Миколайович                | Солдат, військовослужбовець НГУ (підрозділ — не уточнено). | (дата підлягає уточненню)  | Загинув в боях з російськими окупантами в ході відбиття російського вторгнення в Україну (місце — не уточнено). Нагороджений орденом «За мужність» III ступеня (посмертно). |
|                                                 |                  | Заєць Владислав Якович                          | Старший солдат, військовослужбовець НГУ (підрозділ — не уточнено). | (дата підлягає уточненню)  | Загинув в боях з російськими окупантами в ході відбиття російського вторгнення в Україну (місце — не уточнено). Нагороджений орденом «За мужність» III ступеня (посмертно). |
|                                                 |                  | Зубатюк Сергій Миколайович                      | 10.09.1974. Старший солдат, військовослужбовець НГУ, ОЗСП «Азов». | (дата підлягає уточненню)  | Загинув в боях з російськими окупантами в ході відбиття російського вторгнення в Україну (місце — не уточнено). Нагороджений орденом «За мужність» III ступеня (посмертно). |
|                                                 |                  | Іванов Денис Сергійович                         | Старший солдат, військовослужбовець НГУ (підрозділ — не уточнено). | (дата підлягає уточненню)  | Загинув в боях з російськими окупантами в ході відбиття російського вторгнення в Україну (місце — не уточнено). Нагороджений орденом «За мужність» III ступеня (посмертно). |
|                                                 |                  | Ізюмова Марина Олександрівна                    | Сержант, військовослужбовець НГУ, ОЗСП «Азов». | (дата підлягає уточненню)  | Загинула в боях з російськими окупантами в ході відбиття російського вторгнення в Україну (місце — не уточнено). Нагороджена орденом «За мужність» III ступеня (посмертно). |
|                                                 |                  | Кириченко В’ячеслав Вікторович                  | Солдат, військовослужбовець НГУ (підрозділ — не уточнено). | (дата підлягає уточненню)  | Загинув в боях з російськими окупантами в ході відбиття російського вторгнення в Україну (місце — не уточнено). Нагороджений орденом «За мужність» III ступеня (посмертно). |
|                                                 |                  | Кісельов Ігор Валентинович («Джанго»)           | Лейтенант, військовослужбовець НГУ (підрозділ — не уточнено). | (дата підлягає уточненню)  | Загинув в боях з російськими окупантами в ході відбиття російського вторгнення в Україну (місце — не уточнено). Нагороджений орденом «За мужність» III ступеня (посмертно). |
|                                                 |                  | Ковпак Сергій Олександрович                     | Старший солдат, військовослужбовець НГУ, ОЗСП «Азов». | (дата підлягає уточненню)  | Загинув в боях з російськими окупантами в ході відбиття російського вторгнення в Україну (місце — не уточнено). Нагороджений орденом «За мужність» III ступеня (посмертно). |
|                                                 |                  | Корольов Борис Олександрович («Борис»)          | Старший сержант, військовослужбовець НГУ (підрозділ — не уточнено). | 8 травня 2022              | Загинув від вибуху авіабомби на Азовсталі. Нагороджений орденом «За мужність» III ступеня (посмертно). |
|                                                 |                  | Костромицький Роман Ігорович («Рама»)           | 31.07.1989. Навчався в Бердянському державному педагогічному університеті на факультеті комп'ютерних технологій, проте за фахом не працював. ув постійним учасником забігу з перешкодами Race Nation та різноманітних військово-спортивних зборів. Багато його дипломів та інших нагород залишилися на окупованій території. Перед початком повномасштабного проходив курси військового водолаза в Одесі. Обіймав посаду снайпера. Нагороджений відзнаками «За участь в АТО», «За військову службу», «За мужність» ІІІ ступеня (посмертно). Молодший лейтенант, військовослужбовець НГУ, ОЗСП «Азов». | 8 травня 2022              | Загинув на Азовсталі внаслідок авіаудару. Нагороджений орденом «За мужність» III ступеня (посмертно). Залишилися батьки та молодша сестра . |
|                                                 |                  | Котов Юрій Миколайович                          | Капітан, військовослужбовець НГУ (підрозділ — не уточнено). | (дата підлягає уточненню)  | Загинув в боях з російськими окупантами в ході відбиття російського вторгнення в Україну (місце — не уточнено). Нагороджений орденом «За мужність» III ступеня (посмертно). |
|                                                 |                  | Ларкін Руслан Сергійович                        | Старший солдат, військовослужбовець НГУ, ОЗСП «Азов». | (дата підлягає уточненню)  | Загинув в боях з російськими окупантами в ході відбиття російського вторгнення в Україну (місце — не уточнено). Нагороджений орденом «За мужність» III ступеня (посмертно). |
|                                                 |                  | Лисоконь Юрій Олександрович («Добродій»)        | 31 липня 1983 м. Бурштин, Івано-Франківська область. Старший сержант, ОЗСП «Азов». У 2015-му долучився до Азову. У 2016-му сформував та очолив кінологічний підрозділ полку «Азов». | 8 травня 2022              | Загинув 8 травня 2022 на території заводу «Азовсталь» від авіаудару . Залишились дружина, син і донька. Нагороджений орденом «За мужність» III ступеня (посмертно). |
|                                                 |                  | Макаренко Микита Володимирович («Івар»)         | 27 років, м. Маріуполь. Закінчив Національний університет державної податкової служби. Солдат, ОЗСП «Азов». Закінчив Національний університет державної податкової служби. | 8 травня 2022              | Загинув від авіаудару на Азовсталі. Нагороджений орденом «За мужність» III ступеня (посмертно). |
|                                                 |                  | Михайленко Олеся Володимирівна («Леся»)         | 31.12.1999, с. Воскресенка Запорізької області. Закінчила історичний факультет Черкаського національного університету імені Богдана Хмельницького і паралельно – бухгалтерські курси. Старший солдат, військовослужбовець НГУ, ОЗСП «Азов». | 8 травня 2022              | Загинула від удару авіабомби на території заводу «Азовсталь». Нагороджена орденом «За мужність» III ступеня (посмертно). |
|                                                 |                  | Мішкевич Василь Євгенійович («Тьоркін»)         | 27 грудня 1977, с. Кам'яний Брід, Житомирська область. В вересня 1993 вступив до Баранівського ПТУ-11. Працював робочим 4 розряду в Мартенівському цеху на заводі Азовсталь. В грудня 2011 року одружився. З 24 квітня 2020 року почав службу в НГУ. Солдат, військовослужбовець НГУ (підрозділ — не уточнено). | 8 травня 2022              | Загинув в боях з російськими окупантами в ході відбиття російського вторгнення в Україну (місце — не уточнено). Нагороджений орденом «За мужність» III ступеня (посмертно). |
|                                                 |                  | Парасюк Віталій Сергійович («Кур'єр»)           | Старший сержант, військовослужбовець НГУ, ОЗСП «Азов». | (дата підлягає уточненню)  | Загинув в боях з російськими окупантами в ході відбиття російського вторгнення в Україну (місце — не уточнено). Нагороджений орденом «За мужність» III ступеня (посмертно). |
|                                                 |                  | Петрушкін Павло Вікторович («Ірбіс»)            | 45 років. Солдат, військовослужбовець НГУ, ОЗСП «Азов». «Почесний Громадянин міста Івано-Франківська» посмертно. | 8 травня 2022              | Загинув від вибуху авіабомби на Азовсталі в Маріуполі. Нагороджений орденом «За мужність» III ступеня (посмертно). В листопаді 2023 похований на Алеї Героїв кладовища с. Чукалівки . |
|                                                 |                  | Пишник Віталій Володимирович («Стимул»)         | Солдат, військовослужбовець НГУ (підрозділ — не уточнено). | 7 травня 2022              | Загинув в боях з російськими окупантами в ході відбиття російського вторгнення в Україну (місце — не уточнено). Нагороджений орденом «За мужність» III ступеня (посмертно). |
|                                                 |                  | Праведніков Євген Анатолійович («Мангуш»)       | Солдат, військовослужбовець НГУ ОЗСП «Азов». | 8 травня 2022              | Загинув на «Азовсталі». Нагороджений орденом «За мужність» III ступеня (посмертно). |
|                                                 |                  | Птахін Олександр Олександрович                  | 4 грудня 1997, Сумський район. Молодший сержант, військовослужбовець НГУ (підрозділ — не уточнено). | 13 квітня 2022             | Загинув в боях з російськими окупантами в ході відбиття російського вторгнення в Україну (місце — не уточнено). Нагороджений орденом «За мужність» III ступеня (посмертно). |
|                                                 |                  | Рудаш Дмитро Дмитрович («Мазер»/«Вуду»)         | Одеська область. Молодший сержант, військовослужбовець НГУ (підрозділ — не уточнено). | 8 травня 2022              | Під час оборонного бою на території металургійного комбінату «АЗОВСТАЛЬ» в місті Маріуполі, в результаті бойового зіткнення загинув від отриманих кульових поранень. Нагороджений орденом «За мужність» III ступеня (посмертно). |
|                                                 |                  | Рянська Оксана Олександрівна («Рені»)           | 12 жовтня 1986, Харківська область. Закінчила Харківську національну академію міського господарства. Була за фахом економісткою і менеджеркою туристично-готельного бізнесу. Працювала в банку. У 2015 році жінка вирішили змінити професію та пішла на військову службу. Стала до лав Окремого загону спеціального призначення НГУ «Азов». Спочатку була діловодкою, згодом обійняла посаду начальниці лазні (пересувної) господарчого взводу роти матеріально-технічного забезпечення. Брала участь в АТО/ООС. З початком повномасштабного вторгнення разом із своїм підрозділом перебувала у Маріуполі та брала участь в обороні міста. Старший сержант, військовослужбовець ОЗСП «Азов». В складі «Азову» з листопада 2017 року. | 8 травня 2022              | Загинула на Азовсталі внаслідок авіаудару. Нагороджена орденом «За мужність» III ступеня (посмертно). |
|                                                 |                  | Савон Андрій Вікторович («Азарт»)               | Старший сержант, військовослужбовець НГУ (підрозділ — не уточнено). | 8 травня 2022              | Загинув в боях з російськими окупантами в ході відбиття російського вторгнення в Україну (місце — не уточнено). Нагороджений орденом «За мужність» III ступеня (посмертно). |
|                                                 |                  | Сагайдак Максим Олександрович («Гідрограф»)     | 17 вересня 1992, м. Маріуполь. У 2014 році закінчив Азовський морський інститут, у 2017-му – Одеський екологічний університет. Наступного року вступив до аспірантури Одеського державного екологічного університету, але завершити навчання не встиг, бо пішов на військову службу. Працював гідрографом у Маріупольської дільниці ФДУ «Миколаївський район Держгідрографії». 2018 року чоловік вирішив підписати контракт на військову службу. Став воїном Окремого загону спеціального призначення НГУ «Азов». Обіймав посаду водія автомобільного взводу підвозу матеріально-технічних засобів роти матеріально-технічного забезпечення. Солдат, військовослужбовець НГУ, ОЗСП «Азов». | 8 травня 2022              | Загинув в боях з російськими окупантами в Маріуполі. Нагороджений орденом «За мужність» III ступеня (посмертно). |
|                                                 |                  | Сірик Артем Петрович                            | 03.07.1976. Старший сержант, військовослужбовець НГУ, ОЗСП «Азов». | (дата підлягає уточненню)  | Загинув в боях з російськими окупантами в ході відбиття російського вторгнення в Україну (місце — не уточнено). Нагороджений орденом «За мужність» III ступеня (посмертно). |
|                                                 |                  | Скалко Ігор Ярославович                         | 18.03.1995. Служив в полку з 2015-го року. Номер обслуги мінометної батареї. Старший солдат, військовослужбовець НГУ, ОЗСП «Азов». | 8 травня 2022              | Загинув на «Азовсталі». Нагороджений орденом «За мужність» III ступеня (посмертно). |
|                                                 |                  | Стаднік Євген Володимирович                     | 12.06.1992, Слобожанська селищна рада. Капітан, військовослужбовець НГУ, 12 БрОП | 8 травня 2022              | Загинув на «Азовсталі». Нагороджений орденом «За мужність» III ступеня (посмертно). |
|                                                 |                  | Супрунов Олександр Олександрович («Гусар»)      | 15.09.1985. Був багаторазовим чемпіоном всеукраїнських та міжнародних стартів з кікбоксингу WTKA. У 2019 році на чемпіонаті України з кікбоксингу він став срібним призером в категорії семі-контакт та бронзовим призером в лоу-кік лайт, тоді його тренував Михайло Зацепін. Був бійцем ЦСО «Альфа» СБУ в Донецької області. Мав звання майора. Доброволець, учасник бойових дій на території маріупольського металургійного комбінату «Азовсталь», де українські військові героїчно стримували переважаючі сили ворога. | 8 травня 2022              | Загинув на «Азовсталі». Нагороджений орденом «За мужність» III ступеня (посмертно). |
|                                                 |                  | Суходольський Рустам Володимирович              | 23.02.1977, м. Луганськ. Старший солдат, військовослужбовець НГУ, ОЗСП «Азов». | (дата підлягає уточненню)  | Загинув в боях з російськими окупантами в ході відбиття російського вторгнення в Україну (місце — не уточнено). Нагороджений орденом «За мужність» III ступеня (посмертно). |
|                                                 |                  | Туровська-Линнік Ганна В’ячеславівна («Солоха») | 03 квітня 1994. Старший сержант, військовослужбовиця ОЗСП «Азов». | (дата підлягає уточненню)  | Загинула в боях з російськими окупантами в ході відбиття російського вторгнення в Україну (місце — не уточнено). Нагороджена орденом «За мужність» III ступеня (посмертно). |
|                                                 |                  | Харечко Артем Олегович                          | 13.12.1995. Солдат, військовослужбовець НГУ (підрозділ — не уточнено). | (дата підлягає уточненню)  | Загинув в боях з російськими окупантами в ході відбиття російського вторгнення в Україну (місце — не уточнено). Нагороджений орденом «За мужність» III ступеня (посмертно). |
|                                                 |                  | Хорошун Антон Олександрович                     | Головний сержант, військовослужбовець НГУ (підрозділ — не уточнено). Отримав поранення 19 березня 2022 в Маріуполі. | (дата підлягає уточненню)  | Загинув в боях з російськими окупантами в ході відбиття російського вторгнення в Україну (місце — не уточнено). Нагороджений орденом «За мужність» III ступеня (посмертно). |
|                                                 |                  | Шевченко Олексій Володимирович («Альфа»)        | Старший солдат, військовослужбовець НГУ (підрозділ — не уточнено). | (дата підлягає уточненню)  | Загинув в боях з російськими окупантами в ході відбиття російського вторгнення в Україну (місце — не уточнено). Нагороджений орденом «За мужність» III ступеня (посмертно). |
|                                                 |                  | Юрченко Павло Антонович («Юрік» )               | Старший солдат, військовослужбовець НГУ (підрозділ — не уточнено). | (дата підлягає уточненню)  | Загинув в боях з російськими окупантами в ході відбиття російського вторгнення в Україну (місце — не уточнено). Нагороджений орденом «За мужність» III ступеня (посмертно). |
|                                                 |                  | Бєляк Олег Олегович                             | Старший солдат, військовослужбовець ДПСУ (підрозділ — не уточнено). | (дата підлягає уточненню)  | Загинув в боях з російськими окупантами в ході відбиття російського вторгнення в Україну (місце — не уточнено). Нагороджений орденом «За мужність» III ступеня (посмертно). |
|                                                 |                  | Горячев Андрій Віталійович                      | Сержант, військовослужбовець ДПСУ (підрозділ — не уточнено). | (дата підлягає уточненню)  | Загинув в боях з російськими окупантами в ході відбиття російського вторгнення в Україну (місце — не уточнено). Нагороджений орденом «За мужність» III ступеня (посмертно). |
|                                                 |                  | Дметрецький Денис Станіславович                 | Сержант, військовослужбовець ДПСУ (підрозділ — не уточнено). | (дата підлягає уточненню)  | Загинув в боях з російськими окупантами в ході відбиття російського вторгнення в Україну (місце — не уточнено). Нагороджений орденом «За мужність» III ступеня (посмертно). |
|                                                 |                  | Закліцький Олексій Станіславович                | Сержант, військовослужбовець ДПСУ (підрозділ — не уточнено). | (дата підлягає уточненню)  | Загинув в боях з російськими окупантами в ході відбиття російського вторгнення в Україну (місце — не уточнено). Нагороджений орденом «За мужність» III ступеня (посмертно). |
|                                                 |                  | Коваленко Андрій Васильович                     | Сержант, військовослужбовець ДПСУ (підрозділ — не уточнено). | (дата підлягає уточненню)  | Загинув в боях з російськими окупантами в ході відбиття російського вторгнення в Україну (місце — не уточнено). Нагороджений орденом «За мужність» III ступеня (посмертно). |
|                                                 |                  | Корж Леонід Іванович                            | Сержант, військовослужбовець ДПСУ (підрозділ — не уточнено). | 17 травня 2022 року        | Загинув в боях з російськими окупантами в ході відбиття російського вторгнення в Україну (місце — не уточнено). Нагороджений орденом «За мужність» III ступеня (посмертно). |
|                                                 |                  | Левчук Матвій Леонідович                        | Штаб-сержант, військовослужбовець ДПСУ (підрозділ — не уточнено). | (дата підлягає уточненню)  | Загинув в боях з російськими окупантами в ході відбиття російського вторгнення в Україну (місце — не уточнено). Нагороджений орденом «За мужність» III ступеня (посмертно). |
|                                                 |                  | Русинський Вадим Вадимович                      | Майстер-сержант, військовослужбовець ДПСУ (підрозділ — не уточнено). | (дата підлягає уточненню)  | Загинув в боях з російськими окупантами в ході відбиття російського вторгнення в Україну (місце — не уточнено). Нагороджений орденом «За мужність» III ступеня (посмертно). |
|                                                 |                  | Сербієнко Олександр Олександрович               | Старший майстер-сержант, військовослужбовець ДПСУ (підрозділ — не уточнено). | (дата підлягає уточненню)  | Загинув в боях з російськими окупантами в ході відбиття російського вторгнення в Україну (місце — не уточнено). Нагороджений орденом «За мужність» III ступеня (посмертно). |
|                                                 |                  | Тацький Сергій Володимирович                    | Старший солдат, військовослужбовець ДПСУ (підрозділ — не уточнено). | (дата підлягає уточненню)  | Загинув в боях з російськими окупантами в ході відбиття російського вторгнення в Україну (місце — не уточнено). Нагороджений орденом «За мужність» III ступеня (посмертно). |
|                                                 |                  | Шелудько Віталій Миколайович                    | Старший солдат, військовослужбовець ДПСУ (підрозділ — не уточнено). | (дата підлягає уточненню)  | Загинув в боях з російськими окупантами в ході відбиття російського вторгнення в Україну (місце — не уточнено). Нагороджений орденом «За мужність» III ступеня (посмертно). |
|                                                 |                  | Ляшенко Богдан Романович                        | 19 лютого 1994, смт Вапнярка Тульчинський район Вінницька область. Капітан, командир вертольоту (підрозділ — не уточнено). Нагороджений орденами Богдана Хмельницького II і III ступенів. | (дата підлягає уточненню)  | Загинув в результаті ворожого обстрілу під час виконання бойового завдання (місце — не уточнено). Похований 8 травня 2022 року в смт Вапнярці на Вінниччині. Нагороджений орденом «Богдана Хмельницького» I ступеня (посмертно). |
|                                                 |                  | Волинець Ігор Вячеславович                      | Лейтенант, військовослужбовець ЗС України (підрозділ — не уточнено). | (дата підлягає уточненню)  | Загинув в боях з російськими окупантами в ході відбиття російського вторгнення в Україну (місце — не уточнено). Нагороджений орденом «Богдана Хмельницького» III ступеня (посмертно). |
|                                                 |                  | Ігнатенко Ігор Володимирович                    | 04 серпня 1976. Майор, військовослужбовець ЗС України (підрозділ — не уточнено). | (дата підлягає уточненню)  | Загинув в боях з російськими окупантами в ході відбиття російського вторгнення в Україну (місце — не уточнено). Нагороджений орденом «Богдана Хмельницького» III ступеня (посмертно). |
|                                                 |                  | Лунковський Валентин Ярославович                | Майор, військовослужбовець ЗС України (підрозділ — не уточнено). | (дата підлягає уточненню)  | Загинув в боях з російськими окупантами в ході відбиття російського вторгнення в Україну (місце — не уточнено). Нагороджений орденом «Богдана Хмельницького» III ступеня (посмертно). |
|                                                 |                  | Новожен Костянтин Дмитрович                     | Лейтенант, військовослужбовець ЗС України (підрозділ — не уточнено). | (дата підлягає уточненню)  | Загинув в боях з російськими окупантами в ході відбиття російського вторгнення в Україну (місце — не уточнено). Нагороджений орденом «Богдана Хмельницького» III ступеня (посмертно). |
|                                                 |                  | Пономаренко Іван Вікторович                     | Старший солдат, військовослужбовець ЗС України (підрозділ — не уточнено). | (дата підлягає уточненню)  | Загинув в боях з російськими окупантами в ході відбиття російського вторгнення в Україну (місце — не уточнено). Нагороджений орденом «За мужність» II ступеня (посмертно). |
|                                                 |                  | Сізов Віталій Олександрович                     | Капітан, військовослужбовець ЗС України (підрозділ — не уточнено). | (дата підлягає уточненню)  | Загинув в боях з російськими окупантами в ході відбиття російського вторгнення в Україну (місце — не уточнено). Нагороджений орденом «За мужність» II ступеня (посмертно). |
|                                                 |                  | Сорокін Роман Олегович                          | Солдат, військовослужбовець ЗС України (підрозділ — не уточнено). | (дата підлягає уточненню)  | Загинув в боях з російськими окупантами в ході відбиття російського вторгнення в Україну (місце — не уточнено). Нагороджений орденом «За мужність» II ступеня (посмертно). |
|                                                 |                  | Ткачов Денис Максимович                         | Старший солдат, військовослужбовець ЗС України (підрозділ — не уточнено). | (дата підлягає уточненню)  | Загинув в боях з російськими окупантами в ході відбиття російського вторгнення в Україну (місце — не уточнено). Нагороджений орденом «За мужність» II ступеня (посмертно). |
|                                                 |                  | Артамонов В’ячеслав Олександрович               | Солдат, військовослужбовець ЗС України (підрозділ — не уточнено). | (дата підлягає уточненню)  | Загинув в боях з російськими окупантами в ході відбиття російського вторгнення в Україну (місце — не уточнено). Нагороджений орденом «За мужність» III ступеня (посмертно). |
|                                                 |                  | Бабін Максим Олександрович                      | Старший солдат, військовослужбовець ЗС України (підрозділ — не уточнено). | (дата підлягає уточненню)  | Загинув в боях з російськими окупантами в ході відбиття російського вторгнення в Україну (місце — не уточнено). Нагороджений орденом «За мужність» III ступеня (посмертно). |
|                                                 |                  | Бойко Олександр Сергійович                      | Солдат, військовослужбовець ЗС України (підрозділ — не уточнено). | (дата підлягає уточненню)  | Загинув в боях з російськими окупантами в ході відбиття російського вторгнення в Україну (місце — не уточнено). Нагороджений орденом «За мужність» III ступеня (посмертно). |
|                                                 |                  | Браславський Яков Михайлович                    | Матрос, підрозділу ВМС ЗС України (підрозділ — не уточнено). | (дата підлягає уточненню)  | Загинув в боях з російськими окупантами в ході відбиття російського вторгнення в Україну (місце — не уточнено). Нагороджений орденом «За мужність» III ступеня (посмертно). |
|                                                 |                  | Брухаль Юрій Степанович                         | Солдат, військовослужбовець ЗС України (підрозділ — не уточнено). | (дата підлягає уточненню)  | Загинув в боях з російськими окупантами в ході відбиття російського вторгнення в Україну (місце — не уточнено). Нагороджений орденом «За мужність» III ступеня (посмертно). |
|                                                 |                  | Вепринський Олександр Володимирович             | Старший сержант, військовослужбовець ЗС України (підрозділ — не уточнено). | (дата підлягає уточненню)  | Загинув в боях з російськими окупантами в ході відбиття російського вторгнення в Україну (місце — не уточнено). Нагороджений орденом «За мужність» III ступеня (посмертно). |
|                                                 |                  | Віка Богдан Боліславович                        | Солдат, військовослужбовець ЗС України (підрозділ — не уточнено). | (дата підлягає уточненню)  | Загинув в боях з російськими окупантами в ході відбиття російського вторгнення в Україну (місце — не уточнено). Нагороджений орденом «За мужність» III ступеня (посмертно). |
|                                                 |                  | Войтович Олег Петрович                          | Солдат, військовослужбовець ЗС України (підрозділ — не уточнено). | (дата підлягає уточненню)  | Загинув в боях з російськими окупантами в ході відбиття російського вторгнення в Україну (місце — не уточнено). Нагороджений орденом «За мужність» III ступеня (посмертно). |
|                                                 |                  | Гаркавенко Павло Володимирович                  | Солдат, військовослужбовець ЗС України (підрозділ — не уточнено). | (дата підлягає уточненню)  | Загинув в боях з російськими окупантами в ході відбиття російського вторгнення в Україну (місце — не уточнено). Нагороджений орденом «За мужність» III ступеня (посмертно). |
|                                                 |                  | Гибало Олександр Костянтинович                  | Штаб-сержант, військовослужбовець ЗС України (підрозділ — не уточнено). | (дата підлягає уточненню)  | Загинув в боях з російськими окупантами в ході відбиття російського вторгнення в Україну (місце — не уточнено). Нагороджений орденом «За мужність» III ступеня (посмертно). |
|                                                 |                  | Гончарук Василь Григорович                      | Солдат, військовослужбовець ЗС України (підрозділ — не уточнено). | (дата підлягає уточненню)  | Загинув в боях з російськими окупантами в ході відбиття російського вторгнення в Україну (місце — не уточнено). Нагороджений орденом «За мужність» III ступеня (посмертно). |
|                                                 |                  | Гук Юрій Богданович                             | Солдат, військовослужбовець ЗС України (підрозділ — не уточнено). | (дата підлягає уточненню)  | Загинув в боях з російськими окупантами в ході відбиття російського вторгнення в Україну (місце — не уточнено). Нагороджений орденом «За мужність» III ступеня (посмертно). |
|                                                 |                  | Дермельов Сергій Миколайович                    | Старший солдат, військовослужбовець ЗС України (підрозділ — не уточнено). | (дата підлягає уточненню)  | Загинув в боях з російськими окупантами в ході відбиття російського вторгнення в Україну (місце — не уточнено). Нагороджений орденом «За мужність» III ступеня (посмертно). |
|                                                 |                  | Дмитренко Андрій Анатолійович                   | Сержант, військовослужбовець ЗС України (підрозділ — не уточнено). | (дата підлягає уточненню)  | Загинув в боях з російськими окупантами в ході відбиття російського вторгнення в Україну (місце — не уточнено). Нагороджений орденом «За мужність» III ступеня (посмертно). |
|                                                 |                  | Добриков Олексій Вікторович                     | Солдат, військовослужбовець ЗС України (підрозділ — не уточнено). | (дата підлягає уточненню)  | Загинув в боях з російськими окупантами в ході відбиття російського вторгнення в Україну (місце — не уточнено). Нагороджений орденом «За мужність» III ступеня (посмертно). |
|                                                 |                  | Захаров Захар Сергійович                        | Солдат, військовослужбовець ЗС України (підрозділ — не уточнено). | (дата підлягає уточненню)  | Загинув в боях з російськими окупантами в ході відбиття російського вторгнення в Україну (місце — не уточнено). Нагороджений орденом «За мужність» III ступеня (посмертно). |
|                                                 |                  | Кліпп Дмитро Андрійович                         | Молодший сержант, військовослужбовець ЗС України (підрозділ — не уточнено). | (дата підлягає уточненню)  | Загинув в боях з російськими окупантами в ході відбиття російського вторгнення в Україну (місце — не уточнено). Нагороджений орденом «За мужність» III ступеня (посмертно). |
|                                                 |                  | Кобернік Святослав Васильович                   | Солдат, військовослужбовець ЗС України (підрозділ — не уточнено). | (дата підлягає уточненню)  | Загинув в боях з російськими окупантами в ході відбиття російського вторгнення в Україну (місце — не уточнено). Нагороджений орденом «За мужність» III ступеня (посмертно). |
|                                                 |                  | Кобилянський Олексій Дмитрович                  | Солдат, військовослужбовець ЗС України (підрозділ — не уточнено). | (дата підлягає уточненню)  | Загинув в боях з російськими окупантами в ході відбиття російського вторгнення в Україну (місце — не уточнено). Нагороджений орденом «За мужність» III ступеня (посмертно). |
|                                                 |                  | Ковбасюк Денис Васильович                       | Солдат, військовослужбовець ЗС України (підрозділ — не уточнено). | (дата підлягає уточненню)  | Загинув в боях з російськими окупантами в ході відбиття російського вторгнення в Україну (місце — не уточнено). Нагороджений орденом «За мужність» III ступеня (посмертно). |
|                                                 |                  | Кокудович Роман Сергійович                      | Сержант, військовослужбовець ЗС України (підрозділ — не уточнено). | (дата підлягає уточненню)  | Загинув в боях з російськими окупантами в ході відбиття російського вторгнення в Україну (місце — не уточнено). Нагороджений орденом «За мужність» III ступеня (посмертно). |
|                                                 |                  | Коротун Владислав Юрійович                      | Старший солдат, військовослужбовець ЗС України (підрозділ — не уточнено). | (дата підлягає уточненню)  | Загинув в боях з російськими окупантами в ході відбиття російського вторгнення в Україну (місце — не уточнено). Нагороджений орденом «За мужність» III ступеня (посмертно). |
|                                                 |                  | Кравець Роман Миколайович                       | Старший сержант, військовослужбовець ЗС України (підрозділ — не уточнено). | (дата підлягає уточненню)  | Загинув в боях з російськими окупантами в ході відбиття російського вторгнення в Україну (місце — не уточнено). Нагороджений орденом «За мужність» III ступеня (посмертно). |
|                                                 |                  | Кузьменко Роман Олексійович                     | Солдат, військовослужбовець ЗС України (підрозділ — не уточнено). | (дата підлягає уточненню)  | Загинув в боях з російськими окупантами в ході відбиття російського вторгнення в Україну (місце — не уточнено). Нагороджений орденом «За мужність» III ступеня (посмертно). |
|                                                 |                  | Кущ Вячеслав Вікторович                         | Солдат, військовослужбовець ЗС України (підрозділ — не уточнено). | (дата підлягає уточненню)  | Загинув в боях з російськими окупантами в ході відбиття російського вторгнення в Україну (місце — не уточнено). Нагороджений орденом «За мужність» III ступеня (посмертно). |
|                                                 |                  | Литвин Михайло Володимирович                    | Солдат, військовослужбовець ЗС України (підрозділ — не уточнено). | (дата підлягає уточненню)  | Загинув в боях з російськими окупантами в ході відбиття російського вторгнення в Україну (місце — не уточнено). Нагороджений орденом «За мужність» III ступеня (посмертно). |
|                                                 |                  | Лобода Віталій Юрійович                         | Солдат, військовослужбовець ЗС України (підрозділ — не уточнено). | (дата підлягає уточненню)  | Загинув в боях з російськими окупантами в ході відбиття російського вторгнення в Україну (місце — не уточнено). Нагороджений орденом «За мужність» III ступеня (посмертно). |
|                                                 |                  | Лютик Андрій Вікторович                         | Солдат, військовослужбовець ЗС України (підрозділ — не уточнено). | (дата підлягає уточненню)  | Загинув в боях з російськими окупантами в ході відбиття російського вторгнення в Україну (місце — не уточнено). Нагороджений орденом «За мужність» III ступеня (посмертно). |
|                                                 |                  | Матко Роман Сергійович                          | Молодший сержант, військовослужбовець ЗС України (підрозділ — не уточнено). | (дата підлягає уточненню)  | Загинув в боях з російськими окупантами в ході відбиття російського вторгнення в Україну (місце — не уточнено). Нагороджений орденом «За мужність» III ступеня (посмертно). |
|                                                 |                  | Михайлов Віктор Юрійович                        | Сержант, військовослужбовець ЗС України (підрозділ — не уточнено). | (дата підлягає уточненню)  | Загинув в боях з російськими окупантами в ході відбиття російського вторгнення в Україну (місце — не уточнено). Нагороджений орденом «За мужність» III ступеня (посмертно). |
|                                                 |                  | Настащук Михайло Ярославович                    | Сержант, військовослужбовець ЗС України (підрозділ — не уточнено). | (дата підлягає уточненню)  | Загинув в боях з російськими окупантами в ході відбиття російського вторгнення в Україну (місце — не уточнено). Нагороджений орденом «За мужність» III ступеня (посмертно). |
|                                                 |                  | Олійник Віталій Петрович                        | Солдат, військовослужбовець ЗС України (підрозділ — не уточнено). | (дата підлягає уточненню)  | Загинув в боях з російськими окупантами в ході відбиття російського вторгнення в Україну (місце — не уточнено). Нагороджений орденом «За мужність» III ступеня (посмертно). |
|                                                 |                  | Павлюк Василь Сергійович                        | Старший солдат, військовослужбовець ЗС України (підрозділ — не уточнено). | (дата підлягає уточненню)  | Загинув в боях з російськими окупантами в ході відбиття російського вторгнення в Україну (місце — не уточнено). Нагороджений орденом «За мужність» III ступеня (посмертно). |
|                                                 |                  | Палій Василь Миколайович                        | Сержант, військовослужбовець ЗС України (підрозділ — не уточнено). | (дата підлягає уточненню)  | Загинув в боях з російськими окупантами в ході відбиття російського вторгнення в Україну (місце — не уточнено). Нагороджений орденом «За мужність» III ступеня (посмертно). |
|                                                 |                  | Панкратов Олександр Євгенійович                 | Старший сержант, військовослужбовець ЗС України (підрозділ — не уточнено). | (дата підлягає уточненню)  | Загинув в боях з російськими окупантами в ході відбиття російського вторгнення в Україну (місце — не уточнено). Нагороджений орденом «За мужність» III ступеня (посмертно). |
|                                                 |                  | Перча Олег Вікторович                           | Старший сержант, військовослужбовець ЗС України (підрозділ — не уточнено). | (дата підлягає уточненню)  | Загинув в боях з російськими окупантами в ході відбиття російського вторгнення в Україну (місце — не уточнено). Нагороджений орденом «За мужність» III ступеня (посмертно). |
|                                                 |                  | Пирогов Василь Петрович                         | Старший сержант, військовослужбовець ЗС України (підрозділ — не уточнено). | (дата підлягає уточненню)  | Загинув в боях з російськими окупантами в ході відбиття російського вторгнення в Україну (місце — не уточнено). Нагороджений орденом «За мужність» III ступеня (посмертно). |
|                                                 |                  | Піддубний Роман Олександрович                   | Старший солдат, військовослужбовець ЗС України (підрозділ — не уточнено). | (дата підлягає уточненню)  | Загинув в боях з російськими окупантами в ході відбиття російського вторгнення в Україну (місце — не уточнено). Нагороджений орденом «За мужність» III ступеня (посмертно). |
|                                                 |                  | Полкозак Андрій Андрійович                      | Молодший сержант, військовослужбовець ЗС України (підрозділ — не уточнено). | (дата підлягає уточненню)  | Загинув в боях з російськими окупантами в ході відбиття російського вторгнення в Україну (місце — не уточнено). Нагороджений орденом «За мужність» III ступеня (посмертно). |
|                                                 |                  | Пушкар Олександр Іванович                       | Солдат, військовослужбовець ЗС України (підрозділ — не уточнено). | (дата підлягає уточненню)  | Загинув в боях з російськими окупантами в ході відбиття російського вторгнення в Україну (місце — не уточнено). Нагороджений орденом «За мужність» III ступеня (посмертно). |
|                                                 |                  | Рахімов Олексій Леонідович                      | Солдат, військовослужбовець ЗС України (підрозділ — не уточнено). | (дата підлягає уточненню)  | Загинув в боях з російськими окупантами в ході відбиття російського вторгнення в Україну (місце — не уточнено). Нагороджений орденом «За мужність» III ступеня (посмертно). |
|                                                 |                  | Ревенко Максим Миколайович                      | Солдат, військовослужбовець ЗС України (підрозділ — не уточнено). | (дата підлягає уточненню)  | Загинув в боях з російськими окупантами в ході відбиття російського вторгнення в Україну (місце — не уточнено). Нагороджений орденом «За мужність» III ступеня (посмертно). |
|                                                 |                  | Ригун Сергій Ілліч                              | Солдат, військовослужбовець ЗС України (підрозділ — не уточнено). | (дата підлягає уточненню)  | Загинув в боях з російськими окупантами в ході відбиття російського вторгнення в Україну (місце — не уточнено). Нагороджений орденом «За мужність» III ступеня (посмертно). |
|                                                 |                  | Римар Руслан Васильович                         | Солдат, військовослужбовець ЗС України (підрозділ — не уточнено). | (дата підлягає уточненню)  | Загинув в боях з російськими окупантами в ході відбиття російського вторгнення в Україну (місце — не уточнено). Нагороджений орденом «За мужність» III ступеня (посмертно). |
|                                                 |                  | Руденко Віктор Леонідович                       | Молодший сержант, військовослужбовець ЗС України (підрозділ — не уточнено). | (дата підлягає уточненню)  | Загинув в боях з російськими окупантами в ході відбиття російського вторгнення в Україну (місце — не уточнено). Нагороджений орденом «За мужність» III ступеня (посмертно). |
|                                                 |                  | Румянцев Віталій Сергійович                     | Солдат, військовослужбовець ЗС України (підрозділ — не уточнено). | (дата підлягає уточненню)  | Загинув в боях з російськими окупантами в ході відбиття російського вторгнення в Україну (місце — не уточнено). Нагороджений орденом «За мужність» III ступеня (посмертно). |
|                                                 |                  | Савич Сергій Миколайович                        | Старший солдат, військовослужбовець ЗС України (підрозділ — не уточнено). | (дата підлягає уточненню)  | Загинув в боях з російськими окупантами в ході відбиття російського вторгнення в Україну (місце — не уточнено). Нагороджений орденом «За мужність» III ступеня (посмертно). |
|                                                 |                  | Селезньов Руслан Євгенійович                    | Старший солдат, військовослужбовець ЗС України (підрозділ — не уточнено). | (дата підлягає уточненню)  | Загинув в боях з російськими окупантами в ході відбиття російського вторгнення в Україну (місце — не уточнено). Нагороджений орденом «За мужність» III ступеня (посмертно). |
|                                                 |                  | Скрипник Сергій Степанович                      | 33 роки, с. Турчинівка. Солдат, військовослужбовець ЗС України (підрозділ — не уточнено). | (дата підлягає уточненню)  | Загинув під час виконання військового обов’язку у м. Костянтинівка Донецької області, отримавши поранення не сумісні з життям. Нагороджений орденом «За мужність» III ступеня (посмертно). |
|                                                 |                  | Сорокін Віталій Олександрович                   | Солдат, військовослужбовець ЗС України (підрозділ — не уточнено). | (дата підлягає уточненню)  | Загинув в боях з російськими окупантами в ході відбиття російського вторгнення в Україну (місце — не уточнено). Нагороджений орденом «За мужність» III ступеня (посмертно). |
|                                                 |                  | Суханюк Максим Олександрович                    | Солдат, військовослужбовець ЗС України (підрозділ — не уточнено). | (дата підлягає уточненню)  | Загинув в боях з російськими окупантами в ході відбиття російського вторгнення в Україну (місце — не уточнено). Нагороджений орденом «За мужність» III ступеня (посмертно). |
|                                                 |                  | Тимошенко Петро Михайлович                      | Головний сержант, військовослужбовець ЗС України (підрозділ — не уточнено). | (дата підлягає уточненню)  | Загинув в боях з російськими окупантами в ході відбиття російського вторгнення в Україну (місце — не уточнено). Нагороджений орденом «За мужність» III ступеня (посмертно). |
|                                                 |                  | Харчук Василь Валентинович                      | Солдат, військовослужбовець ЗС України (підрозділ — не уточнено). | (дата підлягає уточненню)  | Загинув в боях з російськими окупантами в ході відбиття російського вторгнення в Україну (місце — не уточнено). Нагороджений орденом «За мужність» III ступеня (посмертно). |
|                                                 |                  | Холмов Тарас Валерійович                        | Старший солдат, військовослужбовець ЗС України (підрозділ — не уточнено). | (дата підлягає уточненню)  | Загинув в боях з російськими окупантами в ході відбиття російського вторгнення в Україну (місце — не уточнено). Нагороджений орденом «За мужність» III ступеня (посмертно). |
|                                                 |                  | Хомюк Володимир Йосипович                       | Старший солдат, військовослужбовець ЗС України (підрозділ — не уточнено). | (дата підлягає уточненню)  | Загинув в боях з російськими окупантами в ході відбиття російського вторгнення в Україну (місце — не уточнено). Нагороджений орденом «За мужність» III ступеня (посмертно). |
|                                                 |                  | Христиченко Дмитро Олександрович                | Старший солдат, військовослужбовець ЗС України (підрозділ — не уточнено). | (дата підлягає уточненню)  | Загинув в боях з російськими окупантами в ході відбиття російського вторгнення в Україну (місце — не уточнено). Нагороджений орденом «За мужність» III ступеня (посмертно). |
|                                                 |                  | Цуцей Федор Васильович                          | Штаб-сержант, військовослужбовець ЗС України (підрозділ — не уточнено). | (дата підлягає уточненню)  | Загинув в боях з російськими окупантами в ході відбиття російського вторгнення в Україну (місце — не уточнено). Нагороджений орденом «За мужність» III ступеня (посмертно). |
|                                                 |                  | Чорний Руслан Геннадійович                      | Старший сержант, військовослужбовець ЗС України (підрозділ — не уточнено). | (дата підлягає уточненню)  | Загинув в боях з російськими окупантами в ході відбиття російського вторгнення в Україну (місце — не уточнено). Нагороджений орденом «За мужність» III ступеня (посмертно). |
|                                                 |                  | Шарай Олег Григорович                           | Солдат, військовослужбовець ЗС України (підрозділ — не уточнено). | (дата підлягає уточненню)  | Загинув в боях з російськими окупантами в ході відбиття російського вторгнення в Україну (місце — не уточнено). Нагороджений орденом «За мужність» III ступеня (посмертно). |
|                                                 |                  | Шикирявий Володимир Олександрович               | Молодший сержант, військовослужбовець ЗС України (підрозділ — не уточнено). | (дата підлягає уточненню)  | Загинув в боях з російськими окупантами в ході відбиття російського вторгнення в Україну (місце — не уточнено). Нагороджений орденом «За мужність» III ступеня (посмертно). |
|                                                 |                  | Шинкарський Віктор Григорович                   | Молодший сержант, військовослужбовець ЗС України (підрозділ — не уточнено). | (дата підлягає уточненню)  | Загинув в боях з російськими окупантами в ході відбиття російського вторгнення в Україну (місце — не уточнено). Нагороджений орденом «За мужність» III ступеня (посмертно). |
|                                                 |                  | Шпак Олександр Іванович                         | Старший сержант, військовослужбовець ЗС України (підрозділ — не уточнено). | (дата підлягає уточненню)  | Загинув в боях з російськими окупантами в ході відбиття російського вторгнення в Україну (місце — не уточнено). Нагороджений орденом «За мужність» III ступеня (посмертно). |
|                                                 |                  | Шутенко В’ячеслав Володимирович                 | Солдат, військовослужбовець ЗС України (підрозділ — не уточнено). | (дата підлягає уточненню)  | Загинув в боях з російськими окупантами в ході відбиття російського вторгнення в Україну (місце — не уточнено). Нагороджений орденом «За мужність» III ступеня (посмертно). |
|                                                 |                  | Якименко Віктор Валентинович                    | Солдат, військовослужбовець ЗС України (підрозділ — не уточнено). | (дата підлягає уточненню)  | Загинув в боях з російськими окупантами в ході відбиття російського вторгнення в Україну (місце — не уточнено). Нагороджений орденом «За мужність» III ступеня (посмертно). |
|                                                 |                  | Ярмола Віктор Олександрович                     | Солдат, військовослужбовець ЗС України (підрозділ — не уточнено). | (дата підлягає уточненню)  | Загинув в боях з російськими окупантами в ході відбиття російського вторгнення в Україну (місце — не уточнено). Нагороджений орденом «За мужність» III ступеня (посмертно). |
|                                                 |                  | Загревський Сергій Олексійович                  | Полковник, військовослужбовець ЗС України (підрозділ — не уточнено). | (дата підлягає уточненню)  | Загинув в ході відбиття російського вторгнення в Україну (місце — не уточнено). Нагороджений медаллю «За військову службу Україні» (посмертно). |
|                                                 |                  | Макарчук Олег Пилипович                         | Полковник, військовослужбовець ЗС України (підрозділ — не уточнено). | (дата підлягає уточненню)  | Загинув в ході відбиття російського вторгнення в Україну (місце — не уточнено). Нагороджений медаллю «За військову службу Україні» (посмертно). |
|                                                 |                  | Пузиренко Костянтин Григорович                  | Полковник, військовослужбовець ЗС України (підрозділ — не уточнено). | (дата підлягає уточненню)  | Загинув в ході відбиття російського вторгнення в Україну (місце — не уточнено). Нагороджений медаллю «За військову службу Україні» (посмертно). |
|                                                 |                  | Скіряк Олег Олексійович                         | Молодший сержант, військовослужбовець ЗС України (підрозділ — не уточнено). | (дата підлягає уточненню)  | Загинув в боях з російськими окупантами в ході відбиття російського вторгнення в Україну (місце — не уточнено). Нагороджений медаллю «За військову службу Україні» (посмертно). |

### Примітка
1. 16 квітня 2022 року, Президент України Володимир Зеленський під час інтерв'ю телерадіокомпанії CNN повідомив, що у війні з російськими окупантами загинуло від 2500 до 3000 українських військових[249].
2. 11 травня 2022 року, в ході спеціального брифінгу офіційних представників Сил оборони України, начальник оперативного управління штабу управління Нацгвардії України Олексій Надточий, вперше з початку війни, назвав втрати, які відомство зазнало в ході російського вторгнення в Україну. За його словами, втрати Національної гвардії України під час виконання бойових завдань склали: безповоротні втрати — 501 військовослужбовець, санітарні втрати (зазнали поранень) — 1697 військовослужбовців[250].
3. «Таблиця/Список загиблих» буде наповнюватися та корегуватися по мірі можливості за надходженням відповідної інформації, яка постійно змінюється в результаті інтенсивності бойових дій (посилання — тільки на офіційні та перевірені джерела)
4. Див. розділ «Обговорення».
5. Відомості з Указів Президента України «Про присвоєння звання Герой України», «Про відзначення державними нагородами України» доповнювати в кінці основної Таблиці, з подальшим уточненням соц.-демографічними даними загиблих Героїв і рознесенням записів за відповідними датами!

## Втрати силових структур в тилу під час війни (17 липня — 31 липня 2022)
Стебо Роман, 9 грудня 1981, м. Херсон. Військовослужбовець кулеметного взводу 2-ї роти 1-го стрілецького батальйону 36 ОБрМП. Згідно з офіційним повідомленням бригади попередньо встановлено, що причиною трагедії стала хвороба серця на фоні зловживання алкогольних напоїв. За версією побратимів Роман помер через побиття деякими офіцерами бригади.